# BB戦士三国伝
『BB戦士三国伝』（ビービーせんしさんごくでん）は、SDガンダムシリーズの一つ。
本作のアニメ版『SDガンダム三国伝 BraveBattleWarriors』（エスディーガンダムさんごくでん ブレイブバトルウォーリアーズ）については、本項アニメシリーズの節を参照。

## 設定
「BB戦士」20周年記念作品。小説『三国志演義』をモチーフとした物語。古代中国をモチーフとした「三璃紗（ミリシャ）」を舞台に、歴代ガンダムシリーズに登場したモビルスーツたちがキャラクターとなり、群雄割拠の戦乱を繰り広げる。各種キャラクターのモチーフになったモビルスーツは「演者」と表記されており、"SDガンダム達による三国志の公演"と言う形式を取っている。ただし、演者設定MS以外の複数の機体をモチーフとしている例もあり、董卓ザクや初期設定の姜維ガンダムF91のように演者とは明らかに違うMSの意匠を持つキャラクターも存在する。
あくまで三国志をモチーフにしたSDガンダムシリーズであるため、三国志ならびに史実とは異なる設定やストーリーが展開されている。特にBB戦士版第三部『戦神決闘編』は、三国志の出来事を基にしつつ、SDガンダム恒例の「光と闇の戦い」をテーマとする、ほぼオリジナルなストーリーが展開される。
戦乱の世を舞台とした時代劇的な世界観はかつての「SD戦国伝」シリーズを彷彿とさせるが、原典に倣い登場するキャラクターは中国武将風の甲冑を纏っており、武者ガンダムたちとは趣を異にする。
「SD戦国伝」の舞台である「天宮＜アーク＞」は古来の日本をモチーフとしていたが、海の向こうにある隣国として「影舞乱夢＜エイブラム＞」なる中国をモチーフとした国とそこを故郷とするキャラクターが度々登場していた。
『三国伝』では、かつての「影舞乱夢」を今回の舞台「三璃紗」における初の国家として定義し、歴代皇帝の名の中に『新SD戦国伝 伝説の大将軍編』に登場した「白龍大帝」の名前が存在するなど、旧シリーズ設定との共通部分も存在する。

## 商品シリーズ
プラモデルキットとしては変形などのギミックを抑えてアクションに重点を置いたことにより、過去の「武者ガンダム」シリーズに比べると少ないパーツ数でありながら可動範囲と保持力が向上している。「武者烈伝」の時期から定着した2.5〜3頭身のプロポーションを踏襲し、スネ部分の別パーツ化など共通の要素も見られる。また一部例外があるがシリーズ中の各キャラクター間で装備品の互換性が考慮されており、鎧や武器、一部キットによって表情の異なる手首パーツを交換装着して遊ぶ事が可能である。また、女性キャラクター等一部を除き、軽装時の各キャラクターの額には名前の頭文字が描かれている。さらにおまけ要素として、足の裏に名前がスタンプ状のモールドとして刻まれており、朱肉などを使ってスタンプ遊びができるようになっている。
商品シリーズは世界各地で販売展開されており、特に2007年11月に発売された「呂布トールギス・赤兎馬・天玉鎧」は2,000円台の高額キットであったにもかかわらず高い人気を集め、公式サイトにも「巷では売り切れが続出」と歓びの声が掲載されている。このような大ヒットを受け、バンダイも当初予定のなかったキャラクターの商品化を検討し、「夏侯惇ギロス」を始めとする非ガンダム系キットや馬や船をセットにした大型キットの商品化など展開が広がっている。
2008年4月に発売された「孔明リ・ガズィ」から、毎月新キットのリリースがアナウンスされており、同年3月からは色替え商品を含むとはいえ、毎月2種ペースで新商品が発売された。第48回全日本模型ホビーショーなどにも力の入ったジオラマや、試作品が数体展示されるなど同シリーズの好調ぶりがうかがえた。
なお、シリーズ開始と共に「劉備ガンダム」のキットに初回限定として同梱されたポスターや、「趙雲ガンダム・飛影閃 趙雲ガンダム単騎駆け」発売と共にそれまで発売されたキットの再出荷分に同梱されたエフェクトパーツ、「周倉ドーベンウルフ」の発売時期にシリーズキットを二個以上購入でついてくる特別シールなど、度々特典キャンペーンが実施されており同じキットでもロットにより細かい違いがある。
2010年2月からアニメの開始に合わせパッケージをセル画に変更した「SDガンダム三国伝 Brave Battle Warriors」版が発売された。「劉備ガンダム」を始めとする既売品のアイテムは付属シール、成形色、新規パーツ追加などの細かな変更点がある。これまでのシリーズはあくまでもBB戦士の一ラインナップとしてNoも振られていたが独立したシリーズとなりBB戦士としてのNoが存在しない。

## メディアミックス
漫画版は『SDガンダム三国伝 風雲豪傑編』のタイトルでときた洸一によりコミックボンボン7月号から12月号まで連載。その後、矢野健太郎による第二部『BB戦士三国伝 英雄激突編』がケロケロエースVol.2（12月号）からVol.16（4月号）まで連載。英雄激突編完結後の2009年4月号から津島直人による第三部『BB戦士三国伝 戦神決闘編』がVol.17（5月号）からVol.28（4月号）まで連載された。たかのあつのりによる『SDガンダム三国伝 ブレイブバトルウォーリアーズ』がVol.29（5月号）からVol.42（6月号）まで連載。岩本ゆきおによる外伝『SDガンダム三国伝 Brave Battle Warriors 創世記』（- ゲネシス）がガンダムエース2010年5月号から2011年5月号まで連載された。
また、映画『レッドクリフ』とコラボレーションし「孔明リ・ガズィ」「周瑜ヒャクシキ」を、映画作中の孔明、周瑜をイメージしたカラーリングへ変更した「孔明リ・ガズィ 周瑜ヒャクシキ レッドクリフカラー」が販売された。
2010年2月27日に、アニメ映画『超電影版SDガンダム三国伝 Brave Battle Warriors』が公開。また、同年4月から翌年3月までテレビアニメ『SDガンダム三国伝 Brave Battle Warriors』が放送された。SDガンダムのアニメは数多く作られているが、玩具主導だった作品がTVアニメ化されるのは初である。

## ストーリー

### 風雲豪傑編
三璃紗＜ミリシャ＞には「翔＜ショウ＞」「機駕＜ギガ＞」「轟＜ゴウ＞」の三国が覇権を争う戦乱の時代があった。
その三国成立の遙か昔、黄巾の乱鎮圧の功績により政治の実権を握った董卓は暴虐の限りを尽くし、時の皇帝であった霊帝を暗殺、玉璽を奪って太師を名乗るにまで至った。しかしその翌年、霊帝暗殺が発覚すると三璃紗には反董卓の気運が高まり、兗州にていち早く挙兵した曹操の呼びかけにより反董卓連合が結成されることとなる。各地から数多くの武将達が反董卓の名の下に集結する中には、幽州で義勇軍を結成した劉備の姿もあった。

### 英雄激突編
董卓を打倒したことにより反董卓連合は解散、群雄達はそれぞれの領地に戻り、自らの勢力の拡大に鎬を削っていた。当主孫堅を失った長沙軍は息子である孫策の元で江東の平定を目指し、曹操は河北の雄・袁紹と官渡にて激突する。一方劉備は故郷幽州から遠く荊州へと移り、名軍師と謳われる孔明の元を訪ねていた。

### 戦神決闘編
赤壁の戦いは劉備・孫権軍の勝利に終わり、その後天下は翔・機駕・轟による三国時代を迎えることとなった。しかし、曹操と共に行方不明となった翔烈帝・劉備の消息は未だ掴めず、龍帝剣の安置された翔の玉座は空席のままであった。一方曹操の息子曹丕が統治する機駕は西への侵攻を開始、焦土と化した西涼の地に一人、復讐に燃える侠の姿があった。

### 三国伝外伝 武勇激闘録
時代が次第に赤壁の戦いへと動き出していく中、口笛を吹きながら三璃紗を渡り歩く一人の侠がいた。かつての楚の覇王と同じ"項羽"を名乗るその侠は各地で様々な武将達と出会い、その武勇を奮う。そして項羽は故郷、赤壁の戦いの戦火に晒される荊州、かつて楚と呼ばれた地へと辿り着く。
本編で描かれなかったエピソードにまつわる武将を全12回の短編として、展開するシリーズ。「外伝」であるため、本編とは直接は繋がらないパラレルワールドとしての面もあり、楚漢戦争（項羽と劉邦）もモチーフの一つとなっている。
外伝武将の多くは、本編への登場予定があったものの、実現できなかったキャラクター達である。このシリーズで発売された商品は、基本的に過去のBB戦士キットを流用している。また、武将の名称も基本的に「○○ガンダム」である。

### SDガンダム三国伝 Brave Battle Warriors
テレビアニメとプラモデルシリーズで展開される、実質的にはBB戦士三国伝の第四部ともいえるシリーズ。 基本的な流れはBB戦士版の『風雲豪傑編』と『英雄激突編』をベースにしているが、曹操による董卓暗殺のエピソードや、劉備の徐州入りなど、より三国志演義に忠実なストーリー展開となっている。一方で『戦神決闘編』以降の伏線となる展開はほとんど導入されていない。テレビアニメ主導のシリーズで、プラモデルシリーズのコミックではそのキャラクターが担当する部分を抜き出したダイジェスト版となっている。胡軫ギャンや朱儁ザクキャノン、袁術ズサ、紀霊ハンマハンマなどの、このシリーズ出身のオリジナルキャラクターも存在するが、黄忠ガンダムや龐統ヤクトドーガなど重要な役回りを演じたキャラクターは登場していない。キャスティングは過去のガンダムシリーズに出演した声優が多く起用されているが、主役級での出演経験者は数名であり、全体的に新鮮な顔ぶれとなっている。

### SDガンダム三国伝 Brave Battle Warriors 創世記（ゲネシス）
ガンダムエースにて連載されていた漫画連載シリーズ。 アニメ本編で描かれなかったエピソードを描く。
幽州義勇軍が反董卓連合軍に参加するまでの話を描いた「劉備編」、孫策と周瑜の出会いと葛藤を描いた「孫策・周瑜編」、
呂布と貂蝉の出会いを描いた「呂布・貂蝉編」、校尉時代の曹操を描いた「曹操編」、
以上4編から成る。
『BBW』のプロローグ的ストーリーという位置付けだが、『創世記』独自の設定も幾つか存在するため、完全にリンクしているわけではない。
単行本は本作オリジナルのキットが付属する「劉備編」（劉備ガンダム雪山装備/張世平ジム）と「孫策・周瑜編」（魯粛マークIII ）の限定版がそれぞれ刊行された後、
上記2編に「呂布・貂蝉編」と「曹操編」に描き下ろし特別編を加えた通常版全2巻が再度刊行された。

### BB戦士三国伝 LEGEND BB
レジェンドBBとの連動企画で、『戦神決闘編』の決戦後から司馬炎が「真」として三璃紗を統一するまでの空白期間を描いている。
究極の闇になろうとした司馬懿の野望を打ち砕き、三璃紗は平和になった。しかし、蚩尤が再び出現する。それを孫権が打ち破るが、同時に光と闇の欠片がそれぞれ4つ飛散し、その内、闇の欠片は三璃紗にとって更なる脅威となる四凶を復活させてしまうのだった。

## 登場人物
キャラクター名のカッコ内はモチーフとなったモビルスーツ「演者」を示すが一部のモチーフについて公式発表はされていないので諸説ある。ガンダム、トールギスなどの下の名前（演者名）は紙面上表記されるものであって、原則として名乗りや作中の公式文章等では「劉備ガンダム→劉備」のように表記されない。
『三国志』を原型としているため、人物関連図には家族構成が従来のガンダムシリーズよりも細かく設定され、夫婦・親子・兄弟、養父母・養子・義兄弟の関連がとても複雑になっている。

### 翔（幽州義勇軍）
劉備、張飛、関羽が義兄弟の誓いの下に結成した軍。後に建国される三国志の蜀に相当する国、翔の原型となる。主要登場人物は一部の例外を除き、宇宙世紀のガンダムタイプ主人公機の演者が大半である。
劉備ガンダム（ガンダム）
声 - 梶裕貴
龍帝を継ぐ者。本作の主人公。三璃紗の北部、幽州の楼桑村出身の若きサムライ。かつての白龍頑駄無（白龍大帝）同様、遥か昔に三璃紗を治めていた古代の英雄・三侯のひとりである龍帝の血をひき、その魂を受け継ぐ若者。決して悪を許さず、正義と民のためには何者にも恐れず立ち向かう侠の中の侠。義に厚く頼れる兄貴分として慕われ、彼の志の元に多くの武将達が集う。曲がったことが大嫌いな熱血漢だが、当初は若さと義侠心ゆえに直情のまま行動しがちであった。普段は優しい陽気な性格だが、楽天的なお人よしでもあるため、ややドジで天然ボケな一面もある。
桃園の誓いの後に反董卓連合に参加し、虎牢城の戦いでは後に宿敵となる曹操を始めとする様々な侠たちの信念や死とぶつかり戸惑っていたが、己が正義を定め、戦いに身を投じることを決意する。
漫画版では董卓の攻撃から劉備を庇い倒れた呂布を前に怒りを震わせ、天玉鎧“蒼龍”を呼び覚まし董卓を倒している。
董卓打倒の後は曹操から自軍に加わるよう誘われたが、まだ旅を続けることを決意し辞退。曹操、孫権と孫尚香に再会を約束し、彼らに見送られながら張飛、関羽とともに旅立っていった。
『英雄激突編』では故郷である幽州に戻ったが、袁紹軍の侵略をきっかけに張飛と共に荊州に渡り、孔明らと出会う。そして曹操軍の南方攻略を知り、曹操の正義に対して民のための正義に目覚め立ち向かうことを決意する。赤壁の戦いでは星凰剣を手にした曹操の圧倒的な力に敗れるが、龍帝剣に眠っていた龍帝の魂の呼びかけにより、「翔烈帝」として復活し、護る正義に目覚め立ち向かう。曹操との戦いに勝利した直後、彼とともに神火飛鳳の自爆を止めるも龍帝剣を残して行方不明となる。
その後暫く消息を絶っていたが、『戦神決闘編』では東方にある蓬萊に赴いており、その地に住む民から授かった「東方の天の刃」こと的盧に跨り、関平の危機に颯爽と現れ、戦列に復帰した。何事にも揺るがない精神力や、闇との戦いへの使命感など、精神面でもかなりの成長を遂げていた。龍輝宝を五誇将に託していたため翔烈帝の姿ではないが、武器は翔烈帝時のものを背負っている（この状態は、キットでも劉備ガンダムに翔烈帝 劉備ガンダムのバックパックを装着することで再現可能）。
『コミックワールド』では、民を守りたいという強い思いによって翔烈帝に覚醒し、曹操と相打ちとなる形で行方不明となるが、孫権の危機に現れ、共に蚩尤と戦った。
『BBW』からは牙龍刀が削除され（キットには付属している）、その代わりに龍帝剣が標準装備となっている。董卓討伐後、幽州に戻るが、楼桑村に烏丸族が攻めてきたことで、まだ三璃紗に平和が戻ったわけではないと知り、自分を求めている人々と出会うため、公孫瓚たちと別れ、新たな旅に出た。『BBW』では『BB戦士版』以上に、彼の挫折や思い悩む様子も多く描かれている。また、コメディ要素として「物語が新展開を迎える際は行き倒れ寸前になっている」というジンクスを持つ。
武器／爪龍刀＜そうりゅうとう＞（刀身に金色の龍の姿が刻まれている劉備愛用の青い剣）、牙龍刀＜がりゅうとう＞（爪龍刀と対になる赤い剣。双振りが揃ってはじめて真の威力を発揮するといわれる）、龍帝剣＜りゅうていけん＞（龍帝の魂が宿る伝説の剣）、真・龍帝剣＜しん・りゅうていけん＞ （赤龍翔神刀と青龍烈斬刀を一つにした大剣。龍帝剣の新たなる姿）、真龍帝剣＜しんりゅうていけん＞（『BBW』に登場。龍帝剣が劉備の正義の心に反応し覚醒した姿で、「真・龍帝剣」とは別物。かつて劉邦も真の正義に目覚め、真龍帝剣を覚醒させたという）
必殺技／星龍斬＜せいりゅうざん＞ 星の軌道を描きつつ敵を斬り裂く技。一瞬で複雑な軌道を描く太刀筋を見切る事は不可能。／真・星龍斬＜しん・せいりゅうざん＞ 龍帝剣を用いての星龍斬、星状のオーラを撃ち放つ。／三位一体星龍斬＜さんみいったいせいりゅうざん＞劉備、関羽、張飛の正義を求める心が一つになった時、関羽と張飛の肩鎧が劉備に装着されて発動する。劉備の星龍斬に関羽の闘気と張飛の雷が加わったその威力は絶大で、どんな敵でも一撃で撃破する。／三位一体真龍斬＜さんみいったいしんりゅうざん＞／雷撃星龍斬＜らいげきせいりゅうざん＞張飛との合体技。／龍虎爆獣撃＜りゅうこばくじゅうげき＞劉備の龍帝剣と孫権の虎碇刀で相手を斬り裂く連携斬撃。
BB戦士No.300、BBW001
劉備ガンダム 雪山装備（G-3ガンダム）
『BBW創世記』に登場。劉備が豪商・張世平から贈られた雪山用の装備を身に付けた姿。そのため雪上でも不自由なく戦う事が可能になっている。
武器／爪龍刀、牙龍刀、龍帝剣、真龍帝剣
必殺技／星龍斬、三位一体星龍斬
龍装 劉備ガンダム（フルアーマーガンダム）
『BBW』に登場。劉備が龍の力を宿した鎧「龍装の鎧＜りゅうそうのよろい＞」を纏った姿。
演者はガンダムだが、バックパックや鎧の形状はフルアーマーガンダムがモチーフとなっている。
三位一体形態は、新たに張飛と関羽の龍の尾もウイングに装着し、翔烈帝から逆算したデザインとなっている。
旅の中で徐州の太守である陶謙と出会い、彼の死後は、民に求められ徐州の太守となったが、袁術軍の侵攻により徐州を失い、追い詰められたところを曹操に助けられる。自分の無力さを痛感した彼は、曹操に武の力による片腕となるよう迫られるが、理想の相違からその誘いを断った。赤壁の戦いでは、龍帝剣に眠っていた龍帝の魂の呼びかけと、公孫瓚を初めとした散っていた侠たちの叱咤激励により翔烈帝へと覚醒し、孫権と共に曹操を討ち倒した後、仲間たちと共に益州に渡り理想の国づくりを目指していく。
武器／真爪龍刀＜しんそうりゅうとう＞（爪龍刀を新調した青い剣。龍の爪のごとき鋭さを持ち、使い手の意思をその身に宿しどんなものでも切り裂く）、龍帝剣＜りゅうていけん＞、真龍帝剣＜しんりゅうていけん＞、真赤龍翔神刀＜しんせきりゅうしょうじんとう＞、真青龍烈斬刀＜しんせいりゅうれつざんとう＞（真赤龍翔神刀と真青龍烈斬刀は最終回エピローグにて龍帝剣と真爪龍刀の代わりにBB戦士版のように装備していた）
必殺技／星龍斬＜せいりゅうざん＞／三位一体 星龍斬＜さんみいったい せいりゅうざん＞／三位一体 真龍斬＜さんみいったい しんりゅうざん＞／翔龍斬＜しょうりゅうざん＞
BBW018、BBW021
劉邦 劉備ガンダム
劉邦の魂を継ぐ者。『BBW真三璃紗大戦』に登場。項羽の乱モードの最終ボス。劉備に劉邦の魂が宿った姿。
武器／龍帝剣、真爪龍刀、真龍帝剣、赤龍瞳＜せきりゅうどう＞（∀ガンダム）（劉邦の魂が宿るといわれる面鎧。劉備が項羽と対決した際、400年の時を越えて復活した）
必殺技／昇龍斬＜しょうりゅうざん＞
翔烈帝 劉備ガンダム（パーフェクトガンダム）
天駆ける戦神。龍帝剣に眠る龍帝の魂を宿す「龍輝宝＜りゅうきほう＞」を全身に纏い、戦神へと覚醒した劉備の姿。名前の由来は、劉備の諡号「昭烈帝」から。その強大な力は、三璃紗の天地すら揺るがすといわれている。
曹操、孫権、呂布と共に司馬懿を倒した後、龍となり、天に昇っていったようにも描かれたが、詳細は不明。
龍輝宝の各部位はそれぞれ五誇将の強化パーツにもなる。
『コミックワールド』では、闇の勢力との戦いの後に、孫尚香を妻とし、正式に翔の皇帝として即位した。
武器／赤龍翔神刀＜せきりゅうしょうじんとう＞（龍帝剣が分離し、更なるパワーを得た赤い剣）、青龍烈斬刀＜せいりゅうれつざんとう＞（赤龍翔神刀と対になる青い剣、それぞれの刀身に光の龍を宿している）、龍帝剣、真・龍帝剣
愛馬／天馬・的盧＜てきろ＞（ホワイトベース）翔烈帝となった劉備の愛馬。「天馬」と謳われるとおり、劉備の翼となって天空を翔ける。『BBW』では、神話の時代に龍帝が駆った愛馬の生まれ変わりともいわれている。
必殺技／翔龍双星斬＜しょうりゅうそうせいざん＞ 2つの光の龍がそれぞれ星の軌道を描きながら敵を切り裂く。その軌道は、星が二つ重なったようになるという。／天翔真龍斬＜てんしょうしんりゅうざん＞天翔ける龍の化身となり、すべての悪を滅ぼす翔烈帝の必殺技。その輝きは「真の正義」を示すという。／天翔鳴龍閃＜てんしょうめいりゅうせん＞ 的盧に跨り、相手に突進と真・龍帝剣による斬撃を与える。作中では龍輝宝を纏っていない状態で使用した。／破邪顕聖＜はじゃけんせい＞真・龍帝剣から龍のオーラを発し、邪気を取り除き周囲の闇に囚われた者を正気に戻す。龍輝宝を纏っていない状態で使用した。／天翔双龍撃＜てんしょうそうりゅうげき＞轟大帝 孫権との合体技。
BB戦士 No.318
翔烈帝 龍装 劉備ガンダム（パーフェクトガンダム）
先述の「翔烈帝 劉備ガンダム」とは違い、「龍装 劉備ガンダム」から進化した、『BBW』での劉備ガンダム最終形態。
プラモデルもその設定に準じ、BBW018「龍装 劉備ガンダム」をベースに龍輝宝を装着する形になっている。プラモデルでは、肩鎧を3パターンに換装可能で、「翔烈帝 劉備ガンダム」では余剰となっていたパーツにあたる部分を、全てバックパックに装着できるプラモデルオリジナルギミックが存在する。肩鎧をバックパックに装着した姿は重装フルアーマーガンダムがモチーフとなっている。
形態／龍神形態＜りゅうじんけいたい＞、龍駿形態＜りゅうしゅんけいたい＞、龍護形態＜りゅうごけいたい＞
武器／真赤龍翔神刀＜しんせきりゅうしょうじんとう＞（龍の光を宿す赤き刀。対となる真青龍烈斬刀と合身し、龍帝剣に変化する）、真青龍烈斬刀＜しんせいりゅうれつざんとう＞（龍の光を宿す青き刀。対となる真赤龍翔神刀と合身し、龍帝剣に変化する）、天翔龍帝剣＜てんしょうりゅうていけん＞（天駆ける戦神となった劉備の正義に呼応し、龍帝剣がさらに覚醒した姿。一振りで大海をも割ることが出来ると云われる）、翔龍翼＜しょうりゅうよく＞（纏うものに天を翔ける力を与えるといわれる龍の翼）、龍水晶＜りゅうすいしょう＞（龍輝宝の各部に埋め込まれた光輝く宝玉。三璃紗で産出される希少鉱石、「龍玉髄＜りゅうぎょくずい＞」を磨き上げた宝石。ある種の霊的な力を持つと信じられており、装飾品や占星術の道具として珍重されている。古くは「玻璃」と呼ばれ、神話や伝説の中にもその記述を見ることができる）
愛馬／的盧（上述の的盧からデザインが一新され、瞳がなくなり、いわゆるバイザー型のフェイスデザインに変更されている。龍輝宝と合体することで巨大な龍となる）
必殺技／天翔真龍斬＜てんしょうしんりゅうざん＞
BBW042（龍装 劉備ガンダム、的盧、龍輝宝のセット）
ストライク劉備ガンダム（ストライクガンダム）
『BB戦士三国伝 LEGEND BB』にて劉備が光の欠片に眠る蒼龍の神器の力で進化した姿。自身の神器である蒼龍と曹操から託された炎凰は分離して劉備の鎧と武器となって装着される。
形態／瞑装態＜めいそうたい＞（ディアクティブモード）蒼龍の神器の力で進化した直後の形態、炎凰ストライク劉備ガンダム（エールストライク）、龍刃ストライク劉備ガンダム（ソードストライク）、激龍ストライク劉備ガンダム（ランチャーストライク）、蒼龍ストライク劉備ガンダム（『コミックワールド』オリジナルだが、キットでも再現可能）、龍凰ストライク劉備ガンダム（パーフェクトストライク）
武器／鋼龍刀＜こうりゅうとう＞（対装甲コンバットナイフ・アーマーシュナイダー）、蒼龍刃＜そうりゅうじん＞（15.78m対艦刀「シュベルトゲベール」）、甲龍爪＜こうりゅうそう＞（ロケットアンカー「パンツァーアイゼン」）、激龍砲＜げきりゅうほう＞（320mm超高インパルス砲「アグニ」）、炎凰剣＜えんおうけん＞（57mm高エネルギービームライフル）
必殺技／縛龍破＜ばくりゅうは＞、蒼龍斬＜そうりゅうざん＞
孔明リ・ガズィ（リ・ガズィ）
声 - 石井一貴/小野友樹（ゲーム版『真三璃紗大戦』）
稀代の聖軍師。あらゆる兵法に通じる、荊州出身の稀代の天才軍師。その才を世のために役立てんと、仕えるべき主君の到来を待っていた。
水鏡の教え子でもあり、彼から「伏竜」の称号を授かっている。盧植が公孫瓚に託した兵法書の著者でもある。物事を予知する能力を持っているが、周りからは信用してもらえず、子供たちからは「ホラ吹き先生」と呼ばれている。釣りが趣味のようで、各地で釣り糸を垂らす姿が目撃されている。
三国伝では珍しい字が名称になっているキャラクターであり、「諸葛亮」の名は漫画版で本人が名乗るのみである。
『風雲豪傑編』では終盤に登場し、流星となって落ちる暴虐の星から董卓の死を察知していた。
素顔はνガンダム型の顔をしており、董卓軍と戦っていたが敵味方に多くの犠牲が出たことと友人の徐庶を救う事が出来ず死亡させてしまったことを悔やみ、「天翔竜」の力を封印し、顔を変えて隠れ住んでいた。しかし、天下万民を想う劉備に共鳴し、ついに立ち上がることになる。
その後劉備達の訪問、いわゆる「三顧の礼」を経て劉備陣営に加入、赤壁の戦いの後は劉備の志を受け継いで益州の地に翔の国を建国し、丞相として君主が不在の国を支えている。
『BBW』では、董卓軍の動きを探るために序盤から登場しており、釣り場にて劉備とも出会っていた。その後、冀州や荊州でも劉備と再会している。劉備が伏龍を探して荊州を訪れた際には自らの素性を明かさず、水鏡を紹介するに留まった。また、水鏡に頼み、伏龍の所在を隠し、劉備達を幽州に向かわせるようにしている。張繡に苦戦する劉備たちを助けた後に、自分が伏竜である事を明かし、劉備一行に加わった。
『BBW』で声を担当する石井一貴は、アニメ全般のナレーションでもある為、「孔明によって語られる三国伝」という解釈も成立する。
武器／爆凰扇＜ばくおうせん＞（バックウェポンシステム：孔明の持つ羽扇。背中に装着して翼にすることが可能で、爆凰機＜ばくおうき＞という鳥型の偵察機に変形する事で空から戦場のあらゆる情報を収集する）、龍凰翼＜りゅうおうよく＞（短時間の滑空を可能にし、爆凰烈羽をより強力な技に進化させる翼。かつて伏竜は、この龍の翼を持って戦場を駆け巡ったという）、竹簡＜ちくかん＞
必殺技／爆凰烈羽＜ばくおうれっぱ＞ 背部に装着した爆凰扇から無数の羽を撃ち出し、敵を粉砕する必殺技。／天翔爆炎陣＜てんしょうばくえんじん＞趙雲との合体技。
BB戦士 No.308、BBW039
天翔竜 孔明νガンダム（νガンダム/Hi-νガンダム）
目覚めし伏竜。かつて、三璃紗を震撼させた天才軍師・伏竜(孔明)の真の姿。そのあまりの力を恐れて自ら封印していた。三璃紗を覆う巨大な闇の力に立ち向かうため再びその真の力を解き放つことになる。
周囲の大気を緑色のオーラに変換して自身の力とする能力を持ち、これによって武器を射出したり光の翼を作り出すことができる。
爆鳳凰と合体することで全ての力を引き出し、天翔竜 孔明νガンダムの姿となる。さらに「白龍転身」することで、「龍凰形態」という翼を持った龍へ変身することができる。また、孔明νガンダム単体でも「伏竜飛翔形態」への変身が可能である（劇中での描写はない）。
キットでは主に「孔明の本来の姿」として扱われているが、漫画では「孔明が新たなる力（龍帝の光）を得て覚醒した姿」とされた。
五丈原の戦いでは、天空の洛陽宮殿へ馬超たち「天の刃」を送り届けるために自らの体を盾として郭嘉の攻撃を防ぎ命を落とすが、死してもなお魂となって劉備たちを援護すべく「八門遁甲 破邪の陣」を発動させ、司馬懿を打ち倒すための鍵となった。『コミックワールド』では自身が司馬懿を倒し、光と闇との戦いに終止符を打った。
最終決戦で戦死する前に「出師表」を書き残しており、戦神決闘編のエピローグではそれが読み上げられることで物語を締め括っている。
武器／龍焔刀＜りゅうえんとう＞（ビームサーベル：刃の根元に龍の爪が付いている、切れ味抜群の刀）、宝扇剣＜ほうおうけん＞（νガンダムHWSのハイメガシールド：軍を指揮する際にも使用される宝剣。剣に埋め込まれた宝玉に力が宿っているという）
変形形態／龍凰形態＜りゅうおうけいたい＞、伏竜飛翔形態＜ふくりゅうひしょうけいたい＞
必殺技／天翔龍凰撃＜てんしょうりゅうおうげき＞龍凰形態で相手にめがけて突進する必殺技。触れるものは皆、一瞬で粉々になってしまうという。／天魔覆滅＜てんまふくめつ＞／破邪顕聖＜はじゃけんせい＞
BB戦士 No.330
関平ガンダム（Sガンダム）
声 - 小松里歌
若き鬼武将。関羽隊所属。関羽に弟子入りした少年兵。自称、鬼ヒゲ関羽の養子にして一番弟子で、「若き鬼武将」という通り名を勝手に名乗っている。見た目はまだまだ少年だが、大人の豪傑にもひけをとらない実力を持つ。
許昌の出身だったが戦争で家族を失い、幽州で異民族（烏丸）にからまれている所を劉備達に助けられた。その後黄河にて再会した際に関羽の荊州への道案内役として彼に同行する。赤壁の戦いの後は仲間たちと共に益州へ渡り、翔の国を建国する。同時に、正式に関羽の養子となった。
『コミックワールド』では荊州で曹操軍の討伐隊に追われる劉備達を匿った縁で仲間になっている。
『英雄激突編』では自分を「オイラ」、関羽を「おっちゃん」と呼び、わんぱくで幼さを強く残していたが、『戦神決闘編』では精悍な若武者へと成長し、一人称は「私」及び「俺」、関羽を「義父上」と呼ぶようになった。
関羽と周倉と共に合肥に渡り、大灯台に灯されている暗黒玉璽の闇に飲み込まれ石化してしまうが、龍輝宝の力で復活し暗黒玉璽を破壊する。そして、劉備と再会を果たし、彼と共に蚩尤と交戦する。関羽の死後、その遺志を引き継ぎ劉備と周倉、太史慈とともに孫権救出に向かった。また、関羽の装着していた龍輝宝（肩鎧）も受け継いだ（そのため、五誇将としての地位も引き継いだとも受け取れる）。エピローグでは赤兎馬も受け継いだらしく、乗騎としている。
『BBW』第41話では、荊州に住む村の子供として登場。時々水鏡の世話係をしている。張繡と賈詡に捕われていたところを劉備達と孔明に助けられ、強引に加わる形でそのまま劉備たちの仲間になった。本編では直接戦闘に参加することは無かったが、『キットコミック』では戦闘シーンも描かれた。また、関羽との関わりについては言及されなかった。
関羽隊の証でもある、鬼を模した肩鎧「鬼鋭盾」は、周倉の装備する同名の鎧と対になっている。
武器／輝鱗牙＜きりんが＞（ビームスマートガン：輝く龍の鱗で作られたという巨大な刃を持つ刀。鋭い切れ味と破壊力を兼ね備えた武器。刀身の龍でSと書かれている）、鬼鋭爪＜きえいそう＞（ブースター：手甲に装着する鬼の面を模した篭手。格闘戦で威力を発揮するという）、双鬼両刃刀＜そうきりょうじんとう＞（関平の輝鱗牙と関羽の鬼牙龍月刀を連結させた武器）。
必殺技／双鬼烈撃＜そうきれつげき＞ 関平が両手に装着した鬼鋭爪で敵をかち上げ、関羽が双鬼両刃刀でとどめをさす。息の合った師弟同士ならではの連携必殺技。／鬼牙輝燐撃＜オーガきりんげき＞龍輝宝を装着した状態で輝鱗牙を振り下ろし、敵を切り裂く技。／連弾鬼無双＜れんだんおにむそう＞／鬼牙百烈撃＜オーガひゃくれつげき＞関羽と同じ技。相違点は双鬼両刃刀を使うこと。／双鬼千烈斬＜そうきせんれつざん＞関羽と共に、鬼牙百烈撃を放つ技。繰り出される無数の突きをさばくことは不可能である。
BB戦士 No.310（No.300 劉備ガンダムの流用）、BBW040
周倉ドーベンウルフ（ドーベン・ウルフ）
声 - 天田益男
流浪の豪鬼。関羽隊所属。元山賊で、義理人情に篤い怪力自慢の大男。曹操軍に処刑されるのを待つだけの身だったが関羽の腕試しとして引き出される。関羽に勝てば無罪放免にすると言われて立ち向かうも、指一本で圧倒され完敗する。その後密偵の濡れ衣を着せられ処刑を甘んじて受け入れようとする関羽に本来の目的を思い出させ、共に脱獄。そのまま関羽、関平と共に劉備の元へ向かった。
関羽の強さと侠気に惹かれ、「ダンナ」「大将」と呼び行動を共にするようになる。
手先が器用らしく、『コミックワールド』では脱獄の最中、格納庫にあった武器を組み合わせ、専用の武器を完成させた。また、意外にも赤兎馬に並走できるほどの俊足を誇る（馬にも乗るが、それでは赤兎馬から遅れてしまうため自ら馬を担いで走っている）。
『戦神決闘編』でも関羽、関平と行動を共にし、関羽には背中を預けられるほど信用されていた。関羽の死後はその遺志を汲み、関平の背中を守って戦っている。
『BBW』では官渡の戦いの後、自らが囮になり関羽の脱獄を助けたが、その後の消息は不明になっている。また『キットコミック』では、曹操軍の山賊討伐隊と交戦し捕縛される経緯が描かれた。
翔の武将としては唯一のモノアイMSを演者とするキャラクターでもある。
そのモチーフとなった周倉の三本毛のエピソード通り、プラモデルの足裏にはドーベンウルフのスパイクとのダブルモチーフとなっている三本毛がモールドとして再現されている。
武器／尖刃刀＜せんじんとう＞（バインダー：背中に二本対で背負った大降りの山刀。両手に持って振り回すだけで、その怪力から恐ろしい武器となる）、頑硬斧＜がんこうふ＞（メガランチャー：身の丈に迫る大型の戦斧。三方に柄を持つ独特な形状をしている。元々は格納庫にあった物だったが脱獄時に横領した）、三爪戟＜さんそうげき＞（メガランチャー：頑硬斧と二本の尖刃刀の三本の斧が合体した巨大な戟。異形の外観は、鬼の爪を思わせる）
必殺技／豪鬼爆連爪＜ごうきばくれんそう＞ 巨大な三つの刃を持つ三連爪「三爪戟」を振り下ろす技。その凄まじい破壊力は、鬼の爪で抉られたような痕を残す。／鬼牙・豪鬼爆連撃＜オーガ・ごうきばくれんげき＞関羽の鬼牙龍月刀と周倉の三爪戟を地面に叩き付け、地割れを発生させる。／連弾鬼無双＜れんだんおにむそう＞
BB戦士 No.317（No.300 劉備ガンダムの流用）、BBW027
姜維ガンダムF91（ガンダムF91/ガンダムF90 火星独立ジオン軍仕様）
流離の剣客。三璃紗の西の果て、西域出身の若武者。異民族の血を引くとの噂もあるが、出自については多くの謎に包まれている。文武を兼ね備えた切れ者で、その槍使いは、三璃紗随一と謳われた趙雲と肩を並べるほどである。
コミックワールドにおける虎牢城の戦い前の会議には曹操軍の一員として出席しているが、その後はほとんど登場せず、機駕建国の際に武将の一人として紹介され、漫画では尚書令に任じられている。戦神決闘編では闇の気配に感づき曹丕の保護へ向かうが、闇に飲み込まれた曹丕に遭遇し、瀕死の重傷を負った師匠の程昱に翔に伝えるように促される。その後は孔明に師事し、五丈原の戦いにも参加している。エピローグでは軍師形態となって、司馬炎の側近を務めている。
『コミックワールド』では、蚩尤の力で轟軍に同士討ちをさせて攻め込む機駕軍を嘆き、機駕部隊兵に襲われている孫尚香を助け機駕のやり方に見切りをつけ翔へと渡った。その後機駕に帰還して表舞台ではザクの仮面を被り司馬炎の義父となり、数十年後の真の建国まで戦い抜いている。
姜維が司馬炎のもとへ行った経緯は、鄧艾や鍾会も登場する剣閣の戦いで描かれる構想であった。
軍師と武将の2つの顔を持っており、文字通り「顔を使い分ける」。また、武器と鎧を組み合わせると焔麒麟の台座になる。
シリーズ開始当初の名称は「姜維ガンダム」であり、「涼州出身の武将で、司馬懿の弟子」という設定であった。初期の頃に発表された設定画では、火星独立ジオン軍仕様ガンダムF90もしくは、『超戦士ガンダム野郎』のレッドファイターF91を思わせるデザインであったが、キット化するにあたってガンダムF91のデザインがより明確に取り入れられたものに変更。それに伴って、ザクがガンダムの仮面を被るという構造からガンダムがザクの仮面を被るという構造に変更されている。
武器／焔の盾＜ほむらのたて＞（ビームシールド）、鋭閃槍＜えいせんそう＞（ビームランチャー）、焔翼＜えんよく＞、焔琉刀＜えんりゅうとう＞（ヴェスバー）、焔琉麒麟戟＜えんりゅうきりんげき＞
必殺技／焔琉・爆麒麟＜えんりゅう・ばくきりん＞ 両脇に焔琉刀を抱え、炎の闘気をまとって突撃する必殺技。その闘気の大きさにより、まるで炎が残像のように見えるという。モチーフは、ガンダムF91の分身（リミッター解除）。／焔琉麒麟撃＜えんりゅうきりんげき＞
BB戦士 No.345
黄月英ガンイージ（ガンイージ）
声 - 嶋村侑
幼い頃から天才で有名な女性で、黄承彦の娘。基本的には文官で非戦闘員だが、有事には液体火薬で戦闘もこなす。赤壁の戦いの前に劉備達の前に現れて神火飛鳳の脅威を伝え、戦いの後は孔明達と益州に渡っている。孔明とは旧知の仲で、彼を「（孔明）先生」と呼んでいる。一方で、尚香からは「月ちゃん」と呼ばれている。
孔明の死後は彼の意志を継いで翔の丞相となる。また、ケロケロエース版では「三国伝」を記したのは陳寿ではなく彼女となっている。
『BBW』では、江東の住人として登場し、周瑜の命により天雷火砲を造った。孔明との関わりについては言及されず、赤壁の戦いの後も、劉備たちと益州には渡らず、孫権たちと共に江東で暮らしている。
魏延マークII（ガンダムMk-II(ティターンズ仕様)）
元荊州水軍中郎将。黄忠に信頼されている切り込み隊長。黄忠同様、劉表に仕えており、劉表が蔡瑁と黄祖に暗殺されたと知ると黄忠とともに劉表の敵討ちを開始した。甘寧ほどではないが、語尾に「〜ぜよ」とつけて喋ることが多い。
黄忠ガンダムのプラモデルから容易に改造できるデザインになっており、黄忠とのデザインの差異は、カラーリングがティターンズ専用ガンダムMk-IIに準じ、左肩の赤いマント、髭の造形が一部違うだけで他はほぼ同じである。
『英雄激突編』では作画担当の矢野健太郎が独自のアレンジを加え、髭を無くし、肩アーマーと兜頭頂部の鶏冠にバーザムの意匠と「反骨の相」のイメージを取り入れた物にしていた（通称「矢野版魏延」）。雑誌掲載時の名称は「魏延ガンダム」であったが、単行本では「魏延マークII」に修正された。
『戦神決闘編』では、髭が無いこと以外はほぼオフィシャル通りのデザインであったが、五丈原の戦いでは、より「矢野版」に近い外見になっていた。
当初は彼も闇墜ちし、その苦しみの中で最後は「ここにいるぞ！」の台詞とともに黄忠に射抜かれ、死と引き換えに魂が救われるという案もあった。
武器／薙刀、刀、弓
劉封ガンダム
若き蒼竜騎。『三国伝外伝・武勇激闘録』に登場する。元の名を寇封と言い、後に劉備の養子となり改名。武芸·気力に優れ、関平、張苞と義兄弟の契りを交わし、小竜隊を結成してそのリーダーとなる若きサムライ。
赤壁の戦い以前には荊州で一人で曹操軍と戦っていたが、その時点で既に項羽ターンXと知り合いの間柄であった。
項羽ターンXとの因縁めいた関係など、姓名が同じ読みである劉邦の設定も組み込まれている。
武器／双龍偃月刀＜そうりゅうえんげつとう＞(常に対で存在し、両手に持つことで威力は倍増する二振りの環刀)、激旋風棍＜げきせんぷうこん＞（一振りで旋風を巻き起こす由緒ある棍棒）、双龍疾風長刀＜そうりゅうしっぷうなぎなた＞（双龍偃月刀と激旋風棍を組み合わせた長刀）
必殺技／双龍疾風撃＜そうりゅうしっぷうげき＞ 双龍疾風長刀を高速で振り回し、龍が暴れるような疾風を起こして四方の敵を切り刻んでなぎ払う技。
BB戦士 No.337（BB戦士 NO.143 輝龍頑駄無の流用）
馬岱ガンダム
蒼漣の錦豹。『三国伝外伝・武勇激闘録』に登場。馬超の従弟。騎馬民族らしく、騎兵の指揮に長けている。
三璃紗支配に向け勢いを強める曹操を暗殺するため、赤壁の戦い以前に荊州に渡るが失敗。その後、項羽ターンXの助太刀を受け追手の曹操軍から無事に逃げ延びることが出来たが、報復として西涼が機駕の攻撃を受けることを懸念していた（実際の関連性は不明）。現在は消息不明。
武器／黄金鋼槌＜おうごんこうつい＞（どんなに分厚い城壁も一撃で破壊する金槌）、黄金双刃刀＜おうごんそうじんとう＞（どちらからでも切れる両方が刃になった特殊な刀）、双刃黄金槌＜そうじんおうごんつい＞（黄金鋼槌の先端に黄金双刃刀を装着、破壊力と鋭い切れ味が備わった強力な武器）
必殺技／黄金大破振＜おうごんだいはしん＞双刃黄金槌を地面に叩きつけ、オーラをまとった礫を四方に爆散させる必殺技。
BB戦士 No.347（BB戦士 武者ブルーガンダムの流用）
厳顔ガンダム
白髭の義将。『三国伝外伝・武勇激闘録』に登場。元は益州の武将。その名の通り厳しい性格。劉備軍が翔を建国するために益州を攻めた際、張飛と対峙して敗れる。しかし、捕らえられても堂々とした態度に感動した張飛によって厚くもてなされ和解して翔に降った。
翔の武将となってからは、同世代の黄忠と共に出陣することが多く、弓による連携攻撃で敵を翻弄した。孔明は高齢の二人を心配してたびたび注意をしていたが、二人は却って発奮し戦場を駆け回る大活躍を見せたという。この老将コンビのおかげで、翔陣営は常に明るく前向きであったとされる。
赤壁の戦い後は空白地帯となった荊州に入るが、ここに独立勢力「楚」を築かんとする項羽ターンXと激突する。
キットとしては、珍しく追加する鎧がなく、フェイスパーツと武器に新規パーツが集中している。武者ターンエーガンダムには元々袖の意匠があるので、鎧がなくともかなり三国伝風のデザインになっている。
武器／月光盾＜げっこうじん＞（普段は盾だが、弓に変形する武器）、月光弓＜げっこうきゅう＞
必殺技／月鋼跳＜げっこうちょう＞月光弓から放たれる必殺の矢。その威力は、鋼鉄すら跳ね飛ばすという。
BB戦士 No.358（BB戦士 武者ターンエーガンダムの流用）
張苞ガンダム
若き無双刃。『三国伝外伝・武勇激闘録』に登場。張飛ガンダムの長男にして、劉封がひきいる小竜隊の一員。父親譲りの剛勇で、翔の第二世代の旗手となった。関平とは良きライバル。
公式サイトの張飛のコメントによれば、若い頃の武者修行で放浪していた時に張苞が生まれていた可能性があるようだが、かなり後になるまで張飛は息子がいたことを知らなかったらしい。
「四面楚歌」の元、進退きわまった項羽ターンXを討ち取ろうと戦いを挑む。
キットには于禁ガンダム同様太腿パーツが追加。劉封ガンダム用の太腿パーツも付属する。
武器／雷鳴十拳＜らいめいとつか＞（伝説の蓬莱島からもたらされたといわれる名刀）、雷影刀＜らいえいとう＞（両足に隠された刃）、雷蛟＜らいこう＞（張飛の大雷蛇を基に作られた矛）
必殺技／爆裂超雷蛟＜ばくれつちょうらいこう＞全身に電撃をまとい、稲妻の龍となって敵に突撃する必殺技。
BB戦士 No.363（BB戦士 武零斗頑駄無の流用）

#### 五誇将
張飛ガンダム（Ζガンダム）
声 - 加藤将之
無双の戦刃。関羽とともに劉備を支える義兄弟で、細身ながら怪力を持つ屈強の武将。直情的で口が悪く、おっちょこちょいでケンカっ早い性格。しかし面倒見がよく涙もろい面もあるなど、基本的に根は優しく弱い者を見捨てておけない誰よりも熱い心を持つ侠である。クールで孤高の戦士を気取っているが、劉備や関羽のペースに巻き込まれがちである。あまり表には出さないが、心の底では彼等を信頼している。劉備と出会った頃は左右同じ肩鎧だったが、呂布との戦闘で右の肩鎧が切断され、佛土の村を後にする時に鴻夫人から改修され袖鎧のついた肩鎧を受け取り、現在の形となった。
かつては「無双の戦刃」と謳われるほどの侠で、天下一の強者になるという大志を抱いて都にのぼったのだが、董卓の乱で張3兄弟率いる黄巾隊により佛土の村を襲われ、村を空けたことを悔やみ、二度と夢を語らなくなった悲しい過去を持つ。その後は村で戦災孤児たちの世話をしていた。しかし劉備、関羽との出会いで志を取り戻し共に決起、義兄弟となってからは、劉備を「アニキ」と慕うようになった。一方で関羽のことは「ヒゲ」と呼び続けている（出会った当初は「鬼ヒゲ」と呼んでいた）。
『コミックワールド』では、廃墟を散策している所で劉備と出会うや否や戦闘となるが、途中で呂布に遭遇し共闘することになる。そして、関羽も戦闘に参加し呂布を撤退させた後に義兄弟となる。
『英雄激突編』では劉備とともに荊州に渡り、長坂の戦いでは孔明の策を用いて曹操軍先遣部隊を撃破し、夏侯淵を圧倒している。
赤壁の戦いの後は仲間達とともに益州に渡り、翔の国を建国する。
かつて武者修行で諸国を巡っていた際に荊州を訪れており、そこで水鏡（司馬徽）や黄忠とも面識を持ったらしく、本編では既に顔見知りの間柄であった。
『BBW』では当初は劉備のことを子分として見ていたが、義兄弟となってからは彼を立てている。袁紹などの貴族とはあまり反りが合わない様子。三国志演義や史実のような酒豪としての描写は見られないが、食い意地が悪い一面もある。
武器／雷蛇＜ライジャ＞（シールド：大蛇の化身とも言われている蛇矛。背中の二枚の刃を合体させる事で、大雷蛇＜だいらいじゃ＞にパワーアップが可能）
必殺技／爆裂大雷蛇＜ばくれつだいらいじゃ＞ 頭上に掲げた大雷蛇に大気中の電気を集め、電撃と共に斬りつける技。雷を纏う大蛇が敵を切り裂く。決め台詞は「聞け!雷の雄叫びを!!」。／雷撃星龍斬＜らいげきせいりゅうざん＞劉備との合体技。
BB戦士 No.301、BBW002
雷装 張飛ガンダム
『BBW』に登場。張飛が雷の力を宿した鎧「雷装の鎧＜らいそうのよろい＞」を纏った姿。
シールドを模した右肩の袖鎧や背中のパーツなど、よりΖガンダムらしい意匠が増えている。
長板橋では機駕五将を相手に一歩も引かない戦いをみせ、満身創痍になりながらも橋を落とし、趙雲が行方不明だった龍帝剣を探し出し、劉備らが撤退する時間を稼ぐことに成功した。
武器／真雷蛇＜しんらいじゃ＞（メガビームランチャー：雷蛇を新調した蛇矛で、百戦錬磨の戦をくぐり抜けてきた張飛の得物。背中の二枚の刃を合体させる事で、真大雷蛇＜しんだいらいじゃ＞にパワーアップが可能。三方にのびたその刃先から生み出される雷は一瞬で敵を貫く）
必殺技／爆裂大雷蛇＜ばくれつだいらいじゃ＞／爆裂超雷蛟＜ばくれつちょうらいこう＞息子・張苞と同様の技。相違点は、大雷蛇を使っている事。
BB戦士 BBW019
関羽ガンダム（ΖΖガンダム）
声 - 安元洋貴
鬼髭の大武勇。冷静沈着にして大胆不敵、礼節と武勇を兼ね備えた侠。天下に並ぶ者なしといわれる豪傑で、軍師としても活躍している。その腕っ節と男気あふれる性格は、敵である曹操からも大いに気に入られている。一人称は「拙者」。兜の前立てにつけている鬼面（ハイメガキャノン砲）は、彼が本気状態の時に装着する、鬼神の力を宿すと言われる。
旧名は「長生」。昔は楼蘭という愛人がいたが、呂布に従う雑兵（ザク）達により殺され故郷の村を焼かれる。以後鬼面を被り、呂布への復讐のためだけに生きてきたが、劉備との出会いで三璃紗のために戦う事を決意、劉備、張飛と義兄弟の誓いを立てる。義兄弟となってからも、劉備のことは「劉備殿」と呼んでいる。
『コミックワールド』では、劉備と張飛が呂布と交戦中に呂布に鬼面の大砲で攻撃し、劉備たちに加勢する。呂布を撤退させた後、義兄弟となる。
『英雄激突編』では、劉備の名代として許昌の曹操を訪ねる。郭嘉の提案で周倉と決闘を行い、指一本で降参させ、その上で袁紹軍による幽州侵略に対する援軍を請う条件として一時期曹操軍に加わっていたが、郭嘉に密偵容疑を架けられ処刑命令を出される。しかし、周倉とともに脱獄し、張遼から赤兎馬を譲り受け、関平・周倉とともに関羽隊を結成し劉備の元を目指し旅立った。
赤壁の戦いの後は仲間達とともに益州に渡り、翔の国を建国する。
『コミックワールド』では曹操軍から劉備達を逃すため殿として荊州に留まり、張遼と戦う。壮絶な一騎討ちの末、張遼の説得に応じて投降するも、司馬懿に処刑命令を出され、脱獄。張遼から赤兎馬を譲られ、戦場となる赤壁に向かった。
『戦神決闘編』にて天の刃を探すため轟に渡るが、闇に取り込まれた呂蒙の不意打ちを受けて重傷を負う。闇の力を払うべく残された力を振り絞って戦うも、蚩尤によって致命傷を負わされてしまう。戦線に復帰した劉備と共に、双鬼両刃刀を手に立派な侠として戦う息子・関平の姿に感涙し、穏やかな顔で息を引き取った（『コミックワールド』では最後まで健在）。
武器／鬼牙龍月刀＜オーガりゅうげつとう＞（ダブルビームライフル：重厚で巨大な刃を持つ堰月刀。関羽の全体重を乗せた渾身の一撃は鋼鉄も切り裂く破壊力を誇る。刀身の炎の模様でΖΖと書かれている）、双鬼両刃刀＜そうきりょうじんとう＞
必殺技／鬼牙百烈撃＜オーガひゃくれつげき＞ 一秒間に百回の突きを繰り出す。並みの武将の鎧などは、この技の前では紙切れ同然である。決め台詞は「見よ!鬼の牙の昂ぶりを!!」。／双鬼烈撃＜そうきれつげき＞／鬼牙・豪鬼爆連撃＜オーガ・ごうきばくれんげき＞／連弾鬼無双＜れんだんおにむそう＞ 関羽の鬼牙百烈撃、関平の双鬼烈撃、周倉の豪鬼爆連爪を同時に繰り出す事で発生した三つの刃を飛ばす三位一体技。／双鬼千烈斬＜そうきせんれつざん＞息子・関平と共に、鬼牙百烈撃を放つ技。繰り出される無数の突きをさばくことは不可能である。
BB戦士 No.302、BBW003
鬼牙装 関羽ガンダム（フルアーマーΖΖガンダム）
『BBW』に登場。関羽が鬼の力を宿した鎧「鬼牙装の鎧＜オーガそうのよろい＞」を纏った姿。
演者はΖΖガンダムだが、鎧の形状にはフルアーマーΖΖガンダムの意匠が見受けられる。
幽州が袁紹軍に襲われた際には公孫瓚に曹操へ援軍を求めることを進言し、自ら使者となった。張遼が投降した際には否定的な意見の郭嘉や夏侯惇とは対照的に彼を擁護している。
武器／真鬼牙龍月刀＜しんオーガりゅうげつとう＞（鬼牙龍月刀を新調した堰月刀で、重量級の刀身から繰り出される一撃は、触れるものすべてを切り裂く。その技を受けた者は、その散り際に鬼の姿を見るという。新調前の物と比べ、刀身が大型化し、凹凸が付いている）
必殺技／鬼牙百烈撃＜オーガひゃくれつげき＞／蒼紋百烈撃＜そうもんひゃくれつげき＞張遼との同時攻撃。
BBW020
趙雲ガンダム（V2ガンダム）
声 - 小野友樹
疾風の銀槍。北国出身の勇者で、天下無双の槍の名手。強い信念と忠誠心、そしていかなる状況でも諦めない不屈の精神力を持つ白馬の美丈夫。三璃紗随一とも謳われる二槍流の使い手で、兵法にも長けた文武両道の若き仁将。
幽州軍・国境警備隊の隊長として公孫瓚に仕えていたが、異民族（烏丸）を撃退した劉備達が和平条約を危うくしたとして一時対立したものの、自ら烏丸の侵略に立ち向かう劉備達の姿に誤解を解き、和解した。幽州陥落の際、伏竜の兵法書を公孫瓚から託され、以後劉備たちと行動を共にする。配下となったわけではないため、公孫瓚とは違い、劉備たちには敬語を使わず対等の物言いをしている。
容姿端麗な外見とは裏腹に、背よりも長い槍を振り回す幽州軍最強の勇者だが、烏丸と和平条約を結んでいた時は二槍の内の一本「風」を封印していた。騎馬兵としても優秀であり、愛馬の飛影閃とは人馬一体となって戦場を疾風の如く駆ける。
『コミックワールド』では幽州陥落後に龍帝剣を劉備に託し、劉備たちと共に曹操軍と共闘する。
赤壁の戦いの後は仲間達とともに益州に渡り、翔の国を建国する。孫尚香を「お妃(ひい)さま」と呼び、陸遜のような彼女のお目付け役に近い役割も果たしている。
『BBW』では、最初は袁紹の部下として登場。劉備たちの孫策軍への援軍を拒否していたが、劉備に諌められ袁紹に援軍の許可を要請しようとする。しかし、それを聞きつけ彼も幽州軍に同行しようとしたと勘違いして激怒した袁紹に裏切り者と見なされ処刑されそうになるが、劉備に救われる。玉璽に魅了されるあまり仲間の存在を否定した袁紹と完全に決別し、袁紹軍を退け、自らの意思で幽州軍に加わった。
『BBW』では劉備達のことを「殿」付けで呼び、敬語を使っている。また、「風」を手にしたのは易京楼を脱出する際であった。
オーラの龍を装備した姿はV2バスターガンダム、龍輝宝のパーツを装着した姿はV2アサルトガンダムをモチーフとしている（組み合わせることでアサルトバスターガンダムのような姿にもなる）。
武器／山＜サン＞（赤い槍）、風＜フウ＞（青い戟）、武双戟・嵐＜むそうげき・あらし＞（山と風が合体した長大な戟。敵を騎馬ごとなぎ倒す、嵐のごとき一撃を繰り出すことができる）
愛馬／飛影閃＜ひえいせん＞曹操の大群に怯むことなく単騎駆けを果たした名馬。趙雲の技量によくこたえ、戦乱の三璃沙を駆け抜ける。身に付けている重装鎧は、どんな武器や攻撃をも跳ね返す特注鎧である。『BBW』では（騎馬ブレイカーの発売に伴ってか）車輪を装備している場面もある。
必殺技／龍激導＜りゅうげきどう＞ 武双戟・嵐から闘気（オーラ）の龍を繰り出し、大地を龍が駆け抜けるごとく一直線に突撃していく大技。その威力は、長江の流れすらせき止めるといわれ、その姿はまるで龍が地をかけるかのように見える。／真空迅＜しんくうじん＞嵐を横に振るって真空の刃を作り出し、相手を切り裂く技。『BBW』では分割した状態でも使用できる（劇中では山を用いて使用した）。／天翔爆炎陣＜てんしょうばくえんじん＞孔明との合体技。
BB戦士 No.311、BBW033
馬超ブルーディスティニー（ブルーディスティニー1号機）
声 - 田村睦心（少年時代）/井上悟（ゲーム版『真三璃紗大戦』）
蒼穹の錦獅子。馬騰の息子。第三部『戦神決闘編』の主人公。
辺境の異民族からは「神威の錦馬超」として恐れられる西涼の若獅子。怒りに火がつくと手がつけられない強さを誇り、その炎のように赤く燃える瞳は、闇の血をひく一族の証とも噂される。
機駕に故郷を壊滅させられたため、彼らに強い恨みを持っており、彼らの姿を見ると怒りで髪の毛が逆立ち、目が赤く輝くため、「赤目の馬超」とも呼ばれる。この状態の後、反動で動けなくなると言う欠点がある。
初期設定では「劉備を尊敬し、曹操を恨んでいる」とされていたが、作中では曹操とも師弟に近い関係を築いていった。
また作中において、『風雲豪傑編』の時点で父親である馬騰と共に連合軍と董卓軍の最終決戦に少年兵として参加しており、天玉鎧“蒼龍”を操る劉備の姿を見たと発言している。そのためか、彼を「伝説の劉備さん」と呼んでいる。
馬超専用の騎馬も存在するが、他の武将の愛馬のような固有の名前は登場していない。また、エピローグでは的盧を乗騎としている。
『コミックワールド』では、当初は孔明の勧誘を断るなど一匹狼を気取っていたが、徐晃の罠に掛かってしまったところを趙雲たちに助けられたことを機に翔軍に加わった。
『超電映版』では少年時代の彼が登場し、劉備達と出会っている。胡軫に苦戦する劉備達を助ける為に、龍神の滝に落ちた龍帝剣を見つけ出し、劉備達に勝利をもたらした。その後、『BBW』で一人旅をしていたところ許昌にて劉備たちと再会を果たした。その後の消息は不明だが、『超電影版』でのエンディングでは成長した彼が登場している。また、劉備達のことは「あんちゃん」付けで呼んでいた。
三国伝のジムをモチーフにしたキャラクターの幾人かがバイザーの奥に瞳が見受けられるデザインになっており、馬超ブルーディスティニーも瞳が見えるようになっている。
武器／獅青刀＜しせいとう＞、龍煉槍＜りゅうれんそう＞、獅龍極煉槍＜しりゅうごくれんそう＞（獅青刀と龍煉槍が合体した、両端に巨大刃を備えた槍。その姿はまるで、鬣を持つ龍のようといわれている）
必殺技／獅龍・神威乱舞＜しりゅう・しんいらんぶ＞ 両手に武器を構え、怒りの暴走形態で戦場を乱れ舞う。モチーフは、ブルーディスティニー系MSの暴走（EXAMシステム起動）。／獅龍・神威天翔斬＜しりゅうしんいてんしょうざん＞／獅龍阿修羅天翔牙＜しりゅうアスラてんしょうが＞ 東西南北の天の刃の力を結集させた技。
BB戦士 No.321
黄忠ガンダム（ガンダムMk-II(エゥーゴ仕様)/スーパーガンダム）
暁の狙撃手。赤壁の戦いにおいて、荊州水軍中郎将でありながら魏延とともに劉備陣営に助力した老将。赤壁の戦いで荊州軍が敗れた後、流浪の末に翔に辿り着いた。百発百中、針の穴をも通すと言われるほどの射撃の名手で、老将でありながらもその腕はいまだ衰えることを知らない。弓を射る際は右目付近からスコープが展開されるが、実はこれがないと誰なのかも判別することすらできないくらいの老眼だという裏設定が存在する。
『英雄激突編』では蔡瑁に殺害された劉表の仇を討つため、劉備軍と孫権軍に陰ながら助力。長距離から蔡瑁の左腕を射抜き、甘寧たちがトドメを刺すきっかけを作った。
『コミックワールド』では、荊州軍崩壊後、そのまま劉備軍に加わり、翔の国を建国する。
『戦神決闘編』では、翔軍と共闘した事を機に馬超と共に五誇将に加わった。
強化武装である龍身鎧はGディフェンサーをモチーフとしたデザインになっている。
武器／斬空刀＜ざんくうとう＞（ビームライフル）、龍身鎧＜りゅうしんがい＞（黄忠専用の強化武装。肩に装着することで龍身鎧形態、バックパックに装着することで連龍牙形態となる）、鋭真弓＜えいしんきゅう＞（ロングビームライフル）、龍燐剛烈弓＜りゅうりんごうれつきゅう＞（鋭真弓と龍身鎧が合体した威力、命中率ともに最高の超大型の弓）
必殺技／昂龍剛鳴閃＜こうりゅうごうめいせん＞ 一発の矢に闘気を込めて発射する百発百中の必殺技。龍の雄叫びを聞いた時には、敵は既に胸を貫かれていると言う。／連龍牙＜れんりゅうが＞ 連龍牙形態となった龍身鎧と鋭真弓から一斉連射する。
BB戦士 No.323

### 機駕（曹操軍）
霊帝配下の官軍を再編成した、後に機駕となる曹操率いる勢力。軍事的にも経済的にも他国を圧倒する。三国志の魏に相当する。登場人物は『機動新世紀ガンダムX』の主要機体をメインに、重要関係者関連は『機動戦士ガンダム 逆襲のシャア』や『機動戦士ガンダムF91』、劇場版『機動戦士Ζガンダム』、『新機動戦記ガンダムW Endless Waltz 特別篇」といったガンダムの劇場版作品における敵側関連の機体が主に採用されている。
曹操ガンダム（ガンダムダブルエックス）
声 - 乃村健次
紅蓮の覇将軍。軍事、政治、芸術などあらゆる面において天才的な能力を発揮する乱世の英傑。徹底的な実力主義者で目的の為には苛烈な手段を用いることも厭わないが、決して卑怯なことはしない高潔な魂を持つ武将。絶対的な統率力とカリスマ性を持ち、敵味方を問わず多くの武将を惹きつける官軍最後の闘将。
真紅のマントがトレードマークで、彼の闘気に反応して防御モードや戦闘モードとなる。漫画版における校尉時代は兜飾りに角がなく、マントも羽織っていなかった。
関羽や張飛といった豪傑達は勿論だが、劉備自身の実力も高く評価しており、自らの配下とすることを強く望んでいた。思想の違いはあれど、その考えは赤壁の戦いまで変わらなかったようである。
反董卓連合軍結成を呼びかけ、連合軍の盟主である袁紹が本陣に籠っていたこともあり、戦闘時の実質的な総指揮官となった。同時に、自らも最前線で華雄や呂布といった猛将と交戦した。
『英雄激突編』では、官渡の戦いで袁紹軍を壊滅させる。三璃紗統一を正義と掲げ、荊州軍を引き連れて南方攻略を開始した。赤壁の戦いでは、司馬懿から献上された龍帝剣に匹敵する「星凰剣」を使い、劉備を圧倒し撃破するも、その後翔烈帝として復活した劉備と再び相対する。天玉鎧・炎鳳と合体し劉備と互角に渡り合うが、三璃紗を神火飛鳳で火の海にしようと目論む司馬懿の裏切りに遭う。そして劉備との戦いで彼の正義を認めると、彼とともに神火飛鳳の自爆を止め行方不明となる。『コミックワールド』では、周瑜の天雷火砲で艦隊を炎上させられるも天玉鎧・炎鳳と合体し「民に恨まれようとも正義を通す」という理念の元、翔烈帝劉備と戦い必殺技の打ち合いにより行方不明となる。
『戦神決闘編』では闇の勢力との戦いに備えて密かに孔明と接触し、正体を隠して機駕の動向や闇の力について単独で調査しつつ、馬超が「天の刃」として成長するよう導いていた。
『風雲豪傑編』での一人称は「俺」（『コミックワールド』では「私」）だったが、『英雄激突編』からは「余」に変わった。『戦神決闘編』では曹丕が皇帝として即位しているため、「先帝」「大殿」と称される。
『BBW』では、司馬懿の策を受け入れ、七星剣を利用して董卓の暗殺を謀ろうとするが、呂布に阻止され未遂に終わる。物語の展開上、『BB戦士』版に比べて呂布との戦闘や劉備との意見の対立が多く描かれている。
『BBW創世記』では、雒陽北部公安隊所属の武将として登場。同隊の夏侯兄弟や南部公安隊の鮑信たちと共に悪人を取り締まる日々を送っていた。朝廷の現状にも自分の現状にも満足はしていないが、自分が何をすべきか未だ見つけられずにいた。この頃は荒々しさのあるやや勝気な性格で、親しい相手に対しては多少くだけた一面も見せていた。また、司馬徽（当時の水鏡）からは「乱世の奸雄」と称されていた。口癖は「うるさいよオマエ」。
武器／炎骨刃＜えんこつじん＞（ツインサテライトキャノン：太く鋭い刃とその背面に研ぎ澄まされた六本の牙を兼ね備えた鋭い剣。牙から吹き出す炎の闘気が剣撃の威力を倍化させ、前面・背面共に攻撃に使えるまさに最強の武器）、星凰剣＜せいこうけん＞（旧・雒陽から発掘された伝説の宝剣。王者の印ともいわれている。『BBW』では、七星剣が覚醒した姿）、七星剣＜しちせいけん＞（『BBW』で追加された武器。輝く星のような七つの宝玉が埋め込まれた美しい剣。董卓の暗殺を謀った際に使用した）
愛馬／絶影＜ぜつえい＞ 驚異的な速さで大地を駆ける、曹操の愛馬。その速さは、全力で走る時は地面に影すら踏めないほどといわれている。
必殺技／大紅蓮斬＜だいぐれんざん＞ 炎となって燃え盛る闘志を刀身へと集中させ、それを刃の背面から吹き出すことで敵に突進していく大技。その炎に触れたものは灼熱の火に身を包まれてしまう。星凰剣から放った場合は炎骨刃から放ったものよりも破壊力が増しており、その威力は龍帝剣を破壊するほど。／炎鳳獄焔燐＜えんほうごくえんりん＞ 鳳凰のオーラを発生させ、その発生したオーラを相手に飛ばし炎上させる。
BB戦士 No.304、BBW005
紅蓮装 曹操ガンダム
『BBW』に登場。曹操が鳳凰の力を宿した鎧「紅蓮装の鎧＜ぐれんそうのよろい＞」を纏った姿。
背中に羽織っている覇凰翼の形状から、より演者であるダブルエックスに近いデザインとなった。
また、覇凰翼に徐晃の鳳熾翼と曹丕の兜飾りを組み合わせる事が可能な他、曹操に装備させて『BBW』版の機武帝（通称「機武帝 紅蓮装」）としての再現も可能。
董卓討伐後は三璃沙統一の理想の実現のため、覇道を突き進み徐州の侵攻を開始するが、そこで劉備と対峙し、彼の思想を否定しつつ一度は撤退する。その後、袁術軍に追われていた劉備たちを助け、劉備に自分の片腕となるよう決断を迫るが、決裂する。官渡の戦いでは第38話で龍飛形態に変化した袁紹との戦いの最中、天玉鎧・炎鳳を目覚めさせて袁紹を撃破し、さらに第39話で呂布と呂布隊の面々も倒し、官渡の戦いに勝利した。董卓軍や袁紹軍の残党を吸収した上で荊州に侵攻し、自らの意志で天玉鎧を降臨させて劉備を破る。赤壁の戦いでは第50話で再び対峙した劉備を天玉鎧の力で討ち倒すが、真の正義に目覚め翔烈帝として生まれ変わった劉備と、最終話である第51話で真の勇気に目覚め虎暁の魂を呼び起こした孫権の二人と対峙し、互いに天玉鎧を降臨させて激突するが敗北する。そして、天を目指した自分を討ち破った人々の意思を称えながら赤い流星群となって散っていき、生死および消息不明になった（ゲーム版『真三璃紗大戦』では、翔烈帝として生まれ変わった劉備との空中戦で敗北した後は全軍を退却させ、その後機駕を建国していることがナレーションの解説で判明している）。
武器／炎骨刃＜えんこつじん＞、七星剣＜しちせいけん＞、星凰剣＜せいこうけん＞、天鳳星凰剣＜てんほうせいこうけん＞（キットオリジナルの装備。曹操の真の理想に呼応し、星凰剣がさらに覚醒した姿。鳳凰の羽根を模したデザインとなっている。天鳳威天剣と対になる剣である）、天鳳威天剣＜てんほういてんけん＞（キットオリジナルの装備。曹操の真の理想に呼応し、威天剣が更に覚醒した姿。鳳凰の尾羽を模したデザインとなっている。燃え盛る太陽の炎を宿すと云われ、立ちふさがるものを全て焼き尽くす）、天鳳七星槍＜てんほうしちせいそう＞（天鳳星凰剣と天鳳威天剣を合体させた剣）、覇凰翼＜はおうよく＞（リフレクター：紅蓮の焔神・雀瞬の伝説を模して造られた炎の闘気を象ったマント。覇道を突き進む曹操に相応しく、まさに王者の風格が漂う）
必殺技／大紅蓮斬＜だいぐれんざん＞／焔神昂＜えんじんこう＞天玉鎧・炎鳳が放つ全てを焼き払う天の光。その姿はG記『三侯本紀』の中にも「鳳凰のごとき玻璃の輝き」として描かれている。／天鳳華焔斬＜てんほうかえんざん＞天玉鎧・炎鳳を身にまとった曹操自身が真っ赤な鳳凰を模した炎をまとい、相手に向かって切り出す。／大獄焔斬＜だいごくえんざん＞
BBW022（絶影とのセット）、BBW038（天玉鎧・炎鳳とのセット）、BBW044（猛虎装 孫権ガンダムとのセット）
機武帝 曹操ガンダム
紅蓮の焔神。神話の三侯の一人、「焔神」雀瞬の魂を目覚めさせた曹操の新たな姿。雀瞬の魂が具現化した「鳳熾魂＜ほうしこん＞」を纏った雄々しき姿に、人々は真の機駕の王「機武帝」と呼んで称えたという。
戦神決闘編にてこの姿に覚醒。五誇将と共に圧倒的な力で不死兵と賈詡を滅ぼした。蚩尤に乗っ取られた機駕を取り戻すべく、正気を取り戻した徐晃と共に翔に協力した。劉備、孫権、呂布と共に司馬懿を倒した後、鳳凰となり、天に昇っていったようにも描かれたが、詳細は不明。
『コミックワールド』では暴虐を繰り返す実子・曹丕の前に再びその姿を現し、劉備軍を圧倒していたはずの曹丕すら寄せ付けないほどの力を見せつけた。一国の君主となりながらも私情で刃を振るう曹丕を諌めて機駕の王たる証である兜飾りを没収し、徐晃に託していた鎧と共にその身に纏う。摂政として曹丕を裏で操る司馬懿を警戒しており、曹丕に忠告を与えた。その後呂布を引き連れ、蚩尤ガンダムとの決戦の場に駆けつけた。
キットでは曹操ガンダムに曹丕ガンダムのパーツと徐晃サーペントのパーツを装着させることで再現できる。また、成形色を変えた三体セット（商品名「機武帝曹操ガンダム 徐晃サーペント・曹丕ガンダム」）も発売され、ホログラムシールと必殺技エフェクトパーツが新たに付属する。ホログラムシールには、機駕五将用の覚醒シールも含まれている。
武器／威天剣＜いてんけん＞（雀瞬の魂と共に、曹操の真の力を目覚めさせた剣）、星凰剣＜せいこうけん＞、鳳凰七星槍＜ほうおうしちせいそう＞（劉備の龍帝剣、孫権の虎碇刀と並ぶ三侯の宝剣、最後の一振り。「真の理想」を持つ者のみが手にすることが出来ると伝えられている。星凰剣と威天剣をつなぎ合わせている）
必殺技／七星紅蓮焔舞＜しちせいぐれんえんぶ＞ 鳳凰七星槍に灼熱の炎を纏わせ、一気に相手めがけて突き刺す必殺技。その炎は鳳凰のように舞い、天の星々ですら砕け散るという。
デスティニー曹操ガンダム（デスティニーガンダム）
『BB戦士三国伝 LEGEND BB』にて曹操が光の欠片に眠る炎凰の神器の力で進化した姿。炎凰は劉備の危機に呼応して劉備の下へ向かった。
軽装時の姿はインパルスガンダムをモチーフにしている。
形態／炎凰デスティニー曹操ガンダム
武器／新炎骨刃＜しんえんこつじん＞（アロンダイトビームソード）
必殺技／炎凰斬＜えんおうざん＞
曹丕ガンダム（ガンダムX/ガンダムXディバイダー）
声 - 阪口大助
青き焔の孔雀。曹操の実子。機駕の国を治める若き皇帝。
赤壁の戦いの後、劉備と共に行方不明となった曹操に代わって機駕の君主となり、建国を宣言した。司馬懿を重用し全幅の信頼を置いており、戦続きだった曹操に代わって自分を養育していた司馬懿を全く警戒しておらず、後に彼に洗脳されてしまう。
機駕の王としての自覚は強いが、自身に英才教育を施した偉大な英雄である実父・曹操に対しては尊敬しつつも、母・玉麗の死に立ち会わなかったことには若干のコンプレックスを抱いている。父の好敵手であった劉備にはむしろ敬意を持っているようだが、司馬懿の讒言もあってか、孔明には「劉備の志を捻じ曲げている」と不信感を抱いているようである。
『コミックワールド』では、馬超を誘き出す為に村を焼き討ちした上に村人を惨殺するなど、酷薄な行動を執るようになった。御前裁判で曹操と再会するも、戦にかまけて玉麗の死に立ち会わなかった父への不満をぶつけ刀を振るうが、力の差を見せ付けられ兜飾りを没収されてしまう（その際は代わりに曹操の物と同じ形状の兜飾りがつく）。その後、暗黒玉璽に憑り込まれる司馬炎を救おうとするが、力及ばず闇の力に洗脳されてしまう。司馬炎とは何らかの関わりがあったようで、呂布が蚩尤にとどめを刺そうとした際に洗脳に抵抗しながら助けることを嘆願していた。決戦後は曹操から兜飾りを返還され、改めて皇帝に即位する。
『BBW』では皇帝となった後も、家臣たちには曹操の捜索を続けさせている。
武器／黒翼刀＜こくよくとう＞（サテライトキャノン：高貴な者のみが持つことを許されるという漆黒の刀）、威天剣、星凰剣、光天七星戟＜こうてんしちせいげき＞（ディバイダー（ハモニカ砲））
必殺技／蒼炎転舞＜そうえんてんぶ＞ 光天七星戟の先端から青い炎を噴出させ、相手を切り倒す技。その炎は触れるものすべてを焼く尽くすという。
BB戦士 No.327
司馬懿サザビー（サザビー）
声 - 中川慶一/小野友樹（ゲーム版『真三璃紗大戦』）
華麗なる策士。機駕の軍略を支える辣腕軍師で、曹操軍筆頭軍師の地位にある。龍帝剣を持つ者の出現と同時に乱世到来を宣言した。
武将としての実力も相当な物で、戦局を見通すその知力には曹操も一目置いているが、油断ならない策士で、古代の文献や伝説などを独自に調査する行動も多く、その動きを警戒されている。
彼の真の目的はG記の最終章に書かれた「黙示録」の実現と「究極の闇」を手に入れることで、それを成就させる為に曹操を利用していた。
『コミックワールド』では「〜である!」が口癖で、『風雲豪傑編』ではコミカルな一面も見せていた。
キットは武将モードと軍師モードのコンパチで、劇中ではその際に兜飾りを自分の手で付け替えている。
『BBW』では流浪の軍師として七星剣を携え曹操の前に登場し、董卓暗殺を促す。虎牢関では陳宮の「火走りの計」に対して「焔獄捻転の計」を用いて撃退している。『BB戦士』版のような暗躍面はほぼ見せなかった。
武器／銀の牙＜しろがねのきば＞（ビームトマホーク）、紅翼扇＜こうよくせん＞（シールド）、牙翼の大剣＜がよくのたいけん＞（紅翼扇と銀の牙が合体した大剣）、G記＜じき＞
必殺技／鳳翼斬＜ほうよくざん＞ 振り下ろした牙翼の大剣を空気の抵抗から生じる摩擦熱で相手を切り裂く技。灼熱の身をまとった翼を広げた鳳凰の翼で相手を斬り裂く。
BB戦士 No.303、BBW015
機駕太傅 司馬懿サザビー
紅を纏いし者。「機駕」建国に中心的役割を果たし、太傅に出世した姿。摂政として若き皇帝曹丕の教育係を務める。
鎧等のデザインこそ同じだが、モチーフであるサザビーらしい赤を基調とした配色に変更されている。その色は、かつて三侯が纏っていた「玻璃」とは対を成すもう一つの「光」であるという。
BB戦士としてのナンバリングはされていないが、キットでは司馬懿サザビーのレッドメッキ&メタリックレッドカラーバージョンとして発売された。
『BBW』での司馬懿は常に軍師モードだったが、機駕太傅となってからは武将モードに変化した。
天熾鵬 司馬懿サザビー
目覚めし煉獄凰。蚩尤の闇を取りこみ、その魂と完全に同化することで、司馬懿がG記の最終章に描かれた「究極の闇」を手に入れた姿。コミック版では自らを「天を熾す鵬」と称した。
自らを神とし、現世を破壊して新たなる世界を築かんとしていたが、英雄達により阻まれ、最終的には消滅した。
司馬懿サザビーをそのままバージョンアップさせた軍師形態と、パーツ差し替えで再現できる獄凰形態に変形が可能。
獄凰形態はナイチンゲールがモチーフと思われるデザインになっている。さらに胸部装甲には戦国伝シリーズのボスキャラクターである闇皇帝をモチーフとしたデザインがされており、直接的には関係がないが従来のファンへの一種のファンサービスとなっている。
蚩尤ノイエ・ジールの腕部、暗黒玉璽サイコガンダムの脚部、郭嘉ヴァサーゴの鎧と合体することで、最終形態である「戦神合体・蚩尤・魔装形態」（α・アジール）となるが、劇中未登場なため詳細不明。
武器／冥黒の牙＜めいこくのきば＞（ビームショットライフル）、煉獄扇＜れんごくせん＞（シールド）、黒金の牙翼＜くろがねのがよく＞（煉獄扇と冥黒の牙が合体した大剣）
変形形態／獄凰形態＜ごくおうけいたい＞（ナイチンゲール）、蚩尤・魔装形態＜しゅう・まそうけいたい＞
必殺技／天冥獄凰斬＜てんめいごくおうざん＞黒金の牙翼に暗黒瘴気を宿らせ斬り裂く技。光すら飲み込む闇の究極技。／天魔降臨＜てんまこうりん＞神話の時代、三璃沙全土に魑魅魍魎を解き放った蚩尤の闇。あらゆる命を、生きたまま地獄の底へ叩き堕とすといわれる。
BB戦士 No.362
程昱ワイズワラビー（ワイズワラビー）
声 - 志村知幸
人の心を読むことに長けたベテラン軍師で姜維の師。赤壁の戦い後は光禄勲となった。かつては自身よりも年少だが筆頭軍師である司馬懿に敬意を払っていたが、徐々に野心を露わにしていく司馬懿に警戒心を抱き始める。闇に飲み込まれた曹丕に瀕死の重傷を負わされ、姜維に翔へ竹簡を渡すように告げた後、息を引き取った。
初期設定では存在しておらず、『コミックボンボン版』での司馬懿の相方的な存在として急遽生まれたキャラクターである。
『BBW』でも、相手の立場を考慮する良識派として描かれている。
程昱ファイヤーワラビー（ファイヤーワラビー）
程昱が戦を指揮する際の出で立ち。
機駕軍近衛兵（ドートレス）
機駕軍の近衛兵。
典韋アッシマー （アッシマー）
声 - 山口りゅう
不動の怪力。怪力が自慢の曹操軍兗州衛兵隊所属の武将で、曹操を心の底から尊敬しており、彼を太陽と崇めている。元は山賊の身であったが、曹操に才能を見出される。体ごと大斧化して相手を斬りつける攻撃を得意とする。
華雄との戦いで負った重傷を押して張遼の攻撃から曹操を庇い、戦死した。「夏侯惇の推挙で曹操に仕官し、瀕死の重傷を全身に負いながらも董卓軍の騙し討ちから曹操の本陣を守る功績をあげた」などの過去の逸話が電撃ホビーマガジンの『三国伝武将ファイル』で紹介されている。
『BBW』では、登場初期はセリフはなく、モブキャラとして登場し、董卓討伐後も生存している。その後、曹操、劉備一行と共に帰順した宛の張繡のもとを訪れるが、張繡の裏切りにあう。釣天井の仕掛けから、曹操達を守ろうと身を挺して落ちてくる天井を支える。曹操達は助かるが典韋は下敷きとなり、曹操の無事を見届けた後死亡した。
彼の死は、『BB戦士版』では劉備が自らの未熟さを痛感するきっかけとなったが、『BBW』では劉備と曹操の決別の一因となってしまった。
キットでは、大斧形態時に付属の剛力手甲を他武将の腕に取り付けて持たせる事が可能。
武器／豪大斧＜ごうたいふ＞（大型ビームライフル：超重量の武器で、常人では数人がかりで持ち上げるのがやっとである）
変形形態／大斧形態（アッシマー（MA形態））
必殺技／戦斧大車輪＜せんぶだいしゃりん＞『BBW』で追加された技。大斧形態に変形し、高速回転しながら突撃する技。捨て身の一撃を受け止めるのは不可能である。『キットコミック』では、張繡の城の門を壊す為、自ら投石車形態の攻城兵機を用いて落下の威力を増した。
BB戦士 No.410、BBW031（両者とも賈詡アシュタロン、攻城兵器とのセット）
石永ザク（ザクI）
曹操軍の隊長で夏侯惇の部下。劉備討伐隊を率い、荊州で捜索を行う。関平の言い分に疑問を抱かない夏侯惇に反感を覚え、独断で劉備一行が潜伏する村を焼き討ちにするが、関羽、関平の連携攻撃の前に戦死する。
韓遂デザートザク（ディザート・ザク）
元西涼軍武将。かつては馬騰の部下であったが、赤壁の戦い後、機駕軍に寝返る。一度は左腕を馬超に切断され撤退。復讐の際には義手として金棒を装着していたが、暴走状態となった馬超に腹部を貫かれ死亡した。
韓玄ガッシャ（ガッシャ）
元荊州軍殺戮部隊。荊州軍壊滅後、弟の韓浩と共に機駕軍に降る。冷徹な性格。漢中攻略を催促し、馬超と黄忠、魏延が村から出たところを強襲した。しかし、韓浩を倒した馬超に恐れをなし、逃げ出そうとするも黄忠に射抜かれた。
韓浩ギガン（ギガン）
元荊州軍殺戮部隊。韓玄の弟。荊州軍壊滅後、兄の韓玄と共に機駕軍に降る。とぼけた表情とは裏腹に韓玄と対照的に粗暴かつ残忍で好戦的な性格。漢中攻略を催促し、馬超と黄忠、魏延が村から出たところを強襲した。漢中領主・張魯を右腕の短刀で殺害し、暴走状態となった馬超をも刺し殺そうとしたが、逆に額を突き刺され、更に体をバラバラにされ戦死した。
武器／短刀（機関銃）
司馬炎ザクII（シャア専用ザク）
赤き闇の炎。司馬懿の三男で司馬兄弟の末弟。幼いながらもズバ抜けた才能を持っており、ただ一人、封印された闇の軍神・蚩尤と意志を通わせることができる。
『ケロケロエース』、『コミックワールド』どちらでも司馬懿によって生贄とされ、暗黒玉璽に体を取り込まれてしまうが、ケロケロエースでは闇の力の本質を理解し、司馬懿の思想を否定している。『コミックワールド』では曹丕の嘆願により馬超によって無事救出された。その後闇に関する記憶を全て失い姜維の養子となり、数十年後真の皇帝として即位、三璃紗を統一した。
真の皇帝として成長した姿には、ザクからシナンジュへ演者を変更させる予定であった。
武器／炎星武＜えんせいぶ＞（ヒートホーク）
司馬師ペーネロペー（ペーネロペー）
白き闇の衛将。司馬懿の長男。優れた武将だが決して表舞台には立たず、父親の補佐と司馬炎の監視に専念している。司馬懿によって蚩尤に生贄として捧げられ、取り込まれてしまった。
『コミックワールド』では、郭嘉によって司馬昭と共に洗脳されてしまうも無事助け出されたようで、曹丕の即位に立ち会い、そのまま機駕に仕えている。
武器／白鵬景＜はくおうけい＞
司馬昭クスィー（Ξガンダム）
白き闇の神官。司馬懿の次男。兄・司馬師と共に司馬炎の祈りを監視している。G記の最終章・黙示録を信奉する神官の一人。司馬懿によって蚩尤に生贄として捧げられ、取り込まれてしまった。
『コミックワールド』では、郭嘉によって司馬師と共に洗脳されてしまうが兄と同様助け出されたようで、司馬師と共に曹丕の即位に立ち会っている。
武器／白鵬文＜はくおうぶん＞、白鵬双戟＜はくおうそうげき＞
荀彧ガンダム
王佐の天才。『三国伝外伝・武勇激闘録』に登場。政治家としても軍師としても高い能力を持ち、曹操をして「天才」と評される程の人物。特に内政に秀でており、曹操軍が占領した領地内で内乱などが起きなかったのは、彼が公正な統治を行ったためでもある。また、武器開発の専門家でもあり、徐晃、張郃の武器も彼の製作である。
文官としては程昱や姜維等に近い立場を取っており、司馬懿や三公側の派閥とは一定の距離を置いている。
荊州制圧を指揮する中、謎の武将、項羽と遭遇戦となる。
武器／赤龍刀＜せきりゅうとう＞（古くから伝わる武神の刀）、隠刀＜かくしがたな＞（赤龍刀にかくされた小刀）、凰激砲＜おうげきほう＞（天才軍師、荀彧が発明した大砲。扱う物の気力を弾に変換する。部隊兵では二人以上でないと扱えない）
必殺技／凰激砲大破弾＜おうげきほうだいはだん＞扱う荀彧をはじめその周りにいる全ての兵士の気を全て取り込んで放つ必殺の発射砲。
BB戦士 No.341（BB戦士 No.77 武神頑駄無の流用）
許褚ガンダム
撃砕の剛将。『三国伝外伝・武勇激闘録』に登場。曹操軍近衛兵団筆頭。元は平民の出身だが、三璃紗一の怪力と噂される剛将。単純な力比べであれば暴将・呂布をも上回るという。自慢の鉄球の一撃はどんな鎧も粉々に破砕する。
過去に黄巾党と誤解され、典韋と一騎討ちをしたことが曹操に仕官する切っ掛けとなった。以来、典韋とは互いを認め合う無二の親友となる。彼の戦死後はその遺志を受け継いで曹操の護衛を務め、寝所の警護を任される程の信頼を得ている。
荊州で謎の武将、項羽と激突し、死闘を繰り広げる。
キットでは幼少時代を再現することが可能。
武器／烏賊鋼剣＜いかごうけん＞（烏賊の足のように自由自在に形を変える異形の剣）、剛鉄球＜ごうてっきゅう＞（許褚の両肩に装備された半鉄球を合体させ、敵に投げつける）、重甲鉄鋼剣＜じゅうこうてっこうけん＞（烏賊剛剣の先に剛鉄球を装着し、ハンマーのように扱う）
必殺技／重甲鉄球砕＜じゅうこうてっきゅうさい＞力任せに剛鉄球を回転させて投げる。その鉄球の周りには鉄の鎧も破壊する竜巻が起こる。
BB戦士 No.342（BB戦士 No.256 円従烏賊と火威獣丸の流用）
楽進ガンダム
黒炎の威将。『三国伝外伝・武勇激闘録』に登場。曹操の挙兵時から仕える宿将であり曹軍衛将騎団の一員。幾多の戦いで敵城への一番乗りを果たしている。激しい攻撃を受けても怯むことなく、果敢に友軍の突破口を切り拓く剛毅さを曹操も大いに称えたという。
元は軍の記録係にすぎない官吏だったが、実力があれば家柄や出自にこだわらない曹操によって見出され、武将として抜擢された。かつては小柄な侠だったが、厳しい鍛練の末に曹操軍でも屈指の豪傑へと成長した。
赤壁の戦い後、戦場に現れた謎の武将、項羽を相手に戦う。
キットでは幼少時代を再現可能。外伝には演者設定はないが、元となった破牙丸からの変更の影響で必然的にガンダムアストレイ・ブルーフレームの意匠が強く現れている（特に有機的だった脚部のデザインが、ガンダムアストレイに近いデザインに変更されている）。
武器／獄炎剣＜ごくえんけん＞（刀身から黒い炎を噴き出す暗黒剣。使い手には、剣の闘気に負けない強い精神力が要求される）、流星闘牙＜りゅうせいとうが＞
必殺技／黒凰獄覇斬＜こくおうごくはざん＞黒い炎の闘気を剣にまとい、敵を焼き斬る必殺技。その姿は、まるで地獄の鳳凰のようだといわれる。
BB戦士 No.353（BB戦士 破牙丸の流用）
于禁ガンダム
漆黒の妖将。『三国伝外伝・武勇激闘録』に登場。董卓の乱から曹操に仕える機駕の宿将。赤壁の戦いでは、楽進と共に曹軍衛将騎団の一員として活躍した。
規律を重んじる重厚な性格であり、楽進とはウマが合った。袁紹軍との戦いでは楽進とともに出撃し、袁紹軍・別働隊を攻撃。十余ヶ所の敵陣を焼き払い、敵将を尽く撃破し、曹操軍の勝利に大きく貢献した。
赤壁の戦い後、荊州に独立勢力「楚」を打ち立てるも「四面楚歌」のもとに追い詰められた項羽と戦う。
キットには太腿のパーツが追加されて三国伝の体型に近づけており、虎形態（白虎丸）への変形ギミックもそのまま残されている。なお、太腿パーツは荀彧ガンダム用も付属する。
武器／黒妖棍＜こくようこん＞（先端に様々な刃が装着できる棍棒。流用の都合で付属する余剰パーツを使用して三種の武器に換装可能）、風烈刀＜ふうれつとう＞（風のごとく軽い刀）、銀狼牙＜ぎんろうが＞（トンファーのように使う獣の牙のような切れ味の武器）
必殺技／百渦黒死棍＜ひゃっかこくしこん＞一瞬で百発もの打撃を敵に与える必殺技。その傷痕は黒い渦となり、敵は確実に死に至る。
BB戦士 No.361（BB戦士 獣破頑駄無の流用）

#### 機駕三公
郭嘉ヴァサーゴ（ガンダムヴァサーゴ）
声 - 菅沼久義
氷牙の智謀。曹操軍第二軍師で、司馬懿の一番弟子。巧に張り巡らされた智謀は、曹操ですら「若き天才」と評するほど。氷のように冷たく美しい才能の持ち主。一人称は「僕」。口調は慇懃で丁寧だが、他者を見下しがちの自信家であり、特に誇り高い武将たちからは反発される事もある。また、想定外のことが起こると逆上したり、自身を殺めた相手は自身の手で殺さなければ気がすまないなど、執念深く計画を狂わされたり見下されることを非常に嫌う。
『英雄激突編』で曹操軍の第二軍師として登場。官渡の戦いでは沮授の本陣に向け関羽を突撃させることを献策。これによって沮授の注意が逸れた烏巣の武器弾薬庫への襲撃を成功させ、曹操軍を勝利に導く。
合肥での戦いでは、司馬懿から授けられた玉璽の力で城壁の岩を集合させ巨人（ガンダムヴァサーゴ・チェストブレイク）を作り上げ、長沙軍を圧倒するが、玉璽の闇の力に溺れて暴走。張遼と徐晃、張郃の離反と劉備と孫権の連携プレーにより滅んだ。しかし、後に無傷で曹操の前に現れるも、以前の彼とは違う不気味な雰囲気を漂わせている。
その後、機駕が建国された際に司徒として機駕三公に名を連ね、行政などの政治全般を担当している。
『コミックワールド』では赤壁の戦いの前哨戦として周瑜と艦隊戦を繰り広げるが敗北。乗艦ごと轟沈した。司馬昭らの発言を見る限り、劇中では機駕内部においても死んだと思われていたようである（ただし、機駕太傅 司馬懿の「武将紹介付録」では司徒として名を連ねている）。その生は暗黒玉璽によって与えられた仮初の命であり、自分を殺めた周瑜に復讐しようとするが、蚩尤ガンダムが倒され闇が晴れると暗黒玉璽が崩壊するのと同時に消滅した。
『戦神決闘編』では、闇の力をもって轟を制圧した旨を司馬懿に報告するも孫権を討伐しなかった事を咎められ、己を認めない司馬懿に苛立ちを覚え始める。五丈原の戦いでは己の優秀さを誇示すべく暗黒玉璽で洗脳した機駕軍や機駕五将と曹丕を操り翔軍を圧倒するが、既に司馬懿の眼中には無く、蚩尤ガンダムの闇の雷に巻き込まれて暗黒玉璽を破壊され、自らも身体が消滅し始める。それでも尚司馬懿に忠誠を誓い、呂布に破壊された蚩尤ガンダムの残骸と闇を取り込んで魔装形態に変化。司馬懿の下へ向かおうとする馬超達に襲い掛かり、孔明の命を奪うも、司馬懿に闇の力を奪われ、完全に消滅した。
『BBW』では基本的に司馬懿の傍に控えており、単独での任務には就いていない模様。
なお、『英雄激突編』コミック第一巻に初登場した際と姿が異なっているが、これは、作画を担当する矢野健太郎に届けられた設定画が最初期の物で、後に変更された為である。
さらにキット化されることが決まった段階でさらなるデザイン変更が行われ、ガンダムヴァサーゴとチェストブレイク双方のデザインが混ざった新たなデザインとなった。
キット化にしたがって、軍師モード、武将モード、魔神モードという三形態に変形することが可能となっている。また、鎧と武器を組み合わせる事で毒蜘蛛型のサポートメカ・氷毒機になる。『BBW』版キットでは、賈詡との合体が可能。その合体形態はサテライトランチャー発射形態の意匠が見受けられる。
さらに司馬師ペーネロペーと司馬昭クスィーの胸鎧を追加することで蚩尤・魔装形態への変形や、暗黒玉璽サイコガンダムの下半身との合体も可能。
三国伝PVでは最初期からそのシルエットが登場していたが、ガンダムヴァサーゴが演者のキャラクターということが決定していたのみで、郭嘉としての設定は全く無かった。
武器／極光扇＜きょっこうせん＞（ビームサーベル：オーロラのごとき輝きを持つ羽扇）、氷麗剣＜ひょうれいけん＞（氷のように薄く、鋭い切れ味を持つ剣）、極星・氷嵐剣＜きょくせい・ひょうらんけん＞（極光扇と氷麗剣を合体させた剣）、氷毒爪鞭＜ひょうどくそうべん＞（ストライククロー）
変形形態／軍師形態、武将形態、魔神形態（ガンダムヴァサーゴ・チェストブレイク）
必殺技／極星緋咲斬＜きょくせいひしょうざん＞まるで敵の鮮血で花を咲かせるような、美しくも残忍な技。／極氷暗剣爪＜きょくひょうあんけんそう＞氷毒爪鞭で敵を絡めとり、闇のオーラと共に突撃する必殺技。
BB戦士No.356、BBW037
賈詡アシュタロン（ガンダムアシュタロン）
声 - 吉開清人
冷徹なる暗殺者。機駕三公の一つ司空を務め、立法、人事監察などを担当している。冷静沈着だが、一人称は「ボク」、相手を「君」付けし、言動からはやや幼い印象も受けるが、その冷酷かつ幼稚な残忍性を併せ持ち、相手の心を弄ぶような手段を好む「恐ろしい侠」。また、処世術にも長けており、仕えている軍が劣勢になると平然と見限る。暗殺者としての行動時は喪服と大きな笠で正体を隠している。
暗黒玉璽を使って不死部隊と徐晃を操り、五誇将を追い詰めるが、龍輝宝と曹操の出現により劣勢に陥る。追い詰められた賈詡は暗黒玉璽を取り込み、巨大な魔蠍形態に変貌し五誇将を圧倒するが、馬超により真っ二つにされる。死に間際に郭嘉と龐統の二人が既に活動を開始していることを告げるが、孔明が既に予測していたと曹操に返答され、絶望と共に消滅した。
物語に登場したのは『戦神決闘編』からだが、曹操とも面識があった為、遅くとも赤壁の戦い以前には曹操軍に加わっていたことになる。
また彼が被っていた笠のデザインは、ガンダムアシュタロンのMAモードの機首をモチーフとしている。
『BBW』では、張繡の配下（軍師）として登場。釣天井の仕掛けで曹操、劉備の暗殺を謀るが典韋や救援に駆け付けた関羽と張飛により未遂に終わる。寿春での戦いでは周瑜が発案した主力部隊を囮にし、別働隊が裏手から攻める「偽撃転殺の計」を見破り、逆に「虚誘掩殺の計」で孫策を孤立させた。しかし、第24話で孫策により裏門が突破されると張繡と共に早々に袁術を見限り戦場を離脱した。その後の消息は長らく不明であったが、第41話で張繡と共に再登場し、荊州にて一度裏切った曹操ともう一度同盟を結ぶ為に村人に化けて関羽の養子にして一番弟子（本編では明かされていない）である関平を誘拐して劉備達の首を狙うが、孔明の助太刀もあって張繡は倒され、自身は逃げ出し、これを最後に登場しなくなった。その後本編では描写されなかったものの、機駕から許しが来たようで三公として加わっている。
この時自身の事を「稀代の天才軍師」と称していたが、当の劉備たちには張繡と共にすっかり忘れられていたが、袁術軍に入っていたことを言ったことで思い出せた。また、軍師としての立場上、喪服を着ておらず笠も背中に着けている。
キットでは、鎧と武器を組み合わせることで蠍型のサポートメカ・毒蠍機になる。
武器／震星杖＜しんせいじょう＞（サテライトランチャー：『BBW』で追加された武器。天に定められた運勢を読む力があるといわれている杖。石突の部分は刃物のような形状になっている）
変形形態／暗殺者形態、武将形態、魔蠍形態＜まかつけいたい＞（ガンダムアシュタロン・ハーミットクラブ（MAモード））
必殺技／眩光閃＜けんこうせん＞『BBW』で追加された技。強烈の光によって敵の目を眩ませ、その隙を突く奇襲技。
BB戦士 No.410、BBW031（両者とも典韋アッシマー、攻城兵器とのセット）
龐統ヤクトドーガ（ヤクト・ドーガ）
稀世の闘軍師。孔明に匹敵する名軍師。水鏡の教え子でもあり、「伏竜」と呼ばれるかつての同門である孔明同様、自らも「鳳雛」の称号を授かっている。後述のように過去の出来事で孔明には激しい敵対心を見せる。
機駕建国の後三公の一つ太尉を務め、軍事・軍政を担当する。軍師としては、特に要塞戦などの大規模戦闘を得意としているが、表立っての戦闘も得意。
筆頭軍師である司馬懿などに対しても、尊大な態度をとることが多いが、徐庶の形見の武器を所持していたり、四天王を制止するなど根本は冷静で仲間思い。また、龐統という名は捨てたと語っており、周囲には自分を「鳳雛」と呼ぶよう求めていた。赤壁の戦いにて、司馬懿の予言を成就させるため「神火飛鳳」を上空に発射させる。
『戦神決闘編』では、孔明との過去の因縁を晴らすべく南方に赴き、四天王や祝融らを操り孔明を攻撃。祝融を半ば人質として孟獲と孔明を争わせるが、天翔竜へと覚醒した孔明にその策を破られる。直後に暗黒玉璽の闇の力で四天王を取り込み異様な姿（グランドマスターガンダム）に変貌し、再度孔明に挑む。龐統と孔明の因縁とは、董卓軍の追手を食い止めるために一人残った徐庶を、孔明が「見捨てた」事だった。しかしその一方で徐庶が孔明・龐統を助けるために死を選んだ事、助ける事は出来なかった事実も理解しており、その葛藤を孔明への憎しみに転嫁していた。最期は孔明に敗れ、全てを孔明に託し、その腕の中で息を引き取った。
作中では狂気にも近い言動を取っていたが、元来は気さくで快活な性格であり、物静かで理屈っぽい孔明とは好対照な人物であった。闇へと堕ちた理由も、徐庶の死に加え、孔明がその力を隠し続けることへの苛立ちや、そんな彼の才能に届かない自身への嫌悪など、様々な要因があったと語られている。
『コミックワールド』では、「天の刃」や「巨神象」を得るため、南方に自ら赴く。ここで祝融と南方牙隊を洗脳し、孔明と孟獲を襲わせるが、天翔龍に覚醒した孔明により竹簡を破壊され祝融達の洗脳を解かれてしまう。郭嘉と同じように暗黒玉璽の力で地面の岩を集合させて作り上げた巨人（デビルコロニー）を使い、孔明と孟獲を圧倒するが、孔明と阿修羅鎧を装着した孟獲により倒される。しかし本体は脱出し機駕へ退却した。孔明と司馬懿の最後の戦いの際に、孔明の盾となって致命傷を負う。徐庶の死という過去に囚われた隙を闇に喰われたと吐露し、孔明の勝利を見届けた上で息絶えた。
武器／撃剣（ファンネル：徐庶の形見）

#### 機駕五将
夏侯惇ギロス（ベルガ・ギロス）
声 - 喜山茂雄/船木まひと（ゲーム版『真三璃紗大戦』）
鋼の猛将。曹操軍の副将で、曹操が最も信頼する、彼の右腕ともいうべき隻眼の豪傑。夏侯淵の兄。戦場では名乗りをあげての正々堂々とした戦いを好むなど、いかにも武人らしい高潔な振る舞いで敵からも尊敬されていた。
曹操が挙兵した頃から付き従う最古参の武将で、曹操とはとりわけ仲が良く、「曹操」と呼び捨てにするほどである（『コミックワールド』では夏侯淵共々「お館様」と呼ぶ）。ピンチの時には真っ先に駆けつけるなど、常に最前線で曹操を補佐し、その覇業を支えてきた。
『漫画版』では董卓軍との決戦で陳宮と高順との一騎討ちの際に（雑誌掲載時は李儒の放った弩弓連射によって）、『コミックワールド』では呂布の攻撃から曹操を庇った際に左眼を失っている。張飛からは「眼帯のおっさん」と呼ばれている。
機駕建国後は大将軍に就任、全軍を統括している。
『BBW』では虎牢関にて夏侯淵と共に呂布と交戦するが、呂布の攻撃を受け左眼を負傷した。
『BBW創世記』では、弟の夏侯淵と共に、曹操と同じ北部公安隊に所属していた。
なお、公式の演者は「ベルガ・ギロス」になっているが、カラーリングはザビーネ・シャル率いるブラックバンガード仕様ベルガ・ギロスに準じている（また、そのモチーフとなった夏侯惇と同じく隻眼であるザビーネとのダブルモチーフにもなっている）。
武器／蛇骨剛剣＜じゃこつごうけん＞（ショットランサー：内部に鎖が仕込まれており、刃部分を分割して鞭のように振るうこともできる剛剣）
必殺技／蛇流絞斬＜じゃりゅうこうざん＞ 蛇骨剛剣を高速で振るい、敵を切り裂く。攻と防の二形態を持ち、「防」形態では体の周囲に高速回転させた剣で敵の全方位からの攻撃を斬り払い、「攻」形態では変幻自在の太刀筋で敵を死角から斬りつける死角の無い技。／隼鋼二重閃＜じゅんこうにじゅうせん＞ 夏侯淵との連携技。夏侯淵の獄羅丸を中心に、蛇流絞斬で包み、相手を爆砕する。
BB戦士 No.307、BBW013
『英雄激突編』の第一弾として発売。シリーズ新展開の第一弾が非ガンダム系でスタートしたのは初ケース。
夏侯淵ダラス（ベルガ・ダラス）
声 - 藤本隆行/吉開清人（ゲーム版『真三璃紗大戦』）
隼の闘将。夏侯惇の弟で、曹操の左腕と称される猛将。兄と同じく曹操軍副将を務める。射撃を得意とし、神出鬼没の素早さが自慢。
虎牢城の戦いでは夏侯惇と共に曹操の救援に駆けつけ、官渡の戦いにおいても兄と共に大いに活躍した。
赤壁の戦い後は機駕五将の副将軍として兄の夏侯惇の補佐に当たっている。
『BBWキットコミック』では、陳宮が投げつけた飛星刃を正確な射撃でことごとく撃ち落とし、さらに高順による強烈な一撃を剛鋭戟で受け止めるなど、複雑な組換え武器である剛鋭砲を使いこなす夏侯淵ならではの活躍を見せた。
武器／鋭鐘＜えいしょう＞、剛骨棍＜ごうこつこん＞、剛鋭戟＜ごうえいげき＞、鋭刃弓＜えいじんきゅう＞、鋭鳳＜えいほう＞
剛鋭弓＜ごうえいきゅう＞、剛鋭砲＜ごうえいほう＞（ショットランサー：超破壊力を誇る巨大な槌。隼のごとく俊敏に敵をとらえ、豪快な一撃をぶちかます。弓や棍、戟など戦況に応じて6形態に組替えることができる）
必殺技／獄羅丸＜ごくらがん＞ 剛鋭砲から鋭鐘を発射し、触れる物全てを吹っ飛ばしながら標的を爆砕する。／爆鋭突＜ばくえいとつ＞ 剛鋭砲を前に構え、相手に目掛けて突進する。／隼鋼二重閃＜じゅんこうにじゅうせん＞ 夏侯惇との連携技。獄羅丸を中心に、夏侯惇の蛇流絞斬で包み、相手を爆砕する。
BB戦士 No.309（No.307 夏侯惇ギロスの流用）、BBW014
張遼ゲルググ（ゲルググ）
声 - 樋口智透/船木まひと（ゲーム版『真三璃紗大戦』）
凄絶なる闘魂。元董卓軍車騎将軍で呂布隊に所属していた。呂布に劣らぬ勇猛さで共に天下にその名を轟かせ、呂布と共に反董卓軍を震え上がらせた猛将。多くの武将から「修羅の鬼」と恐れられ、轟の国では「張遼が来れば泣く子も黙る」と言われるほど恐れられた。
董卓が倒された後、生き恥を晒すまいと自害しようとするが徐晃を助けた赤兎馬と曹操に生きるよう説得され、徐晃と共に曹操軍に降り、行方を眩ました呂布の愛馬・赤兎馬を受け継いだ。
関羽とは武人同士として通じるところがあるようで、親交が深い。
なお、カラーリングはアナベル・ガトー専用ゲルググに準じている。武将大全では正式に「演者：ゲルググ（アナベル・ガトー専用機）」と記述され、公式サイトでもガトーを意識したコメントが発表された。
衛将騎団を経て機駕の驃騎将軍となり、機駕五将の事実上のナンバー2として歩兵・騎兵を統括している。
『三国伝外伝・武勇激闘録』では赤壁の戦い後の轟への侵攻戦を指揮したことが語られている。轟攻略こそならなかったが孫権を追い詰めるなど大いに活躍し、機駕の武将で最も恐れられたことが触れられている。
『BBW』では、郿宇城にて貂蝉と共に董卓の滅殺爆煉弾から呂布を庇ったが、一命は取り留める。董卓死後は他の呂布隊メンバーと共に袁術、袁紹の下で戦う（『キットコミック』では袁紹軍に参加する際の経緯が描かれている）。易京楼の戦いでは戦いを通して公孫瓚の闘志に感服し、降伏勧告の使者を願い出る。一方、公孫瓚側も降伏を申し出て交渉は成功したかに見えたが袁紹に彼らの思いは届かず、張遼の目の前で公孫瓚は殺害されてしまう。一連の行為に憤りを感じた張遼は曹操軍に投降し、同時に呂布隊を抜けることにもなった。官渡の戦いでの共闘をきっかけに関羽とは互いに敬称無しで呼び合う仲となる。
武器／鳳龍双刃刀＜ほうりゅうそうじんとう＞（超重量級の巨大な青龍刀。分離して鳳鉤刀と龍身刀にもなる）、鳳鉤刀＜ほうくとう＞（ビームナギナタ：鳳龍双刃刀が分離した、左手装備の黄金の短刀。素早い突きを撃ち込む事ができる。名前の由来はヒートホークから）、龍身刀＜りゅうしんとう＞（大型ビームライフル：鳳龍双刃刀が分離した戟刀。張遼の技術でなくては扱えない、特殊な形状をしている）、鳳凰天舞＜ほうおうてんぶ＞（シールド：蝙蝠の意匠が施されたマントで、戦闘時は戦盾形態にもなり、この形態では容易に破る事はできないという）
必殺技／烈刃大旋輪＜れつじんだいせんりん＞ 両長巻形態の鳳龍双刃刀を超高速で回転させ、触れるもの全てを切り裂き、粉砕する。／蒼紋猛瀑布＜そうもんもうばくふ＞鳳龍双刃刀を地面に叩きつけ、その際に発生する強烈な衝撃波で相手を吹き飛ばす必殺技。名前の由来は「ソロモンの悪夢」から。／蒼紋百烈撃＜そうもんひゃくれつげき＞関羽の鬼牙百烈撃と同じ要領で百回の突きを繰り出す連携技。
BB戦士No.314、BBW034
徐晃サーペント（サーペント）
声 - 宮崎寛務
勇壮たる戦斧。元董卓軍衛将軍。自分を拾ってくれた曹操を太陽と敬い、赤壁の戦い後、その実子である機駕皇帝・曹丕に忠誠を誓っている。清廉かつ公明正大な性格で、たとえ味方といえども非道は許さない、仁義にあつい侠。
董卓の側近武将であったがその性格上、董卓と李儒の非道なやり方に疑問を抱きつつあり、燃やされる雒陽を見て嘆く等、董卓と李儒を快く思っていない描写があった。最終的に卑劣な策略を使って反董卓軍を倒そうとする李儒のやり方に耐えかね彼を誅殺、董卓が劉備に倒された後、張遼と共に官軍に投降した。
「暴将」呂布に対しても礼節を忘れず、呂布も徐晃には比較的素直に受け答えしている。董卓軍崩壊時に徐晃を助けたのも、呂布の愛馬・赤兎馬であった。
衛将騎団を経て機駕の車騎将軍に就任、騎兵の師団長を務める。
『戦神決闘編』では賈詡の暗黒玉璽によって精神を操られてしまうが、曹操の熱き魂を込めた「絆」の拳を受けて正気を取り戻す。以後は曹操や五誇将らと行動を共にし、結果的に機駕五将の中では唯一蚩尤の洗脳を免れた。
『コミックワールド』では、馬超をおびき出す為だけに多くの村を焼き払い、村民を惨殺する曹丕の豹変ぶりに戸惑いを感じている。また、馬超が暴走後に行動できなくなることを生かし、捕獲するなど相手の弱点を突いた戦術を執る。馬超を取り逃がしたことを咎められ御前裁判にかけられるも、復活した曹操がその場に現れ、それ以後は彼に従う。また、敵である翔軍に堂々と赴き、趙雲らに気さくに話しかけるなど人当たりのいい所もあるが、あまりに堂々とし過ぎていたことで、逆に周囲を戸惑わせてしまうなど、実直故に天然ボケな一面もある。
登場初期は襟巻きではなくマントを羽織っており、鋏刃戟の刃の形状も異なっていた。
『BBW』では郿宇城にて無差別攻撃の中止を董卓に進言するが、彼の逆鱗に触れ城外へと放り投げられてしまい、董卓討伐後に曹操軍に投降した（『キットコミック』で、董卓が倒されても戦い続ける兵士達を止めた所を曹操に声をかけられ、生き残った董卓軍の兵士達と共に投降した経緯が描かれている）。また、郿宇城の一件から天玉鎧の力を危険視しているような描写が見られる。
武器／豪鉄火＜ごうてっか＞（名前の由来は「宇宙の騎士テッカマン」から）、鋏刃戟＜きょうじんげき＞（ダブルガトリング：巨大な刃で広範囲の敵をなぎ倒すことができる重量級の武器。盾や両長巻、双斧など、多彩な形態に変形する）、鉄火盾＜てっかじん＞、双鉄火＜そうてっか＞、鉄火錬武＜てっかれんぶ＞（ビームキャノン：兜飾りと肩鎧を合体させ、防御力を犠牲にした一撃必中の武器）、鳳熾翼＜ほうしよく＞（手にしたものに大きな力を与えるといわれている、三侯のひとり雀瞬を模した姿の鳳熾魂の一部）
必殺技／鉄火地雷衝＜てっかじらいしょう＞ 鉄火錬武を地面に叩きつけ、地を這うようなオーラを発する技。
BB戦士 No.325、BBW026
張郃ザクIII（ザクIII改）
声 - 岩崎了/山口りゅう（ゲーム版『真三璃紗大戦』）
深緑の孤狼。元袁紹軍中郎将。袁紹軍が壊滅した後に曹操軍へ投降し、同じく降将である張遼、徐晃と共に衛将騎団の一翼を担う。格闘戦が得意で、その剛拳の連打は鋼鉄すら粉砕するという。忠義に篤く、部下からの信頼も篤い。
元袁紹軍所属の武将だが、『漫画版』では当時の様子は描かれず、曹操軍衛将騎団の一員としてやや唐突に登場した。『三国伝武将ファイル』によれば、袁紹に仕えていた時期は重用されず、烏巣の武器弾薬庫の守備を厚くすることを進言するも軽視されたままであったという。これが官渡の戦いでの袁紹軍の敗因となり、張郃は投降するが、曹操はこれを喜んで迎え入れて厚遇したという。
名前の「郃」の字が漢字変換しにくいのが悩みの種であることを公式サイトで漏らしている。
衛将騎団を経て機駕五将の衛将軍として近衛兵団を率いる。
『BBW』では、袁紹軍の将軍として、幽州攻めの先鋒を務める。幽州軍の白馬陣に対して部下に巨大な盾を持たせて対抗。自身は趙雲と一騎討ちを繰り広げる。そして、田豊や沮授らが交戦中の両軍の側面から矢を射かけ、白馬陣は撃退された。しかし、張郃は同時に多くの部下を失ってしまう。捨て駒にされたことに憤激した張郃は、田豊を非難し袁紹に意見を述べるがまったく聞いてもらえなかったどころか彼の辛辣な言葉に絶望するが、その後も官渡の戦いに参加している。官渡の戦いの後も、亡き主君・袁紹への忠誠を貫き、一部の配下と共に荊州に進軍中の曹操軍を襲撃するが、曹操との一騎討ちに敗れ、処刑を求めるが曹操に論され曹操軍に投降することになった。
また、張遼の演者がガトー専用ゲルググであることに関連させて、張郃の演者をゲルググMとする案もあった。
武器／曲鋭剣＜きょくえいけん＞、超重戟＜ちょうじゅうげき＞（ビームライフル）、狼牙・双重戟＜ろうが・そうじゅうげき＞（曲鋭剣と超重戟が合体した戟。三つの刃を持ち、広範囲の敵を切りつけることが出来る）、裂鋭爪＜れつえいそう＞（シールドアーマー：右肩鎧と曲鋭剣を組み合わせた手甲。攻守に優れた万能の武器）、突殴拳＜とつおうけん＞（スパイクアーマー：鋭いトゲのついた手甲。接近戦で威力を発揮する）
必殺技／爪拳獄連掌＜そうけんごくれんしょう＞ 左右の手にはめた武器で、反撃の隙を与える間もなく、連打して相手を打ち負かす必殺技。
BB戦士 No.320（BB戦士 No.303　司馬懿サザビーの流用）、BBW041

#### 荊州軍
劉表ガンダム（プロトタイプガンダム）
声 - 宮田浩徳
荊州軍将軍。曹操軍への寝返りを目論んだ蔡瑁、黄祖に暗殺される。劇中未登場。
『BBW』では、姿と演者が明らかになった。水鏡からの依頼を受けて、劉備たちに伏竜の生存を教えた。臆病な性格で、曹操軍の侵攻を前に慌てふためき、江東の孫権に協力するように進言した劉備らの意見を無視し領民も領地も投げ出して逃亡してしまった。その後の消息は不明になっている。
BB戦士版では実際に登場こそしなかったが、黄忠や魏延からは慕われ、孔明もその人柄を評価しているなど、人格者であることを感じさせていたが、『BBW』ではやや気骨がない人物として描かれた。
蔡瑁アッグガイ（アッグガイ）
声 - 北沢力
荊州軍提督。尊大かつ残虐非道な性格で、冷酷かつ面従腹背な野心家。長沙軍・江東水軍の弩弓攻撃から我が身可愛さに部下を盾にし、敵前逃亡を試みる部下を「役立たず」と罵倒して惨殺するなど卑怯な手でも躊躇うことなく実行する。その卑劣さは張飛が彼の名を聞いただけで驚くほどに知れ渡っているが、艦隊を指揮する技量は高い。
劉表に仕えていたが、劉表を暗殺した後、荊州軍を手土産に曹操軍に寝返る。黄祖の敗北を咎められ、曹操に左腕を切断された（その後、義手（ズゴックのアイアンネイル）を装着した）。赤壁の戦いでは呂蒙と甘寧に追い詰められ、義手に仕込んだ闇の力を使おうとするも、遠距離からの黄忠と魏延に牽制攻撃されたところを呂蒙たちに攻撃され戦死した。
『BBW』では、赤壁の戦いで鉄甲艦隊を統率し孫権軍を追い詰めた。しかし、焙烙玉を大量に抱えた黄蓋の特攻を止めることができずに艦隊は全滅し、自身も爆死した。また、性格面では調子がいいと両手の鞭をしならせて踊るなどひょうきんな性格に描かれている。
黄祖ゾゴック（ゾゴック）
荊州軍陸軍隊長。蔡瑁同様、劉表に仕えていたが、曹操軍に寝返る。統率力に一定の定評があり、また呂蒙と甘寧はかつて彼に仕えていたが、部下を使い捨てにすることから人望は薄かった模様。
部下を率いて、幽州義勇軍に挑むが、劉備を伴った江東水軍、孫権の遠征に遭う。槍に仕込んだ闇の力を使うも、劉備と孫権の連携攻撃により戦死した。
武器／槍
必殺技／魔槍・烈波紅＜まそう・れっぱこう＞
荊州水軍兵（アッガイ、ゾック）
荊州水軍の一般兵達。蔡瑁直属の部下。

### 轟（孫堅軍/孫権軍）
孫家によって率いられている勢力、後の轟。水や緑など大自然に恵まれた豊かな地を背景としている。三国志の呉に相当する。演者となる機体は孫家の登場人物がGPシリーズでそれに準じてかその他の登場人物は江東強襲水軍は呂蒙以外が『0080』のサイクロプス隊、長沙四騎衆は黄蓋以外が『0083』のトリントン基地所属MSと言うようにOVA作品に登場した機体がモチーフの人物が多い。
孫権ガンダム（ガンダムGP03）
声 - 島﨑信長
静かなる猛虎。轟の国の若きプリンスで、長沙地方を治める孫堅の息子。名門出身の貴公子ながら尊大な面はなく、情けを重んじ、誰にでも分け隔てなく接する清々しい武将。
最初は「正義が人の命よりも大事なのか」と情を重んじて戦いを拒んでいたが、父の孫堅と祖茂が戦死したことで怒りに震え、天玉鎧“弩虎”を呼び覚まして虎牢城を陥落させる。また、孫策に強制的に戦場へ送り出された為、戦に対して「気乗りしない」とやる気なさ気な態度を取っていた。何万もの犠牲が出たのは自分のせいだと悔やみ、長沙へ帰ろうとするも曹操の叱咤と劉備らの説得により、共に董卓を打倒することを決意する。戦いの後は、劉備一行が旅へ出るのを曹操達と共に笑顔で見送っている。
『コミックワールド』では「双虎破刃」を用いて董卓と戦うが変わり身により隙を突かれて重傷を負う。その際に天玉鎧“弩虎”が目覚め、圧倒的な力で董卓もろとも軍勢を壊滅させた。
『英雄激突編』で劉備と再会し、江東水軍を引き連れて荊州軍と激突する。しかし、合肥の戦いで父に続き、兄の孫策をも失う事になる。
赤壁の戦いの後は皇帝となり轟の国を建国し、父と兄の墓標の前で民を守ることを誓う。
『戦神決闘編』では暗黒玉璽によって陸遜、四騎衆と共に石化させられてしまうも、天の刃の力で解放された。轟大帝に覚醒し、蚩尤に取り憑かれ復活した孫策と交戦し、これを倒した。今際の際に正気を取り戻した孫策の言葉を受け劉備と共に五丈原へと向かい、最後の戦いに臨んだ。
父は孫堅で、兄妹は孫策と孫尚香。
当初は孫堅や孫策が健在だったこともあって、周囲からは「若」「若将軍」と呼ばれており、本人は訂正を求めたものの、赤壁の戦いまでそのままであった。
『BBW』では孫堅たちとともに黄巾賊討伐隊に参加したが、彼だけは「（戦うのが怖いから）後ろで応援してる」と戦闘に参加しないなど、穏やかさ故に臆病な一面が見られ、当初は孫堅もそれを嘆いていた。しかし、華雄の攻撃から怯えながらも妹である孫尚香を守るという活躍を見せ（『キットコミック』では「蒼晄壁」で華雄の動きを封じ、孫堅にトドメを刺させるきっかけを作った）、孫策にその活躍を誉められている。董卓討伐後、一族と共に長沙の領地を発展させ、江東に進出。亡き父の言葉を胸に、自分のあるべき道を模索していく。
武器／牙王剣＜がおうけん＞（フォールディングバズーカ：折りたためば両刃の剣、伸ばせば長剣となる剣。その鋭い切れ味は虎の牙のようであるという）、虎錠刀＜こていとう＞（孫家の当主に代々受け継がれてきた宝剣。神話の三侯の一人「虎暁」の魂が宿ると言われる）
必殺技／蒼晄壁＜そうこうへき＞ 兜のバイザーを下ろし全身から放ったオーラで防御壁を張る技。そのオーラの壁を貫ける者はいないという。モチーフはIフィールド。／双虎破刃＜そうこはじん＞ 牙王剣にオーラを宿し、遠隔操作で変幻自在に操り敵を切り裂く技。どんな角度からでも攻撃できるこの技をかわすことは不可能である。『BBW』では未使用。／龍虎爆獣撃＜りゅうこばくじゅうげき＞ 劉備との連携技。
BB戦士 No.305、BBW006
猛虎装 孫権ガンダム
『BBW』に登場。孫権が虎の力を宿した鎧「猛虎装の鎧＜もうこそうのよろい＞」を纏った姿。
武装や鎧の形状から、騎士ガンダムに近い意匠が見受けられる。
寿春での戦いでは、天玉鎧・弩虎を目覚めさせ、袁術を撃破し、父と兄の仇をとる。その後も兄の死の衝撃から立ち直れず塞ぎ込んでいたが、呂蒙や甘寧との出会いをきっかけに江東の領主としての決意を新たにする。江東を戦場にしたくないとして劉備の要請を拒むが、曹操が江東に進軍すると聞き、和解して同盟を結んだ。
『キットコミック』では、劉備たちと共に官渡の戦いにも参加した。
武器／真牙王剣＜しんがおうけん＞（亡き父、孫堅から孫権に授けられた剣。虎の牙のごとき鋭さを持つ）、蒼晄刃＜そうこうじん＞（孫権の勇気に呼応し、真牙王剣がより強固な刃となって覚醒した姿）、蒼晄楯＜そうこうじゅん＞（フォールディングシールド：鉄壁の防御技、蒼晄壁を繰り出す際に現れる防具）、虎錠刀＜こていとう＞、天華虎錠刀＜てんがこていとう＞（キットオリジナルの装備。真の勇気に目覚めた孫権に呼応し、虎錠刀がさらに覚醒した姿。静かな月の輝きを宿すこの刀は、心に巣食う闇を払うことが出来ると云われる。虎の気を纏ったようなデザインとなっている）
必殺技／双虎破刃＜そうこはじん＞『BBW』では未使用（ただし、『スーパーロボット大戦UX』で参戦した際は使用している）。／蒼晄壁＜そうこうへき＞蒼晄楯から放ったオーラで防御壁となる技。猛虎装の鎧を纏い、より強固な技として進化した。『BBW』では未使用（ただし、『スーパーロボット大戦UX』で参戦した際は使用している）。／獣神昂＜じゅうしんこう＞天玉鎧・弩虎が放つ、すべてを滅ぼす天の光。その姿はG記『三侯本紀』の中にも「白虎のごとき玻璃の輝き」として描かれている。／猛虎獣烈覇＜もうこじゅうれっぱ＞虎錠刀を受け継いでから使用するようになった。
BBW023、BBW029（天玉鎧・弩虎とのセット）、BBW044（紅蓮装 曹操ガンダムとのセット）
轟大帝 孫権ガンダム（RX-78GP01FB ガンダムGP01フルバーニアン）
碧眼の獣神。数々の試練を乗り越え、ついに伝説の三侯の一人、虎暁の魂に目覚めた孫権の姿。虎錠刀に宿る虎暁の魂が具現化した神獣「虎燐魄＜こりんぱく＞」を鎧として身に纏うことで、圧倒的攻撃力を持つ最強形態となる。
さらに「白虎変幻」することで、虎燐魄の機動力を最大限発揮する獣形態である「獣神形態」にも変形可能。
また、孫堅が身につけていた孫家伝来の鎧「白虎の鎧＜びゃっこのよろい＞」も受け継いだ。
劉備、曹操、呂布と共に司馬懿を倒した後、虎となり、天に昇っていったようにも描かれたが、詳細は不明。
「虎燐魄」と合体した姿は虎のイメージを前面に押し出し、「翔烈帝 劉備」や「機武帝 曹操」とは違い、パワーアップ前の孫権とはほぼ別物のデザインとなっている。
武器／牙王剣・零壱＜がおうけん・ぜろいち＞（ビームライフル：孫権の父・孫堅が愛用した剣）、真・虎錠刀＜しん・こていとう＞（孫権が轟大帝となった時にパワーアップした、虎錠刀の真の姿）
変形形態／獣神形態＜じゅうじんけいたい＞
必殺技／猛虎獣烈覇＜もうこじゅうれっぱ＞真・虎錠刀にオーラを宿し遠隔から敵を切り裂く技。太祖・孫武から受け継がれる孫家伝来の闘気技。／王虎轟獣撃＜おうこごうじゅうげき＞獣神形態で闘気を纏って突撃する。／天翔双龍撃＜てんしょうそうりゅうげき＞翔烈帝 劉備との合体技。
BB戦士No.351
アストレイ孫権ガンダム（ガンダムアストレイ）
『BB戦士三国伝 LEGEND BB』にて孫権が光の欠片に眠る弩虎の神器の力で進化した姿。
基本形態のカラーリングはゴールドフレーム（初期）がベースとなっているが、神器を装着した姿はブルーフレーム セカンドLのタクティカルアームズやミラージュフレーム セカンドイシューの要素も持っている。
形態／白虎アストレイ孫権ガンダム
武器／牙王新剣＜がおうしんけん＞、双虎刃＜そうこじん＞、氷虎巨刃＜ひょうこきょじん＞
孫堅ゼフィランサス（ガンダムGP01）
声 - 長嶝高士/船木まひと（真三璃紗大戦）
江東の虎。長沙地方の領主。
偉大なる兵法家・孫武の末裔であり、孫一族の長。自身も一代で長沙一帯をまとめあげた大変な実力者。龍帝剣に匹敵する伝説の武器「虎錠刀」を持つと言われている。
孫堅と長沙四騎衆は皆、合戦時には真紅の襟巻きを巻いて出陣する（なお、四騎衆は孫堅の子供達からは「じい」と呼ばれている）。
呂布の攻撃から援護に駆けつけてきた孫尚香を庇い戦死した。なお、彼が着用していた太祖・孫武から伝わる孫家伝来の鎧「白虎の鎧＜びゃっこのよろい＞」は後に息子である孫権に受け継がれた。
なお『コミックワールド』では最初から孫権が反董卓連合における長沙軍の指揮を執っているため登場していない。赤壁の戦いに勝利した際に、孫権はじめ兄妹が孫堅の位牌に報告していることから、少なくとも、この時には孫堅は既に死去していたようである。孫権が轟大帝に覚醒する際に真・虎錠刀を託すために魂となって孫権の前に現れている。
『BBW』では、一族を率いて黄巾賊討伐軍に参加。そして反董卓連合軍に参加し、虎牢関にて華雄を撃退。最期は雒陽にて呂布の攻撃から孫権と孫尚香を庇い、看取られながら息を引き取った。
同じGP01モチーフの白龍頑駄無（白龍大帝）との差別化のためか、陸戦仕様のGP01の意匠が多く用いられている。バイザーを下ろす事で戦闘形態になる。
武器／虎錠刀＜こていとう＞、牙王剣・零壱＜がおうけん・ぜろいち＞
必殺技／猛虎獣烈覇＜もうこじゅうれっぱ＞『BBW』で使用。轟大帝 孫権と同様の技。相違点は虎錠刀を使っていること。
BB戦士No.351（轟大帝 孫権ガンダムのマスクの交換で再現が可能）
孫策サイサリス（ガンダムGP02）
声 - 北沢力
江東の小覇王。江東の虎と恐れられた孫堅の長男であり、孫権の兄。父から受け継いだ領地を発展させ、江東一帯に一大勢力を築き上げ、やがて江東の小覇王と呼ばれるまでに勇躍した。もの静かな孫権とは対照的に超武闘派の豪傑。
武闘派ながら計略も用い、孫子の言葉を引用するなど理知的な面もある。長沙の領主としての自覚も強く、民への思いも深い。孫堅の死後は、孫権や尚香の父親役ともなっていった。
曹操軍の南征に対抗するため、太史慈に星凰剣の在処を探らせ、曹操の手に渡るのを阻止するために合肥城塞を攻撃するが、郭嘉の偽情報によって踊らされていた。巨大郭嘉との戦いで劉備を庇って重傷を負いながらも郭嘉の動きを止め、孫権に未来を託した後に崩れる城壁の下敷きとなり圧死した。死後は闇に与えられた命と引換えに蚩尤に取り憑かれる事となった。
『戦神決闘編』では、蚩尤に取り憑かれた姿で劉備と関羽、関平を圧倒するが、建業での戦いで劉備と的盧によって蚩尤魔装を破壊される。その後も闇に操られるまま戦闘を続け、轟大帝へと覚醒した孫権の一撃を受けて正気を取り戻すが、孫権の覚悟を促すために敢えて操られたふりをしたまま戦い、寸前で攻撃を止めて討たれる。弟の成長を見届けて満足し、蚩尤が封印されている五丈原に向かうように告げた後、霧消するようにこの世を去っていった。
『コミックワールド』では赤壁の戦いまで本拠地に駐留していたようであり、轟の建国にも立ち会っている。轟を襲撃した蚩尤と一戦を交え、一度は撃退するも蚩尤に取り憑かれ、孫権らに襲い掛かってしまう。だが轟大帝として覚醒した孫権によって蚩尤と分離され、一命を取り留めた。
『BBW』では、父である孫堅たちと共に黄巾賊討伐や反董卓連合軍に参加。雒陽にて董卓を追うが反董卓連合軍を裏切った袁術の部下・紀霊の横槍をうけ、父を呂布に討ち取られてしまう（そのため、紀霊と呂布は父の仇となる）。父の死後、その後を継ぎ郿宇城攻略にも参加する。董卓討伐後、新天地を求めて江東へ渡り、太史慈を配下に加える。寿春での戦いでは父の形見の襟巻きと虎錠刀を携え戦闘に臨み、紀霊を討ち取るが呂布に敗北し、孫権に未来を託して息を引き取った。
『BBW創世記』では、「戦に必要なものは敵を圧倒する武力」と断言し、「屁理屈ばかり並べる」と軍師の存在については快く思っていなかったが、周瑜との出会いを経て少しずつ考えが変わっていった。
初期のデザインでは青龍頑駄無などといった今までのGP02モチーフのキャラとは一線を画す非常にスマートなデザインが特徴となっていたが、キット化が決まったことにより全体のデザインはそのままに、GP02により近い体型の新たな設定画が書き起こされている（同時に孫堅ゼフィランサスとの共通デザインもほぼ別物に変更されている）。またキット化に伴い、GP02のバーニア展開状態をモチーフとした強襲形態が新たに追加された。
なお、商品名の「孫策サイサリスガンダム」はキット化の際に設定された名前であり、発売後も商品以外では基本的に「孫策サイサリス」と表記されている。
武器／虎錠刀＜こていとう＞、双虎旋棍＜そうこせんこん＞（フレキシブル・バインダー+ラジエーター・シールド：肩鎧に装備された、岩をも砕く大型の打突武器）、強襲激鋼棍＜きょうしゅうげきこうこん＞（アトミックバズーカ：両肩の双虎旋棍の一部を合体させた巨大な棍棒）
必殺技／激鋼重爆突＜げきこうじゅうばくとつ＞ 強襲形態となり、強襲激鋼棍を構え振り回しながら突撃する大迫力の必殺技。凄まじい破壊力を持つ超重量級の突撃を止められる者はいない。／轟天重爆突＜ごうてんじゅうばくとつ＞／天華鋼烈魂＜てんがこうれつこん＞『BBW』で追加された技。父・孫堅から受け継いだ最終奥義。／猛虎獣烈覇＜もうこじゅうれっぱ＞『BBW』で使用。孫堅、轟大帝 孫権と同様の技。
BB戦士 No.349、BBW017
孫尚香ガーベラ（ガンダムGP04）
声 - 神田朱未/嶋村侑（真三璃紗大戦）
江東の弓腰姫。孫堅の娘であり、孫策と孫権の妹。父や兄たちからは「尚香」と呼ばれている。武術の腕は女の子とは思えないほどで、孫兄弟たちやお目付け役の黄蓋、陸遜も手を焼く男勝りのじゃじゃ馬姫である。
重臣たちは「せめて想い人でもできれば大人しくなるのでは」と気をもんでいたが、劉備に呂布の攻撃から庇ってもらって以来、彼に好意を持っている様子だが、『三国伝ファイル』によれば劉備当人は素直に喜べないらしい。実力もなかなかの物で、逃走を試みた胡玉を討伐している。しかし、陸遜および四騎衆が不味さのあまり床に就くほどのゲテモノ料理を作ったり、隠し味に入れる漢方と間違えて下剤を入れ、孫権と孫策、周瑜を厠行きにしてしまう（口にした際は最初は高評していた）など、料理の腕は壊滅的である。
赤壁の戦いの後は孔明達と共に益州に渡り、以降は「翔の弓腰姫」とも名乗っている。また、趙雲や侍女（ガーベラ・テトラ）達からは「お妃(ひい)さま」と呼ばれており、孔明や月英ともすっかり打ち解けた様子を見せていた。最終決戦から数年後には「太后さま」と呼ばれている。
『コミックワールド』では轟に残っていたが、孔明に機駕の脅威を伝えるため機駕を見限った姜維と共に翔へと渡る。決戦後もそのまま翔に居着き、正式に劉備の妃となった。
『BBW』では長沙で留守番するのが退屈という理由で孫堅軍と合流。華雄に追い詰められたところを孫権に助けられた。郿宇城の戦いでも大量の矢の標的になるが孫権の蒼晄壁に助けられている。袁術討伐後、孫権や周瑜に無断で呂蒙、甘寧の討伐に向かうが逆に捕縛されてしまうが、孫権により無事に救出された。劉備との恋愛描写は描かれなかったが、彼への態度は（味方であることを考慮しても）非常に友好的である。
『風雲豪傑編』のあとがきでは、ときた洸一から「尚香(しょこ)たん」と称され、後に公式サイトでもそう呼ばれている。
孫堅と孫策、孫権と同様、側面に数字を模した模様がある。
武器／麗虎刀＜らいことう＞（ロングビームライフル：女の子でも扱いやすい極めて軽量の薙刀だが、その切れ味はとても鋭い）、虎影弓＜こえいきゅう＞（腰帯の一部になっている、特殊な形状をした弓。威力は弱いが、命中率は高い。『BBW』では未使用（ただし、『スーパーロボット大戦UX』で参戦した際は使用している）。）
必殺技／虎影閃＜こえいせん＞ 弓に変形させた麗虎刀で敵を射抜く射撃技。『BBW』では未使用。／華天楼＜かてんろう＞ 頭上で高速回転させて、勢いをつけた麗虎刀を敵めがけて投げつける必殺技。しかし戻って来る刀をつかむ事はまだ難しい。総集編での決め台詞は「必殺必中!!」（ただし、『スーパーロボット大戦UX』で参戦した際は敵に命中している（トドメ演出ではキャッチできない））。
BB戦士 No.326、BBW016。BB戦士発売に先駆け、B-CLUBからガレージキットが発売された。なおBB戦士シリーズにて“女性キャラクター単独商品”としては史上初となる。
周瑜ヒャクシキ（百式）
声 - 平川大輔
白金の麗将。孫策の幼馴染で、長沙軍参謀を務める智将軍。その秀麗な容姿から「美周郎」と呼ばれる。強力な水軍を編成し、江東の平定に貢献した。武力重視の孫策とは言い争う事も多いが、同時に固い絆で結ばれている。
赤壁の戦いでは、天雷火砲で鋼鉄艦隊の半分を壊滅させるが、精神力を非常に消費してしまった上に荊州軍の反撃で胸を射貫かれる。戦いの後、孫権の成長を見届けて、静かに眠りに就いた。
『コミックワールド』では赤壁の戦いにて、郭嘉率いる艦隊を天雷火砲で郭嘉諸共轟沈させた。戦いの後、矢傷が元で江東水軍指揮官を引退し、陸遜がその後を継いだが、『戦神決闘編』では武将として健在な姿を見せており、孫一族の補佐役を続けている。
『BBW』では、江東に侵攻してきた紀霊率いる袁術水軍を竹林に誘き寄せ、その隙に水軍の艦の強奪に成功する。その後、陸遜に弟子入りを懇願され一度は戸惑いながらも快く承諾した。赤壁の戦いでは天雷火砲で曹操軍の水上要塞を破壊するが、本体の神火鳳凰には効果が無く、艦隊の指揮を陸遜に任せて曹操との一騎討ちに臨むが敗北し、長江に落とされたところを救出される。その後は孫権に決戦の地へ赴くよう促し、轟の建国を見届け息を引き取った。
『BBW創世記』では、魯粛の弟子として登場。当初は慇懃無礼な性格であったが、次第に孫策とも理解を深めていき、魯粛の死後は正軍師に抜擢された。また、映画『レッドクリフ』の周瑜像を意識した台詞回しも多い。
『BB戦士三国伝 LEGEND BB』では『コミックワールド』同様孫権を補佐しており、曹丕との会談にも同行している。
『劇場版Ζガンダム第1作』における百式の影響からか、百式シリーズの中で唯一ツインアイになっている。更にキットでは、ゴーグルタイプも付属されている（『BBW』のキットでは、クリアパーツに変更されている）。ケロケロエース版では、天雷火砲発射の際にゴーグルを装着、発射の衝撃で砕ける、と言う演出が為された。
佐々木小次郎をイメージしてデザインしているという記述も確認されている。
武器／白虎刀＜びゃっことう＞（ビームライフル：長い刀身が特徴の剣。立ち向かってくる敵に対して華麗に舞い鮮やかに切り裂く）、白爪弓＜はくそうきゅう＞（ランダム・バインダー）、天雷火砲＜てんらいかほう＞（メガバズーカランチャー：火薬を搭載した弾頭を、闘気を使って発射させる江東水軍の決戦兵器ともいえる大型の火砲。その射程は短いものの、曹操軍の鉄甲闘艦を一撃で沈めるほどの破壊力を持つ、孫家伝来の弩弓砲。名前の由来は「天来家宝」「家宝伝来」から）
必殺技／天雷白爪弓＜てんらいはくそうきゅう＞白爪弓につがえた矢に、闘気を込めて撃ち込む技。連発はできないが、その威力は凄まじい。／天雷火砲＜てんらいかほう＞ 武器と同名の技。天雷火砲に周瑜自らのオーラを充填し、一気に解き放つ砲撃技。その威力は凄まじいが、オーラの消費が激しく、頻繁に撃てないという欠点もある。／白麗閃＜はくれいせん＞白虎刀より放つ、麗しい閃光のごとき必殺の斬撃技。他にも流閃輝＜るせんこう＞という流出資料にて記載されていた、居合い切りとして設定されていた技も存在するが、こちらは正式採用にはいたらなかった。
BB戦士 No.315、BBW032
陸遜ゼータプラス（Ζプラス）
声 - 下野紘
明日に舞う翼。周瑜の弟子で、彼を「お師匠様」と呼ぶ。将来を期待される江東の若き水軍武将。いずれは三璃紗を代表する水軍提督として、その才能を発揮するとされる。
作中では孫尚香のお目付け役として彼女に振り回されている場面が多い。
赤壁の戦いでは、荊州軍の反撃で重傷を負った周瑜に代わって江東水軍の指揮にあたった。赤壁の戦いの後、逝去（『コミックワールド』では引退）した周瑜の後を継ぎ、若き大都督となった。部下に丁奉などがいる。
師匠の周瑜にも匹敵する名軍師であり、同盟軍の作戦参謀となった孔明にも敬意を払っており、「孔明先生」と呼んでいる。
『BBW』では、先の大戦により村や家族を失った天涯孤独の身となっている。その後、水賊に絡まれていたところを孫一族に助けられる。そして、孫尚香の勧めで行動を共にし、周瑜の兵法に感動し弟子となった。一人暮らしをしていたこともあってか、料理が得意。戦闘シーンは皆無だった為、後述の変形形態や技は未使用。
雑誌媒体などで演者は「Ζプラス」となっているが、カラーリングはアムロ・レイ専用機とされているA1型試作機に準じている。
武器／燕戟・宝旋霞＜えんげき・ほうせんか＞（ビームスマートガン：霞を振るうがごとく軽量の戟だが、宝玉の力を借りて破壊力を増幅させることができる。名前の由来は鳳仙花から）、飛燕盾＜ひえんじん＞（シールド：鎧を組み合わせることで跳燕機＜ちょうえんき＞になる）
変形形態／燕迅形態＜えんじんけいたい＞（ウェイブライダー）
必殺技／燕空壁＜えんくうへき＞燕戟・宝旋霞を高速回転させることにより、霧を発生させ敵を幻惑する防御技。／燕迅突破＜えんじんとっぱ＞ 燕迅形態へと変形し、敵に向かって突撃していく大技。自らの体さえ犠牲にし兼ねない危険な必殺技。
BB戦士 No.319、BBW028
太史慈ドム（リック・ドムII）
声 - 船木真人
黒き大丈夫。元は孫策と敵対していた武将で、孫策の江東平定時、たったひとりで孫策軍の前に立ちはだかったという豪傑。壮絶な一騎討ちの末に孫策は太史慈を認め、以降は直属の武将として迎えた。
『三国伝武将ファイル』によれば孫策に降った際、逃げ散った自身の部下の兵を集めてくると約束して、一旦、その元を離れた。孫策軍の多くの将兵が太史慈の逃亡を疑ったが、太史慈は約束どおり残党兵を率いて帰還し、その名を高めたという。
巨大な鋼鉄の戟を操る他、射撃も相当な凄腕らしい。降将出身ながら、孫策からの信頼は厚く、星凰剣の在処を探るという重大任務を任され周瑜と共に合肥攻撃隊にも加わっている。孫策の死後も曹操軍の情報を探っており、そのおかげで轟の重鎮の中では唯一石化も洗脳もされずに済んだ。
『BBW』では、江東の地を踏むものとして孫策に一騎討ちを挑むも敗北。その後、孫策の「家族にはならないか」という誘いを断り去っていく。その後、自分の部下を引き連れて孫尚香と陸遜を襲おうとした紀霊を撃退し、孫策の志に心を打たれ孫策軍に加わった。
サポートメカ／鋼甲機＜こうこうき＞（ヴァルヴァロ）と合体することで、鋼甲形態、最強形態である鋼鎧装形態、さらに突撃形態である撃鋼形態に変形する。
初期の設定画ではドムの色合いが強く、モノアイが赤（ピンク）だったが、キット化発表と同時に新たに設定画が描かれ、各部形状とモノアイが緑に変更された（本キットではピンクのモノアイと緑のモノアイを選択できる）。この為か、当初ドムとなっていた演者がリック・ドムIIに変更され、同時に「灼熱の偉丈夫」という初期の二つ名も変更された。
武器／鋼疾藜骨朶＜こうしつれいこつだ＞（ジャイアントバズ+シュツルムファウスト：鋼鉄のトゲのついた骨朶（棍棒））、鋼疾藜戟刀＜こうしつれいげきとう＞（鋼疾藜という、鋼鉄のトゲのついた戟刀）
変形形態／鋼甲形態＜こうこうけいたい＞、鋼鎧装形態＜こうがいそうけいたい＞、撃鋼形態＜げきこうけいたい＞（ヴァルヴァロ）
必殺技／鋼烈滅砕陣＜こうれつめっさいじん＞鋼疾藜骨朶にオーラをためて、地面にたたきつける技。周囲のものを巻き込み、破壊する。／撃鋼突破＜げきこうとっぱ＞撃鋼形態に変形し、相手めがけて突進する技。凄まじい威力で分厚い城壁や敵の布陣を貫き、一気に敵を殲滅する。
BB戦士 No.340、BBW025
魯粛マークIII（ガンダムMk-III）
荒野の天輔星。『BBW創世記』に登場。三璃紗の明日を託せる英雄を探す流浪の軍師で、周瑜の師。江東の虎と謳われる孫堅に興味を持ち、招きに応じて長沙へやって来た。長沙軍の陸戦参謀となるが、かつて厳白虎にも兵法を授けていた。
兵法を軽んじる孫策に、軍師の必要性を説かせるため周瑜を差し向けた。最期は自ら厳白虎の元へ赴き、自身の命と引き換えに孫策と周瑜に「絆の力・断金の情」を教えた。
鄧当ジム
長沙軍の隊長。容姿は部隊兵とほぼ同じで、兜に羽根飾りが付いて髭を生やしている。荊州水軍から追放された呂蒙を見出し、傭兵として雇った。後に董卓軍との戦闘で呂蒙を庇い戦死する。彼の死を目の当たりにした呂蒙は武勇だけでなく兵法を用いる武将として成長することになる。鄧当の兜の羽根飾りは形見として呂蒙の兜に引き継がれている。
なお、原典の三国志における鄧当は呂蒙の義兄に当たる。
周泰ガンダム
殊勲の十二痕。『三国伝外伝・武勇激闘録』に登場。孫家に仕える猛将で、その鎧にはかつて孫権を守った際に受けた十二の傷が残っている。
赤壁の戦い以前、項羽ターンXの噂を聞き、自軍に引き入れるため孫権と共に挑むも力及ばず、攻撃を受けた孫権を庇って傷を負っている。その十二の傷は忠義の証として後の世に語り継がれたとされている。三国伝武将ファイルにて山賊討伐戦の際に危機に陥った孫権を救い、若輩ながら大いに信任を得たという周泰の経歴が語られている。
武器／周刃槍＜しゅうじんそう＞（2本の槍を、繋げて両刃の長い槍にできる）、周刃十字剛槍＜しゅうじんじゅうじごうそう＞（周泰の両肩に普段封印されている刃を周刃槍に合体させた巨大な槍。向かい合った相手からは刃が十字に見える）
必殺技／十字激斬＜じゅうじげきざん＞ 周刃十字剛槍に全体重を乗せて敵に打ち込む技。
BB戦士 No.338（BB戦士 No.252 神槍丸の流用）
丁奉ガンダム
鉄礫の賢将。『三国伝外伝・武勇激闘録』に登場。知力に長けた轟の武将。巨大な槍を振り回す豪腕の持ち主であると同時に、鉄つぶての名手でもある。
公式に演者設定のない『外伝シリーズ』だが、流用キットがガンダムGP04であったために、偶然にもモチーフが孫尚香ガーベラと重複してしまう事態がおきている。
項羽ターンXを捕えるための囮役を務め、甘寧率いる江東強襲水軍の待ち構える地点に項羽を誘導することに成功した。三国伝武将ファイルによると武勇に優れ、轟に侵攻してきた張遼率いる機駕軍との戦いで活躍。張遼に矢傷を負わせ、撤退させるという功績をあげたという。
武器／三尖烈槍＜さんせんれっそう＞（中央の巨大な刃と両側の二つ刃からなる特殊な槍）
必殺技／烈破三尖撃＜れっぱさんせんげき＞三尖烈槍で敵を突き、更に先端を回転させることで絶大な破壊力を持つ。
BB戦士 No.346（BB戦士 No.206 武者ガーベラガンダムの流用）
凌統ガンダム
銀影の若虎。『三国伝外伝・武勇激闘録』に登場。孫権に仕えた参謀の一人。過去に父、凌操を殺したのが同じ軍である元・水賊の甘寧だと知り、彼に対して浅からぬ因縁を持っていたが、戦いの中で恨みから友情へと変わった。
赤壁の戦い後、空白地帯となった荊州に独立勢力を築こうとする項羽ターンXと戦う。三国伝武将ファイルでは轟に侵攻した機駕軍との戦いの際、張遼によって包囲されてしまった孫権を救うため部下とともに奮戦。部下を全員失い、自らも瀕死の重傷を負いながらも、孫権を救ったという逸話が語られている。
外伝には演者設定はないが、元となった武者ガンダムMk-IVからの変更の影響で必然的にガンダムMk-IVの意匠が強く現れている。
史実での甘寧との因縁から、アレックスを演者とする女性武将として本編に登場する案もあったが、実現はしなかった。
武器／白銀十文字槍＜はくぎんじゅうもんじそう＞（中央の巨大な刃と両側の二つ刃からなる特殊な槍）
必殺技／烈火十文字斬＜れっかじゅうもんじざん＞巧みな槍さばきで敵を絡め取り、そのまま十字に切り裂く必殺技。
BB戦士 No.359（BB戦士 武者ガンダムMk-IVの流用）

#### 江東強襲水軍
呂蒙ディジェ（ディジェ）
声 - 森田成一/船木まひと（真三璃紗大戦）
孤高の智将。江東強襲水軍を率いる武将。かつては武勇一辺倒の荒くれ者だったらしく、教養の無さから正規軍を追われ流浪の身となり、傭兵として金で雇われて戦いに参加していたこともあったが、鄧当の戦死と情に溺れ、部隊を全滅させてしまった失敗から兵法を学び「江東強襲水軍の孤高の智将」とまで謳われる侠となる。
『英雄激突編』の予告では、甘寧と共に劉備と敵対する場面があったが、本編においては孫権と協力し荊州軍を撃退した。
『戦神決闘編』では、甘寧と共に蚩尤に洗脳され関羽たちと敵対することになるが、劉備の力によって正気に戻った。
装備しているフルフェイス型の兜は強襲水軍の大将となった際に孫策より授けられた物である。
元になったモビルスーツの設定より、軽装タイプではリック・ディアス風の姿になる。また、そのためほかのモノアイ系MSのキャラと目の形状が異なる。
『BBW』では、甘寧と共に第1話からのエンディング映像で本編より先に先行登場し、本編では第27話から登場し、彼と共に水賊として江東を荒らしまわっていたが、本来の目的は死亡した孫策の配下になることで、それが叶わなくなって半ば自棄になっていた。自分たちを討伐に来た孫尚香、陸遜を捕え、救出に来た孫権と戦うが、孫権に虎の覇気を感じ、彼を鍛えるという名目で配下となる。孫権配下となった後は彼を「大将」と呼び慕い、長江の悪者退治に尽力するなど江東の平和に一役買っている。前述の智将となる前の荒くれ者だった頃の面が強調されており、孫尚香からも「暴れる事しか考えてない」と呆れられた。赤壁の戦いでは甘寧共々神火鳳凰に突っ込んであっさり弾かれてしまったが、無事救出された。
武器／碧斬斧＜へきざんふ＞（バインダー：足場が不安定な船上での戦闘に真価を発揮する戦斧。小振りだが、波をも切り裂く切れ味を誇る。二本を連結して碧斬双戟＜へきざんそうげき＞（ビームナギナタ）にもなる）
必殺技／碧衝烈破＜へきしょうれっぱ＞ 合体させた碧斬斧を凄まじい速さで回転させ、上から一気に振り下ろす技。巨大な戦艦でさえも真っ二つに斬り裂く。
BB戦士 No.312（甘寧ケンプファー、強襲船とのセット）、BBW035（甘寧ケンプファー、強襲船とのセット）
甘寧ケンプファー（ケンプファー）
声 - 寺島拓篤/吉開清人（真三璃紗大戦）
猛き蒼鮫。元は江東一帯を荒していた水賊の頭領だったが、孫策にその海上戦の才を見出され、江東強襲水軍の将となる。軍略に長けているうえに義侠心に篤く、荒くれ揃いの水軍衆からも慕われている。また、水賊時代に凌統の父である凌操を殺めた過去がある。
甘寧の鈴（チェーンマイン）の音が響くとき、戦場には血の雨が降るという。
口調は「〜ぜよ」と、古い土佐弁を話している。
『BBW』では、呂蒙と第1話からのエンディング映像で本編より先に先行登場し、本編では第27話から登場し、彼と共に江東を荒らしまわっていたが、孫権と戦ったのちにその配下となる。
武器／烈鮫牙＜れっこうが＞（鮫の牙のごとく鋭い切れ味を持つ剣）、蒼鮫盾＜そうこうじん＞（三枚の鋭い刃を備え、鮫の姿を模した盾）、蒼烈鮫＜そうれっこう＞（烈鮫牙、蒼鮫盾と鎧が合体してできる、甘寧の良き相棒。体中の鋭いヒレは、敵船の船底をやすやすと切り裂く）
必殺技／鮫牙蒼影斬＜こうがそうえいざん＞ 蒼鮫盾で相手を突き飛ばし、逆手に構えた烈鮫牙で斬り裂く技。その動きはあまりに速く、戦場には蒼い影だけが残るという。
BB戦士 No.312（呂蒙ディジェ、強襲船とのセット）、BBW035（呂蒙ディジェ、強襲船とのセット）、
江東水軍衆（ザクII改（通称水軍衆A）、 ハイゴッグ（通称水軍衆B）、ズゴックE（通称水軍衆C））
水賊出身の猛者達で呂蒙、甘寧の子分。それぞれ基本型の艦、滑空能力を有する艦、水上バイク型の艦を駆る。水軍衆Aは水中戦では無敵を誇るが、陸戦が苦手、水軍衆Bは操舵手としては天下一品の腕前を持ち、水軍衆Cは陸戦から砲撃戦までこなす便利屋であるなど、それぞれ個性的な特徴が為されている。
『BBW』では、バンダナをしていない太史慈の部下も登場し、太史慈と共に孫策軍に助力した。
BB戦士 No.312（呂蒙ディジェ、甘寧ケンプファー、強襲船とのセット）、BBW035（呂蒙ディジェ、甘寧ケンプファー、強襲船とのセット）

#### 長沙四騎衆
黄蓋グフ（グフ）
声 - 今村直樹/船木まひと（真三璃紗大戦）
歴戦の老将軍。孫家の家老衆である「長沙四騎衆」のひとりで、孫一族に長く仕える宿将。老将ながら、鋼鉄の多節棍を鞭のように自在に操る豪傑で、孫堅の代では長沙軍随一の武勇を誇っていた歴戦の猛将。老いて益々壮んな武勇と、主のためなら死をも恐れぬ忠義の心は、他の家臣からの信頼も厚い。
赤壁の戦いにて、荊州水軍の鉄甲艦隊を破るために液体火薬を手に捨て身の特攻を仕掛け、壮絶な死を遂げた。
『BBW』では、四騎衆の中でも一番出番が多く、台詞があるのは彼のみであり、また武将としてよりも、家老としての役割の方が大きかった。赤壁の戦いでは焙烙玉を大量に抱え特攻を仕掛け戦死する。本作では、四騎衆の中で唯一の戦死者となった。
キットでは、襟巻きを装着していない。
武器／鉄砕鞭＜てっさいべん＞（ヒートロッド：各節をはずすことによって、多節棍に変形する特殊な鉄鞭。基本状態である棍棒形態は、あらゆるものを砕く、必殺の一撃を繰り出すことが可能とされる。『BB戦士版』と『BBW』では形状デザインが異なる。）、虎爪盾＜こそうじん＞（シールド+グフカスタムの3連装ガトリング砲：虎が彫りこまれた盾と鋭い爪が一体になった攻防一体の武装）
愛馬／弩台＜どだい＞（ドダイYS）名前は『BBW』で判明。黄蓋は長沙軍で唯一、モノアイタイプの専用騎馬に乗っている。
必殺技／雷虎襲＜らいこしゅう＞『BBW』で追加された技。多節棍をしならせて敵をからめ取り、稲妻を纏わせた虎爪盾で貫く必中の技。
BB戦士 No.411、BBW043
程普ジムカスタム（ジム・カスタム）
長沙四騎衆のひとり。神話や伝説に詳しく、孫堅の参謀的存在。あらゆる知識に精通し、知恵者として用兵にも優れ、周瑜からも一目置かれる老練な戦上手。
『BBW』では、黄蓋の出番が多かったため彼を含め韓当、祖茂と共に最後まで喋らなかった。
武器／鉄脊蛇矛＜てっせきだぼう＞（ジム・ライフル）
韓当ジムキャノンII（ジム・キャノンII）
長沙四騎衆のひとりで、礼節を重んじる古参の勇将。戦場での判断は常に冷静沈着で、軍法にも厳格で義に厚い武士の鑑。
武器／弓矢（ビームキャノン）、薙刀（ビームサーベル）
祖茂パワードジム（パワード・ジム）
江東の古豪。長沙四騎衆のひとりで、幾度のも死線をくぐり抜けてきた勇敢な武将。戦では先鋒を務め、二刀流で敵陣に斬り込む。激しい気性と、四騎衆随一の忠誠心を併せ持ち、孫堅が最も信頼したとも言われる。
呂布の攻撃から孫堅を庇って重傷を負う（コミックボンボン版では孫堅が戦死した後に彼も孫権に看取られる形で息絶えた）。
『BBW』では、董卓討伐後も生存している。
武器／短剣（双剣）

### 董卓軍
三璃紗全土で暴虐の限りを尽くす悪の軍団。演者モチーフは『新機動戦記ガンダムW』の敵系＆他作品の敵役MS。
董卓ザク（ザクI）
声 - 小村哲生
暴虐の太師。董卓軍の頭領。非常に傲慢で目的のためには手段を選ばない、悪辣非道な男。黄巾の乱鎮圧の功績から権力の座にのし上がり、時の皇帝"霊帝"を呂布に殺害させ、聖印「玉璽」を強奪し自ら「太師」と名乗る。都を支配して暴虐の限りを尽くし、三璃紗を戦乱の渦に陥れた張本人。
六門煉獄鎧を使って呂布隊諸共反董卓軍を倒そうとし、劉備と呂布が自分の野望の妨げになるとして二人を攻撃するが、怒りに燃えた劉備の発動させた天玉鎧“蒼龍”により倒される。辛うじて生き残り地下からの脱出を試みるが、その場で呂布に遭遇し、彼の手で討ち取られた。
『コミックワールド』では瀕死の重傷を負った孫権の呼び覚ました天玉鎧“弩虎”の攻撃に巻き込まれて倒されている。
初期PVでは、彼もまた郭嘉同様に蚩尤の尖兵である事を匂わせるシーンが描かれていた。
『BBW』では、曹操達が黄巾賊を討伐している間に、雒陽での権力争いを征して皇帝を暗殺する。曹操に暗殺されそうになったが、呂布に守られ事無きを得た。その後、最終決戦の場である郿宇城にて李儒と組み、敵味方関係のない無差別攻撃を企て、弩弓乱射砲を使用する。さらに劉備もろとも倒そうと追い討ちをかけるように滅殺爆煉弾を発射し呂布の仲間である貂蝉と張遼を攻撃し（後に無事であったことが判明した）、この事が呂布の怒りを買う事となり、玉璽の力によって出現した天玉鎧・真武を纏った呂布により郿宇城ごと消滅した。
『BBW創世記』では、霊帝が存命の頃から政治の実権を握っていた。また、呂布同様「魂の声」を感じたり、（孫堅や馬騰と共に）十常侍暗殺の首謀者が曹操である事に感づくなど、実力の高さも覗かせている。
なお、脚部にはキャタピラのような意匠があるが、これは本作の企画の際に『コマンド戦記』側のモビルシチズンという設定として検討されていた時の名残である。
武器／六門煉獄鎧＜ろくもんれんごくがい＞（ジュアッグの3連装ロケットランチャー：董卓の邪悪な闘気を瘴気弾として発射する大筒）
必殺技／滅殺爆煉弾＜めっさつばくれんだん＞名前は『BBW』で判明。玉璽から放たれる闇のオーラを両腕の大砲に充填し、暗黒瘴気弾として敵めがけて一斉に発射する超絶奥義。
BB戦士 No.407、BBW011
李儒シャッコー（リグ・シャッコー（近衛師団仕様））
声 - 喜山茂雄
最凶軍師。董卓軍筆頭軍師であり、董卓の懐刀とも言うべき極悪軍師。陰険かつ狂的な性格の下劣漢で、仲間の犠牲も厭わない策略を考え、その血も涙もない策略には、味方の武将ですら震え上がると言う。その性格上、徐晃や呂布とは折り合いが悪い。
虎牢城が陥落すると雒陽からの撤退を董卓に進言。反董卓軍に都を明け渡すまいと、住民ごと雒陽を焼き尽くさせた。
反董卓軍との最終決戦においては弩弓連射で最前線の呂布隊も巻き込むことを承知の上で反董卓軍を倒そうとするが、その卑劣な策略に加え、人命を軽蔑した上で兵士たちが倒される様子を狂い笑いながら絶賛したことで激昂した徐晃により斬殺された。
その軍略は冷酷非情だが、軍師としての智謀の冴えは本物であり、李儒の知略は呂布の武勇と並んで董卓の覇道の原動力となった。
『BBW』では、天玉鎧・真武を纏った呂布の攻撃の巻き添えを食らい消滅した。また、彼も玉璽の闇の力に飲み込まれたような描写がある。
演者はシャッコーであるが、頭部や肩の形状が、近衛師団仕様リグ・シャッコーをモチーフとしている。また名前はリグ・シャッコーの母音音素が一致している掛詞（シャレ）にもなっている。
武器／鞭（メタルウィップ：右肩に円錐状に収納されている隠し鞭）
華雄ザンネック（ザンネック）
声 - 石川ひろあき/山口りゅう（真三璃紗大戦）
首斬りの戟刀。岩を真っ二つにする切れ味を持つ超長尺の戟刀「斬馬戟」を持つ。敵の首を刎ねては快感を覚えるなど残忍な一面があり、投降した捕虜や背いた部下をも斬殺する事もあったという。また、処刑は彼自身が担当している。その危険な性格から「首斬り華雄」とも呼ばれ、敵だけでなく味方からも恐れられていた。
虎牢城戦で典韋を圧倒したことで気を良くし、援護に駆けつけた劉備率いる幽州義勇軍と戦う前に曹操によって一撃で倒されるという、傲岸不遜な性格が災いした最期を迎えた。電撃ホビーマガジン掲載の『三国伝武将ファイル』によれば、兵卒として呂布隊に所属していた時期があり、そこで武功を挙げ、虎牢城戦の時期には将軍まで出世していたとされる。
死後に公式サイトを通じて、関羽や孫堅といった原典において縁のある人物でなく曹操に一撃で倒されたことに悪態をついていた。
『BBW』では反董卓軍野営地で袁紹を討ち取ろうとしたが、幽州義勇軍に阻止され撤退。その後は虎牢関攻略にて孫堅軍と交戦し、一時は孫尚香を追い詰めるも孫権によって動きを封じられたところを孫堅にトドメを刺された。また、やや剽軽な人物として描かれており天守閣から飛び降りようとしたところで踵を柵にひっかけてしまい、そのまま転がり落ちるというコミカルな一面を見せた。
『BBW創世記』では、黄巾の乱以前からの董卓の側近という設定になっている。
二つ名や相手の首を斬る戦い振りは、ギロチンの家系であるファラ・グリフォンとのダブルモチーフになっている。
武器／斬馬戟＜ざんばげき＞（ザンネック・キャノン）
胡軫ギャン（ギャン）
声 - 小山力也/船木まひと（真三璃紗大戦）
鎮江将軍。『超電影版』のオリジナルキャラクター。董卓に仕える武将の一人。呂布に次ぐ「鎮江将軍（ちんこうしょうぐん）」の地位を与えられている。武力、知略ともに優れており、非常にプライドが高く、スマートに敵を倒すことを信念としている。後のテレビシリーズでは孔明のイメージシーン内で登場。
董卓の命令で龍帝剣を奪おうと幽州義勇軍の前に立ち塞がる。劉備たちとの戦闘で、一度は劉備に深手を負わせ、橋を破壊して劉備たちを龍神の滝へ落とすが、董卓に龍帝剣を奪ってこなかったことを咎められる。そして馬超の村を襲撃し劉備を追い詰め圧倒するが、劉備の三位一体真龍斬を受け敗れ去った。
『BBW創世記』では、華雄と共に董卓の側近として登場した。
「胡軫ギャン」という名前自体は、アニメ化される前の『三国伝武将ファイル』にも登場している。反董卓連合軍との戦いでは華雄ザンネックの副将として参戦していたが、孫堅ゼフィランサス配下の程普ジムカスタムに討ち取られたとされている。
武器／撃鋭牙＜げきえいが＞（ビームサーベル：つるはし状の柄の長い武器。さらに先端が槍になっており、取り外して短剣にもなる。名前の由来は劇と映画から）、鋭牙盤＜えいがばん＞（シールド：三枚の刃が隠された攻防一体の盾。名前の由来は映画版から）
必殺技／鋭牙激情斬＜えいがげきじょうざん＞名前の由来は映画劇場から。／鋭牙殺影斬＜えいがさつえいざん＞。撃鋭牙と鋭牙盤が合体した最強の武器形態から、三枚の刃が展開し回転しながら盾が飛んでくる恐ろしい技。名前の由来は映画撮影から。
BB戦士 No.405、BBW004
董卓軍部隊兵（ザクI）
声 - 白熊寛嗣
董卓の配下の一般兵。黄巾賊ほどではないが荒くれ者が多く、董卓や呂布の威光をかさに暴れている者も多い。『BBW』では、董卓の死後、その殆どが曹操配下になった。
資料では演者をザクIとしているが、首下に動力パイプのディテールが見られるなど、ギャバン・グーニー専用ボルジャーノンの特徴がみられる。キット購入者にプレゼントされる大陸限定（中国・台湾・韓国）のキャンペーン品として、簡易キットが立体化されたが、同時にラインナップされているジムとの金型流用上の都合から、先に発表されたイラストとはデザインが異なっている。

#### 呂布隊
呂布率いる部隊で、虎牢城の防衛部隊。『BBW』では、董卓軍の崩壊後は袁術や袁紹の元に身を寄せつつ独自の行動を取っている。
呂布トールギス（トールギス）
声 - 宮内敦士
戦慄の暴将。字は「奉先」。董卓軍の武将で、天下にその名を轟かせる一騎当千の強者。血を滾らせるより強い相手との戦いを求めて、董卓軍に加わり大将軍に任ぜられる。弱者には容赦はなく、隊長だった張三兄弟が敗れた黄巾隊を容赦なく切り捨てるなど冷酷なところがあるが、魂を滾らせる戦いを冒涜されることを嫌い、貂蝉の横槍や董卓の無差別攻撃に対しては怒りを見せたほか『BBW』では、後述のように敗走する劉備たちを追撃するよう命じた袁術の命令を無視するなど戦闘力を失った相手には必要以上の追撃は好まないようである。何者にも囚われず、ひたすら強さのみを追求する、三璃紗最強の侠。
他者に対してはあくまで非情だが、呂布隊の武将とは精神的な繋がりがある。また、所属は異なるが徐晃とも互いに認め合っていた描写がある。
『漫画版』では孫権の弩虎により重傷を負いながらも劉備たちと再び対決するが、李儒や董卓の無差別攻撃により部下達を失い、董卓からは既に「自分の野望の妨げとなる邪魔者」として警戒され見切りをつけられていた。劉備との一騎討ちの中で、二人を狙った董卓の砲撃から劉備を庇い、「貴様を倒すのは俺だ」と言い残して倒れる。その後、劉備ガンダムの攻撃から辛うじて生き残り、地下から逃げ出そうとした董卓に対してトドメを刺し、仮面の外れた素顔を僅かに見せて誰にも知られる事なく貂蝉の形見の胡蝶と共に姿を消した。後の展開を考えるとまるで大地へと還っていったとも思える描写となっている。
『コミックワールド』では曹操と援軍である夏侯惇、夏侯淵兄弟との戦闘中に孫権の天玉鎧“弩虎”の攻撃に巻き込まれ行方不明となる。
必殺技を出す時に発する「魂ィィ!!」が口癖。また、正義の概念に関しては「力こそが正義」だと断言して憚らない。
『BBW』では董卓の暗殺を試みた曹操と交戦し、互角の戦いを繰り広げたが勝負は預けられた。虎牢関の戦いで夏侯兄弟を圧倒し、曹操と再戦。そして、劉備たち幽州義勇軍と交戦し圧倒するが、その隙に反董卓連合軍によって虎牢関を落とされてしまい、撤退を余儀なくされる。雒陽にて董卓を追い詰めた孫堅を返り討ちにした。その後、郿宇城で反董卓連合軍との最後の戦いに臨み、劉備、曹操、孫策の3人を相手に互角の戦いを繰り広げるも李儒や董卓の無差別攻撃により邪魔され、董卓の滅殺爆煉弾によって、貂蝉や張遼も倒れる。魂を叫ぶ戦いを愚弄した董卓に憤慨し、その怒りから玉璽より忘れ去られし第四の天玉鎧・真武を目覚めさせ、董卓を討った後に姿を消したが、倒れていたところを袁術に拾われ、袁術軍配下となった。許昌に城を築き上げた曹操軍の前に現れ、曹操と交戦しその右肩の鎧を破壊するなどさらに強くなった事を見せつける。そして、袁術とともに徐州を襲撃し、張飛を敗退させたが、「敗者に追い討ちをかけるのは趣味ではない」として敗走する劉備たちを見逃している。寿春での戦いでは孫策を激闘の末に討ち取るが、その後の戦闘には参加していない。また、孫策の攻撃により仮面の半分を割られ、素顔をわずかに露見した。易京楼の戦いでは、公孫瓚との一騎討ちに勝利し、官渡の戦いでは、曹操軍に渡った張遼と関羽と交戦した。そして、天玉鎧・炎鳳を目覚めさせた曹操と戦うが力闘及ばず自分の命を感じながら貂蝉と共に散っていった。
『漫画版』では劉備と対決する事が多かったのに対し、『BBW』では曹操と対決する事が多い。
『BBW創世記』では丁原の養子として登場。地下牢にて暴走した馬騰と交戦するが、丁原に戦いを止められたことに激怒し彼を斬り捨てた。また、丁原の必殺技の名称は呂布と類似しており、一連の技は彼から教わった技だと思われる。
前述にあるような圧倒的な武力とその戦い振りは、SDガンダムシリーズでのトールギスに共通するものである。
なお、『三国伝』の企画当初は仮面のデザインが異なっていた。キットではトールギスIII状の普段の顔と、トールギス状の素顔を選択できる。
雑誌媒体などで演者はトールギスとなっているが、デザインラインはトールギスIIIが主体となっている。
武器／破塵戟＜はじんげき＞（メガキャノン+ヒートロッド内蔵シールド：呂布の身の丈を遥かに超える巨大な武器。その強烈な一撃に砕けぬものはない）
愛馬／戦馬・赤兎馬＜せきとば＞共に数々の戦場を駆ける、呂布の愛馬。「人中の呂布 馬中の赤兎」と謳われるほどの名馬であり、呂布と共に戦場を駆ける。戦輪形態＜バイクモード＞に変形することができる。
必殺技／旋風大烈斬＜せんぷうだいれつざん＞ 破塵戟を頭上で回転させ、凄まじい暴風を巻き起こしながら敵を斬りつける、防御不能の大技。／旋風爆裂衝＜せんぷうばくれつしょう＞ 破塵戟を地面に突き立て、発生させた衝撃波で向かう敵をことごとく粉砕する恐るべき技。／暴風激烈斬＜ぼうふうげきれつざん＞ 『BBW』で追加された技。上空で発生させた竜巻を破塵戟に纏わせて、敵に向かって投げつける旋風大烈斬の強化版とも言える技。／旋風迅雷爆裂衝＜せんぷうじんらいばくれつしょう＞
BB戦士 No.306（赤兎馬、天玉鎧とのセット）BBW012（赤兎馬、天玉鎧・真武とのセット）
共に、ガンダムタイプ以外では異例となる￥2,100の高額キットでの発売になった。
玄武装 呂布トールギス（トールギスIII）
黒曜の闘神。天下にその名を轟かせる、一騎当千の豪将。
神話の時代、蚩尤を封印したとされる三侯。だがその歴史の裏には、蚩尤と共に封印された英雄がいた。反董卓連合軍との決戦以降は行方不明となっていたが、失われた四神の一人「武義」の魂によって北方の天の刃として覚醒し、天玉鎧・真武と共に帰ってきた。
劉備、曹操、孫権と共に司馬懿を倒した後、玄武となり、天に昇っていったようにも描かれたが、詳細は不明。
キットでは二十二箇所の関節を持つBB戦士屈指の可動モデルとなっている。また、眼の色は京紫から緑に変更されている。
武器／方天武戟＜ほうてんぶげき＞（ドーバーガン）、霊亀甲盾＜れいきこうじん＞（シールド：霊獣・玄武の甲羅に匹敵する強度を誇る盾）
必殺技／天武大烈斬＜てんぶだいれつざん＞天の力を宿した、全てを無に帰す技。／武幻爆裂衝＜むげんばくれつしょう＞大地を割り、あらゆる敵を砕く技。
BB戦士 No.357
プロヴィデンス呂布トールギス（プロヴィデンスガンダム）
『BB戦士三国伝 LEGEND BB』にて呂布が光の欠片に眠る真武の神器の力で進化した姿。四凶によって操られ他の神器を奪おうと暴れまわるが、劉備の助けで正気を取り戻し、再び共闘する。
軽装時での額のレリーフはラウ・ル・クルーゼの仮面をモチーフにしている。
武器／方天破塵戟＜ほうてんはじんげき＞（ユーディキウム・ライフル：真武の神器の力で、方天武戟がさらなる進化を遂げた姿。身の丈を越える巨大な武器で、あらゆるものを砕くといわれる）、亀光盾＜きこうじん＞（複合防盾システム：玄武の甲羅のような輝きを持つ盾。神器の刃（ドラグーンシステム）を装着することで攻撃武器ともなる攻防一体の武器）
貂蝉キュベレイ（AMX-004 キュベレイ）
声 - 恒松あゆみ/嶋村侑（真三璃紗大戦）
麗しき女将軍。呂布に従う将軍の中で唯一の女傑。愛する呂布の補佐役として、自らも鉄扇を取って華麗に戦場に舞う。皆から恐れられる呂布のたった一人の理解者であり、呂布のことを親しみを込め字で呼ぶ。
董卓の放った滅殺爆煉弾により吹き飛ばされた呂布の元に駆けつけたが、飛んできた弩弓連射の矢に刺され戦死した。また、死の間際に胡蝶を飛ばし、呂布をサポートした。
『BBW』では、眼の色が黒から桃色に変更され、よりキュベレイのモノアイに近いデザインになった。郿宇城にて、張遼と共に董卓の滅殺爆煉弾から呂布を庇い戦死したかに思われたが、許昌に城を築き上げた曹操軍の前に呂布と共に再び現れた。官渡の戦いでは天玉鎧・炎鳳を目覚めさせた曹操と戦う呂布を、陳宮や高順と共に援護するが曹操の攻撃から呂布を庇うようにして死亡した。
『BBW創世記』では、王允の愛娘として登場。才色兼備で淑やかな乙女だが、武芸の才にも秀でており、朝廷の荒廃をよしとしない王允を支えようとしていた。また、この頃の呂布に対しては、出会った当初は恐怖感を持っていた。人質にとられた王允を前にし、苦悩した末王允を殺害、以降は呂布と共に修羅の道を歩んだ経緯が描かれた。
武器／胡蝶扇＜こちょうせん＞（ビームサーベル：鮮やかな牡丹が描かれた大柄の2本の鉄扇）、胡蝶＜こちょう＞（飛び道具）
必殺技／胡蝶乱舞＜こちょうみだれまい＞名前は『BBW』で判明。胡蝶扇を持って怪しく舞い、相手を幻惑する技。無数の胡蝶を使って、敵を爆破することもできる。
BB戦士 No.412
高順ヴァイエイト（ヴァイエイト）
声 - 宮崎寛務/吉開清人（真三璃紗大戦）
最強の矛を自称する。呂布の副将で、虎牢城左軍校尉。寡黙だが勇猛果敢な性格で、呂布の武に惚れ込み忠義を尽くす。単騎での先駆けも好むなど、呂布隊の切り込み隊長的存在でもある。
李儒の放った弩弓連射によって陳宮と共に瀕死の重傷を負いながらも夏侯兄弟に挑むが、力及ばず戦死する。しかし、夏侯惇の左眼を失明させた。『コミックワールド』では劉備と張飛に隙を突かれ倒された。
『BBW』では董卓討伐後も生き延びており、許昌に城を築き上げた曹操軍の前に呂布と共に現れた。官渡の戦いでは天玉鎧・炎鳳を目覚めさせた曹操と戦う呂布に自らの鋼撲棍を差し出し、貂蝉や陳宮と共に援護するが、曹操の「天鳳華焔斬」の炎に陳宮と共に巻き込まれ戦死した。
武器／鋼撲棍＜こうぼくこん＞（ビームキャノン）、盾（ジェネレーター）
必殺技／陥陣営＜かんじんえい＞鋼撲棍による必殺の一撃を叩き込む技。高順がこの技を使えば必ず敵陣営を陥落させたという伝説から名付けられた。発動までの溜め時間が長く、隙を作ってしまうのが難点だったが、陳宮がその弱点を補うことで完璧な技へと昇華した。／鋼棍旋撃＜こうこんせんげき＞『BBW』で追加された、陥陣営の応用技。
陳宮メリクリウス（メリクリウス）
声 - 仲村水希/小野友樹（真三璃紗大戦）
最強の盾を自称する。呂布の副将で、虎牢城右軍校尉。冷静沈着な性格で、用兵術や戦術眼に優れ、特に攻勢よりも守勢において力を発揮する。知略にも通じ、呂布隊の軍師的存在でもある。
李儒の放った弩弓連射によって高順と共に瀕死の重傷を負いながらも夏侯兄弟に挑むが、力及ばず戦死。コミックワールドでは劉備と張飛に隙を突かれ倒された。『三国伝武将ファイル』によれば曹操と旧知であり、呂布隊の頭脳とも言える陳宮の存在を曹操は最も警戒していたという。
『BBW』では虎牢関にて「火走りの計」で曹操軍を焼き尽くそうとしたが、司馬懿の「焔獄捻転の計」によって炎を押し戻され敗れる。董卓討伐後も生き延びており許昌に城を築き上げた曹操軍の前に呂布と共に現れた。官渡の戦いでは天玉鎧・炎鳳を目覚めさせた曹操と戦う呂布を、貂蝉や高順と共に援護するが、曹操の「天鳳華焔斬」の炎に高順と共に巻き込まれ戦死した。
武器／飛星刃＜ひせいじん＞（プラネイトディフェンサー）
必殺技／邪猟圏＜じゃりょうけん＞遠距離から飛び道具を放ち、敵を牽制する技。高順のサポート・連携技としての意味合いも強い。／飛星発破＜ひせいはっぱ＞『BBW』で追加された、邪猟圏の応用技。
呂布隊部隊兵（リーオー）
『コミックワールド』に登場した、呂布の配下の一般兵。

#### 黄巾隊
張三兄弟率いる部隊。年表によると『三国志演義』と同様に黄巾の乱を起こしたとされており、既に乱の終結した後となる劇中では「黄巾隊」として董卓軍に吸収されている。『BBW』の設定では、董卓軍に討伐される前の段階に変更されており、「黄巾賊」として三璃紗各地を荒らしまわっていた。
張三兄弟
張角、張宝、張梁の三人兄弟で黄巾隊の隊長。3人ともオカマじみた言葉で喋る。村を襲い、関羽に濡れ衣を着せた。最後の切り札として黄天へと合身することが可能。合体前後とも全てパプテマス・シロッコが製造したジュピトリス製の機体がモチーフとなっている。
張角パラスアテネ（パラス・アテネ）
声 - 白熊寛嗣
天公将軍を名乗る。 張三兄弟長男。天候を操る仙術を得意とする。黄天の首となる。
『BBW』では、朱儁率いる討伐隊により本拠地を包囲されるが脱出した。また、脱出している最中に朱儁に妖術を使って攻撃している。
武器／杖（2連装ビームライフル）
張宝ボリノークサマーン（ボリノーク・サマーン）
声 - 石川ひろあき
地公将軍を名乗る。 張三兄弟次男。地震を起こす方術を得意とする。黄天の上半身となる。
武器／盾（クローシールド）
張梁メッサーラ（メッサーラ）
声 -水島大宙
人公将軍を名乗る。 張三兄弟三男。人を惑わす妖術を得意とする。鴻夫人に化け、張飛に関羽を倒させようとし、その隙に二人を始末しようとした。黄天の下半身となる。
『BBW』では、多くの部隊兵を引き連れて劉備たちのいる村を襲撃しようとしたが、劉備たちに阻止され撤退する。
武器／斧（ビームサーベル）
黄天ジ・オ（ジ・O）
声 - 白熊寛嗣、石川ひろあき、水島大宙
張三兄弟が「太平要術、木星合身!!」の掛け声とともに合体した姿。天地人を揺るがす凄まじい実力を持っているとされる。決め台詞は「蒼天已死!!黄天當立!!」。
激闘の末、最期は劉備たちに倒された。
『BBW』では、妖術を駆使して劉備たちを圧倒するが、劉備の三位一体星龍斬を受け敗れ去った。
武器／黄天戟＜こうてんげき＞
黄巾賊部隊兵（ザクI）
声 - 園部好德、澤田将考、宮崎寛務、青木強 他
黄巾賊の一般兵。『コミックボンボン』版での黄巾隊雑兵は、頭部に黄色い頭巾を巻いている。

#### 先遣部隊
馬元義率いる部隊。『BBW』では董卓軍ではなく、黄巾賊に組する部隊として扱われている。
馬元義ザク（ザクI）
声 - 杉野博臣
董卓軍先遣部隊の隊長で、董卓の配下。龍帝剣の捜索という密命を受けて、幽州にやってきた。龍帝剣を手にした劉備に敗れる。
『BBW』では黄巾賊の隊長の一人として登場。盧植が率いる討伐隊と交戦し、盧植に致命傷を負わせ、駆け付けた劉備を圧倒したが覚醒した龍帝剣による斬撃を受け敗死した。
演者はザクIであるが、カラーリングはハイザックに準じている。

### 冀州軍（袁紹軍）
袁紹バウ（バウ）
声 - 秋元羊介
河北の雄。代々将軍を務める冀州の名門・袁家の現当主で、天下を狙う野心家。幽州攻略で公孫瓚軍の投降を受け容れず、皆殺しにするなど尊大かつ冷酷な性格の持ち主。主君としての才覚はそれなりに持ち合わせているが、自らの出自を鼻にかけており、家柄や名誉に固執するあまり、張郃などの進言に耳を貸そうとしないなど、優柔不断で猜疑心が強い。
その圧倒的な財力と名声を背景に反董卓連合軍の盟主に就任したが、虎牢城の戦いでは本陣から出てこなかったようである。第一部ラストで劉備が董卓の元から召喚した聖印「玉璽」は、最終的に盟主である彼に渡された。玉璽を袁紹に渡した司馬懿は「黙示録」を成就させる序曲らしき発言をしている。
その後河北一帯を支配下に置き、官渡にて曹操軍との決戦に臨むが、曹操の前に敗死する。
『BBW』では、劉備たちの反董卓軍への参加を認めようとしなかったが、華雄の襲撃を退けたことで参加を認めた。しかし雒陽において袁術に先を越された事に立腹した上、玉璽に魅了されるあまり幽州軍までもが玉璽に目が眩んで裏切ったと勘違いし、進軍を開始したが趙雲によって阻止される。冀州にて劉備たちと再会し、袁術を止めて欲しいと求められるが、曹操同様「武による三璃紗統一」を望んでおり劉備の救援を拒否した。その裏では孫策、曹操、袁術の共倒れを狙い玉璽を強奪する「三虎競食の計」を企てていた。また、この頃から兄弟仲は冷めており、第26話で落ち延びてきた袁術を「玉璽を持つ資格がない者に用はない」と見捨てている。袁術の死後は、玉璽と十極呪導鎧を手に入れ、領土拡大を目指し百万の大軍を率い幽州攻略を開始し、圧倒的な物量と田豊や沮授、呂布隊の活躍により公孫瓚を追い詰める。そして、張遼の提案により公孫瓚の降伏を一旦は承諾するが元より降伏を受け入れる気はなく、武装解除した丸腰の公孫瓚らを殺害する。性格面では仲間との絆を尊重する劉備たちの信念を「何が絆だ」「下らない友達ごっこ」と一蹴したり、自分の部隊が捨て駒にされたことに憤る張郃に「閣下に叛く者が現れる」という警告を「敵も味方も関係ない!」「自身に従わないものは皆殺しにする」として意にも介さないなどケロケロエース版『英雄激突編』以上に冷酷非情な性格が強調されている。また、第9話では袁術と共に『機動武闘伝Gガンダム』の石破ラブラブ天驚拳の動きを披露するといったコミカルな面を見せていた。
『BBW創世記』では、司隷校尉として十常侍直属の武装警察のトップに就任したが、曹操の計略で十常侍の暗殺計画に協力させられ、事件後は大将軍に出世した。曹操とは、お互いを利用し合う油断ならない関係だが、一方で奇妙な友情も存在する「腐れ縁」ともいえる間柄であった。
前述のような傲慢かつ猜疑心の強い性格や行動が、張郃を始めとした有能な武将を活かし切れず、趙雲や張遼の離反する要因となるなど、民衆や兵卒からの人望は薄く、自身とは逆に身分が低いのに人望が厚い曹操を憎んでいたとされている。
武器／飛紅剣＜ひこうけん＞（誇り高き袁家の当主に代々受け継がれてきた、両刃が黄金に輝く剣）、龍紫尾＜りゅうしび＞（百万ともいわれる冀州軍の兵たちを、縦横無尽に指揮する采配）、弓（ビームライフル）
必殺技／袁琉闘舞・血冥斬＜えんりゅうとうぶ・けつめいざん＞『BBW』で追加された技。飛紅剣に染み込んだ敵の血が、闇の怨念となって敵に襲いかかる必殺技。冥界の声を聞いた者は、恐怖の中で絶命するという。名称は、「流派東方不敗」を意識したものになっている。
BB戦士 No.409、BBW030
袁紹バウ 龍飛形態
『BBW』に登場。玉璽の力を得た袁紹が、十極呪導鎧と地獄に彷徨う袁術の魂と合体した姿。腕が4本に増加し、「龍」のごとき強さを誇り、飛行能力まで持つ魔神。身体の一部に、袁術の腕と下半身が雑じり、彼の武器である飛双刀と飛旋棍も使用する。
官渡の戦いで、頼みの綱の呂布が関羽と張遼に足止めされ、さらに背後から劉備達の奇襲を受け焦った袁紹が、第38話で田豊の制止を聞かず玉璽に手を伸ばした瞬間、玉璽の闇に飲まれてこの姿になった。圧倒的な力で曹操を追い詰めるものの、天玉鎧・炎鳳を目覚めさせた曹操の「焔神昴」を受け、「み、三璃紗の帝王が叶わぬなら、地獄の帝王になってみせるわ!!」と言い残し、高笑いとともに燃え尽き、その際に骨が見えており、登場キャラの中で唯一凄惨な戦死を遂げている。
武器／飛紅剣＜ひこうけん＞、飛双刀＜ひそうとう＞、飛旋棍＜ひせんこん＞
必殺技／袁琉闘舞・四坤の型＜えんりゅうとうぶ・しこんのかた＞飛紅剣と飛双刀、飛旋棍から、獣の顔した四つの塊を敵に放つ技。／紹術地獄炎＜しょうじゅつじごくえん＞邪悪な気がまとまった巨大な炎の球を放つ技。
BBW030+024
田豊ガルスJ（ガルスJ）
声 - 白熊寛嗣
袁紹に仕える参謀長で、冀州軍筆頭軍師。冀州の大軍を縦横に指揮する非常に優秀な軍師だが、やや高飛車な物言いが多く、田舎の武将や兵法を見下すなど、袁紹に似て尊大な面がある。地味ながら堅実な采配には定評があり、数々の戦いで袁紹に献策し、その勢力拡大に大いに貢献した。
幽州軍をその兵法と物量で圧倒したが、曹操に敗れ、袁紹と共に戦死した。
『BBW』では、目的のためなら手段を問わず、幽州軍との戦いで張郃部隊を囮にした矢による無差別攻撃を決行し、白馬陣を撃破した。張郃のことを表向きでは信頼する素振りを見せているが、陰では「猪武者」と嘲り馬鹿にしている。官渡の戦いでは第38話で玉璽の力に頼ろうとする袁紹を制止しようとするが聞きいれられず、袁紹が龍飛形態に変化した際の爆風に巻き込まれ死亡した。
前述のように袁紹が弟・袁術と同じように闇に飲み込まれることを危惧するなど、玉璽の力を危険視していたようである。
武器／手甲鉤（フィンガーランチャー）、扇（エネルギーガン：巻物を入れることでその内容を表示する機能を持つ）
顔良ガズアル（ガズアル）
声 - 杉野博臣/山口りゅう（真三璃紗大戦）
冀州右将軍。文醜ガズエルの義兄。文醜と並ぶ、袁家が誇る二枚看板。力に秀でた猛将だが、文醜と共に夏侯兄弟の連携攻撃により戦死した。
『コミックワールド版』では、本陣が曹操軍によって陥落したことに気をとられたところを夏侯淵によって文醜ともども倒された。
『BBW』では顔に髭が生えているデザインになった。文醜と共に冀州に来た劉備たちを不審者と勘違いし交戦しかけるが、袁紹によって止められる。官渡の戦いでは関羽と張遼の連携攻撃の前に敗れ戦死した。
武器／薙刀（ヒートランス）、牛頭剛槍＜ごずごうそう＞（『BBW』）
必殺技／金剛爆炎破＜こんごうばくえんは＞ 文醜との連携技。力に優れる顔良による加速で、技に優れる文醜が突撃を行う。
文醜ガズエル（ガズエル）
声 - 杉崎亮/吉開清人（真三璃紗大戦）
冀州左将軍。顔良ガズアルの義弟。顔良と並ぶ、袁家が誇る二枚看板。技に秀でた猛将だが、顔良と共に夏侯兄弟の連携攻撃により戦死した。
『コミックワールド版』では、顔良と共に夏侯淵によって倒された。
『BBW』では武器に変化があり、馬頭鋭刀という二刀流の刀になっている。また顔良とは違い髭を生やしていない。官渡の戦いでは顔良と共に関羽と張遼の連携攻撃の前に敗れ戦死した。
武器／薙刀（ヒートランス）、馬頭鋭刀＜めずえいとう＞（ビームサーベル：『BBW』）
必殺技／金剛爆炎破＜こんごうばくえんは＞ 顔良との連携技。技に優れる文醜が突撃、力に優れる顔良はその加速役を担う。
沮授Rジャジャ（Rジャジャ）
声 - 喜山茂雄
袁紹軍軍師にして、冀州防衛軍司令。「罠の天才」と呼ばれ、二重三重に張り巡らされた罠が計略の特徴。軍内では筆頭軍師の田豊に次ぐ地位にあり、顔良や文醜よりも格上の存在である。
美しいものを愛で、「美しく〜」「〜美しくない」といった表現を好むが、劣勢と見るや真っ先に逃亡を図り、部下を自身の影武者に仕立てて捨て駒にするなど、その表現とは程遠い人物。官渡の戦いでは罠を駆使し曹操軍の先遣隊を全滅させるが、それらの姦計も関羽と彼を援護する張遼らには通じず、関羽に一刀のもと切り捨てられた。
なお、沮授Rジャジャのデザインは元々袁術Rジャジャとして設定されていたものだが、BB戦士版では袁術の登場が見送られたため、沮授に流用されたという経緯がある。そのため、袁紹バウとの類似点も多く、後に『BBW』で登場する袁術ズサのデザインにも影響を与えている。
『BBW』では、全体の色合いが、演者のRジャジャに近い姿になっている。白馬陣の騎馬の特徴を分析し、田豊と共に張郃部隊を囮にした無差別攻撃を行い白馬陣を撃破した。易京楼の攻略では烏丸の兵を脅迫し、城壁に土嚢を積ませる。そして、土嚢の中の火薬を爆破させ、城壁を破壊した。
武器／剣、扇（ビームサーベル）
袁紹軍部隊兵（ガザD）
『BBW』に登場。袁紹軍の一般兵。袁紹の死後、その一部は曹操軍に吸収された。部隊長は、本来ガザDには存在しない、ハマーン専用ガザCに倣ったカラーリングとなっている。

### 袁術軍
袁術ズサ（ズサ）
声 - 大倉正章/小野友樹（真三璃紗大戦）
寿春の僭帝。『BBW』に登場。袁紹の弟で、冀州軍の副将と袁術軍の大将を務める。口調は慇懃かつ丁寧だが、袁紹同様、名門育ち故に目下の者に対しては尊大な態度で接する。はちみつを入れた壷を常時持ち歩くほどはちみつが大好物。表面上では絶大な権力を持つ袁紹に付き従っているが、裏では彼の事をあまり信頼していない。軍の指揮能力に長けている反面、直接的な戦闘が苦手で華雄に襲撃された時は袁紹より先に逃走している。また、張飛からは「末成り野郎」と呼ばれている。基本的に高慢かつ他力本願な性格の臆病者だが、部下を信用しない袁紹とは異なり、自身の部下には失敗した際は憤慨こそするものの全幅の信頼を寄せているが、それ故に敵軍との戦闘においては紀霊や呂布をはじめとした兵力に依存しきっており、一人では抵抗する術を持たない。
雒陽にて玉璽に魅了され、袁紹を出し抜いて反董卓軍を裏切る。董卓討伐後は偶然にも玉璽を持った呂布を拾って、独立して寿春を治めた。そして、自らを「無敵の皇帝」と称し、三璃紗統一の手始めとして徐州に侵攻し劉備たちを追い詰めたが、曹操によって阻止される。
また、第9話では袁紹と共に『機動武闘伝Gガンダム』の石破ラブラブ天驚拳の動きを披露するといったコミカルな面を見せていた。
袁術ズサ 飛翔形態
袁術が玉璽に呼び出された鎧・十極呪導鎧を身に纏った姿。全体の姿や鎧の一部が、演者のズサに近い姿になり、ズサ・ダインの意匠が見受けられる。
第26話で寿春に攻撃してきた劉備達に追い詰められ、玉璽の闇に飲み込まれてこの姿となり、敵味方問わずに暴れ回る。袁術はこの力を「私の天玉鎧」と言うが、司馬懿は「袁術が、玉璽の闇に飲み込まれた」と語っている。孫堅と孫策の死を「無駄だった」と嘲笑するが、その言動が孫権の怒りを買い、天玉鎧・弩虎を纏った孫権に敗北する。
敗戦後は満身創痍の体を押して冀州に辿り着き、兄の袁紹に頼るが、玉璽に魅了されて出し抜いたことで見捨てられる。衰弱した体で放浪した末、「はちみつ…、舐めたい…。」と呟きながら息絶える。その後、十極呪導鎧は袁紹軍によって保管され、袁紹が玉璽の闇の力に飲み込まれないようにするための受け皿として利用された。
武器／指揮棒、飛双刀＜ひそうとう＞（小型の2本の刃。軽量だが恐ろしく鋭い）、飛旋棍＜ひせんこん＞（霊峰・泰山の岩から削り出したという武器。非常に軽い上、強度は鋼鉄以上といわれる）、飛双旋鎌＜ひそうせんれん＞（飛双刀と飛旋棍を合わせた鎌）、十極呪導鎧＜じっきょくじゅどうがい＞（ミサイルポッド+ブースター：玉璽によって呼び出された鎧。輝く十極の玉が埋め込まれている。瘴気の力を使い、高速移動を可能にする。また、玉璽に覆うように被せると玉璽から放たれる闇の力を封じ込めることができる）
必殺技／双鎌旋風陣＜そうれんせんぷうじん＞頭上にかかげた飛双旋鎌を高速回転させ、真空の刃を飛ばす技。周囲の敵を一瞬で切り裂く。本編では未使用。
BB戦士 No.408、BBW024
紀霊ハンマ・ハンマ（ハンマ・ハンマ）
声 - 勝沼紀義
『BBW』に登場。「最強武将」と豪語する袁術の部下だが、実際は自信過剰かつ短気な性格という印象だけの単細胞であり、それ故に張飛や孫策の挑発に乗ってしまうなど策略に疎い一面がある。玉璽に魅了された袁術の命を受け、孫堅たちの後を追い孫策らと交戦。この行動により孫堅が孤立し、呂布に討ち取られる遠因となり、図らずも呂布と共闘する形となった。
董卓討伐後、水軍を率いて江東に進出した孫策たちと交戦するが、周瑜の策に嵌まり、水軍の艦を奪われてしまう。次第に追い詰められ、竹薮の中に避難しようとした彼は孫尚香と陸遜を襲おうと試みたが、太史慈に阻止され撤退した。
徐州攻略の際は張飛に挑発され挑みかかるが、力量の差からあっけなく吹き飛ばされてしまう。だが徐州自体は袁術の支配下となった。また、張繡と組んで曹操と劉備の暗殺も画策した。
その後、第24話で寿春に攻めてきた孫策軍と再戦する。賈詡の策により孫策を追い詰めるが、孫策の挑発に乗り一騎討ちで敗北。命乞いをするが許されず、「孫堅だけでなく袁術をも裏切ろうとする溝鼠」と蔑まれた後、三尖麗牙で突き刺されて死亡した。
武器／三尖麗牙＜さんせんれいが＞
必殺技／麗牙鋼烈閃＜れいがこうれっせん＞
袁術軍部隊兵（ガザD）
『BBW』に登場。袁術軍の一般兵。カラーリングはガザEに準じている。部隊長はハマーン専用ガザCのカラーリングである。

#### 張繡軍
張繡ブリトヴァ（ブリトヴァ）
声 - 阪口周平
『BBW』に登場。董卓の死後に割拠した群雄の一人で、宛を治める武将。目的の為なら手段を選ばない狡猾な性格。
曹操の理想に感服し、曹操、劉備らを宛の落成式に招待する。しかし、これは両者を亡きものにする罠であり、張繡自身は袁術と組んでいた。典韋や関羽らによって暗殺が失敗すると袁術軍に合流し、第24話での寿春での戦いにも参加するが、孫策軍に裏門を破られると賈詡と共に行方を暗ました（また、袁術を見限ろうとした賈詡を制止したり、去り際に振り向くなど袁術をそれなりに信頼していたことがうかがえる）。
その後の消息は長らく不明であったが、第41話で賈詡と共に再登場し、荊州にて一度は裏切った曹操と再び同盟を結ぶ為の手土産として、関羽の養子にして一番弟子（本編では明かされていない）である関平を人質に劉備達の首を狙ったが、孔明に助けられた劉備の「三位一体星龍斬」により撃破され爆死し、賈詡は逃げ出した。
また自身を「三璃紗の渡り鳥」と自称していたが、賈詡同様、劉備達に忘れられていたが、袁術軍に入っていたことを言ったことで思い出せた。
彼が羽織っているマントは、ブースターパックがモチーフとなっている。
玩具は展開が予定されていない。
武器／鞭（モノフィラメント・ワイヤーカッター〈ヒートワイヤー〉）
張繡軍一般兵（ジェニス）
声 - 喜山茂雄
『BBW』に登場。張繡軍の一般兵。張繡の死後、曹操の傘下になった。

### 幽州軍
公孫瓚イージーエイト（ガンダムEz-8）
声 - 井上悟
白馬将軍。豪族出身の、真面目で実直な劉備の兄弟子。いつも楽天的な性格の劉備に手を焼いているが、責任感が強く、劉備からも良き兄貴分として慕われている。
龍帝剣の在り処をただ一人教えられているなど、師の盧植からの信頼も厚かった。また、龍帝剣の継承者に選ばれたのが弟弟子であっても、師の志を理解し劉備を全力で支えるなど、嫉妬とは無縁の高潔な人柄である。
『風雲豪傑編』では盧植が処刑される前に盧植から伏竜の兵法書を託され、その後は異民族の烏丸との戦いに勝利して父親の後を継いで将軍（太守）に出世、趙雲を部下に持つことになる。なお盧植から託された伏竜の兵法書の内容は「半分も理解できなかった」らしいが、幽州軍が使用する兵法「白馬陣」はその一部であり、見事に使いこなしている。
『英雄激突編』では劉備と再会するが、袁紹軍の幽州攻略では百万の大軍と、田豊の巧みな戦術の前に徐々に追い詰められていく。趙雲に兵法書を託し脱出させた後、民を救うために袁州軍へ投降しようとするが、袁紹は投降を認めず、惨殺された。その死を悟った孔明からは、彼もまた「英雄」であったと評された。
『コミックワールド』では、袁紹軍を打倒した勢いで北方に侵攻してきた曹操軍によって攻め落とされ戦死。わずか1コマで「公孫瓚、憤死！」の一文と共に（初登場と同時に）出番を終了している。
戦場では自ら白馬の騎馬隊を率い「白馬将軍」「白馬長史」と呼ばれる名将である。幽州の太守としても、心優しき為政者として領民から慕われていた。
『BBW』では、劉備と別れた後に反董卓連合軍に参加。野営地にて劉備と再会し、共に虎牢関攻略に向かった。張飛からは、「アニキ（劉備）の兄貴」と呼ばれている。董卓討伐後は父の後を継ぎ幽州の将軍（太守）となり、幽州に攻め込んできた烏丸族を度々撃退していたが、袁紹の侵略に遭い、さらに呂布隊の参戦により兵の大半を失い、自身も呂布との一騎討ちに敗れる。万策尽きた公孫瓚は降伏を決意し、趙雲を城外に逃がした後に呂布隊の張遼の仲立ちで自身の命と引き換えに残兵と民の安全を保障させるが、袁紹に降伏を受け入れる気はなく騙し打ちの形で命を落とした。赤壁の戦いでは、曹操に敗れた劉備の前に魂となって現れ叱咤激励した。
アニメでの幽州騎馬隊が白馬陣を使用する際は、騎馬の側面に車輪を装着して突撃するという、騎馬ブレイカーを模した姿になっている。
キットでの軽装タイプは、演者がイージーエイトであることから陸戦型ガンダムをモチーフとした造形になっている。
武器／麝香尾＜じゃこうび＞（白馬陣を指揮する采配。戦場ではこの采配を手に自ら騎馬隊を率い、数多くの武勲をあげている）、白麟剣＜はくりんけん＞（公孫瓚が将軍となった時、父から受け継いだ剣。盧植の下では劉備と共に剣の修行にも努めた）
必殺技／白馬陣＜はくばじん＞。盧植から受け継いだ秘伝の兵法書に記された戦法。神速の騎馬隊を縦横無尽に操り、敵の大軍を撃破する。
BB戦士 No.406、BBW009
幽州軍部隊兵（ジム）
幽州軍の一般兵。カラーリングは翔軍部隊兵と比べ、装備の金色のラインが白色になっており、ジムヘッドの要素も含まれている。
『BBW』第1話では盧植ジムキャノンの配下として、馬元義の討伐に出陣していた。

### 涼州軍（西涼軍）
馬騰ブルーディスティニー（ブルーディスティニー3号機）
獅子王。西涼の将軍で馬超の父親。息子の馬超と同様に闇の血を引くとされる。『風雲豪傑編』では反董卓連合軍に参加しており、天水から西涼軍を率いて進軍し、西方から長安を攻略していた。
『戦神決闘編』においては既に亡くなったと馬超は語っている。なお息子である馬超と共に反董卓連合軍と董卓軍の最終決戦にも参加していたらしく、劇中未登場だが馬騰とおぼしき姿が幼い馬超の横に描かれている。その姿は馬超と同じ鎧を着ているようにも見える。
『BBW創世記』で、演者と姿が明らかになり、董卓を討伐しようと挙兵したが、張温によって鎮圧され、逆に反逆者として捕らえられてしまった。地下牢にて闇の血に取り込まれて暴走し呂布と交戦するが、自分を庇った丁原の「迅雷大裂斬」を受け正気に戻り、宮廷を脱出した。
単行本では、名称が「馬騰ブルーディスティニー3」となっている。
龐徳イフリート（イフリート）
蒼天の騎獅。馬超の親友で、共に機駕に抵抗する西涼の武将。馬騰や馬超と同じく闇の血を引くとされる。過去に闇の力に飲まれた父（イフリート改）を止めようとしたが、その際に自身も一時的に闇に飲まれ己を見失い、父親ばかりか母親（ジム）と妹（ジム）も殺してしまった事を後悔し続けている。賈詡の手によって闇の力に飲み込まれ、馬超に襲い掛かるが、闇の力に抗う良心が残っていたため、馬超の手を借り自害した。
当初は戦神決闘編の第1話で死亡せず、闇墜ちしたまま魏駕に降り、馬超の最大のライバルとなる案もあった。
武器／篭手、刀
西涼軍部隊兵（デザート・ジム）
『BBW創世記』に登場。西涼軍の一般兵。

### 南方
三璃紗の南に位置するかつて赤流火隠と呼ばれた地域。現在は密林部を中心に孟獲の治める国が存在している。
孟獲ガンダム（ゴッドガンダム/シャイニングガンダム）
声 - 井上悟（真三璃紗大戦）
阿修羅王。古代・赤流火穏の血をひく南方の王。あまりの破壊力に封印されたといわれる不敗の拳法、阿修羅神拳の使い手。光と闇を併せ持つ阿修羅の力は予言に記される「天の刃」の証とも伝えられる。
金剛夜迦と「灼熱金剛合身」することで、阿修羅神拳の威力も爆発的に上がる。
暗黒玉璽によって祝融や仲間たちを洗脳されてしまい、龐統の命令で孔明と戦うが、彼の真意を見抜いた孔明の破邪顕聖によって仲間たちを救われる。その後は孔明とともに龐統と戦った。
『コミックワールド』では孔明を龐統の仲間だと思い込み、攻撃しようとするが後に和解。孔明と協力して龐統を退けた。
公式サイトでは、やたらとマシンロボ クロノスの大逆襲 のパロディを口にしたり、祝融を「融こりん」と呼んでは蹴りを入れられている。
武器／羅睺爪＜らごうそう＞（ゴッドフィンガープロテクター（Gナックル）：阿修羅神拳の使い手のみが使いこなせるという、鋭い切れ味を持った格闘専用の武器）
必殺技／神拳爆砕＜しんけんばくさい＞手の甲につけた羅睺爪で敵の身体を貫き、そのまま内部から拳のオーラで敵を粉砕する必殺技。モチーフは、爆熱ゴッドフィンガー。漫画版での決め台詞は「奥義を受けろ!」。／爆熱金剛拳＜ばくねつこんごうけん＞金剛阿修羅鎧形態で放つことのできる必殺技。手のひらから放つオーラで不断の刃を生み出す拳。実剣でないため、長さや大きさを自由に変えることができる。モチーフは、シャイニングフィンガーソード。／金剛波動拳＜こんごうはどうけん＞手のひらにこめたオーラを、大砲のようにして発射する技。時間をかけて気をためた分だけ威力も増していく。モチーフは、シャイニングショット。／爆熱金剛波動拳＜ばくねつこんごうはどうけん＞／阿修羅転生＜アスラてんしょう＞／阿修羅七方陣＜アスラしちほうじん＞／獅龍阿修羅天翔牙＜しりゅうアスラてんしょうが＞
BB戦士 No.335（祝融ガンダム、巨神象とのセット）
祝融ガンダム（ノーベルガンダム）
声 - 嶋村侑（真三璃紗大戦）
羅刹の女王。孟獲の妻。孟獲と同じく古代赤流火穏の血を受け継いでいる。凄まじい戦闘力を誇り、戦場で祝融の舞を見た敵で、生きていられる者は一人もいないという。
怒りが頂点に達すると髪の毛が逆立ち、暴走形態となる。この時の表情はウォルターガンダムをモチーフとしている。
龐統の暗黒玉璽で洗脳され、暴走状態で孔明たちに襲いかかり、孫尚香や手負いの孔明を追い詰めたが、孔明の破邪顕聖で正気に戻った。
『コミックワールド』では龐統に洗脳され、孔明と孟獲の行く手を阻むが、天翔龍の封印を解いた孔明により正気を取り戻す。
公式サイトでは、孟獲から「融こりん」と呼ばれていることが露呈した。本人は恥ずかしいらしく、呼ばれると容赦なく蹴り飛ばす。
また、『新SD戦国伝 超機動大将軍』においても、赤流火穏国の王女・農鈴＜ノーベル＞が登場している。
武器／夜叉撃剣＜やしゃげきけん＞（投げる事を前提に作られた、祝融のみが使いこなせる飛刀）、羅刹飛翔輪＜らせつひしょうりん＞（ビームフラフープ：夜叉撃剣を合体させ、巨大なブーメランのようにして投げる武器。切れ味・威力は凄まじい）
必殺技／飛翔大閃華＜ひしょうだいせんか＞羅刹飛翔輪をブーメランのように飛ばし、自在に操ることで、全方位から敵を切りつける技。モチーフはノーベルフラフープ。／毘沙門曼陀羅＜びしゃもんまんだら＞怒りが頂点に達し、表情が一変し、髪の毛が逆立った状態での乱舞。その状態での戦闘力は計り知れないという。モチーフはバーサーカーシステム。
BB戦士 No.335（孟獲ガンダム、巨神象とのセット）
金剛夜迦（マンモスガンダム）
古の巨神象。孟獲、祝融に従う意志を持った巨象。主の闘気に応じて象から戦車「金剛戦車」や鎧「金剛阿修羅鎧」に姿を変える。南方に伝わる古代文明の遺産ではないかとも噂される。
『コミックワールド』では孟獲の扱う赤い象の他にも、祝融の青い象、さらに南方牙隊の乗った量産型と思われる緑の象が大量に登場していた。
変形形態／金剛戦車形態（ヒルドルブ）、金剛阿修羅鎧形態
BB戦士 No.335（孟獲ガンダム、祝融ガンダムとのセット）
南方牙隊（ジム）
密林の雄叫び。南方軍に属する一般兵で、兵単体を指す時は南方兵。水に浮く特殊な素材「籐」で作られた盾や鎧を装備し、密林の悪路に対応するために鍛え上げられた馬を駆る、神出鬼没の特殊部隊。ただし「籐」は火に弱いという弱点を持つ。
南方兵の駆る「阿修羅騎馬」は「白銀流星馬」と違い、奇抜なカラーリングはもちろんのこと、茶色で単眼の馬となっている。
武器／牙戟＜がげき＞（密林での使用を想定して作られた戟。とても軽量で扱い易い。突き攻撃にその本領を発揮する）、籐甲牙盾＜とうこうがじん＞（密林での戦いには欠かせない、軽量で水にも浮く盾。つなげる事で強度は増すが、火には弱い）
必殺技／阿修羅七方陣＜アスラしちほうじん＞敵の真正面を除く八方から、全軍で一斉突撃する技。あえて正面に突破口を用意するのは、そこに無敵の阿修羅王が待つからである。ケロケロエース版では、孟獲の個人奥義として描かれている。
BB戦士 No.336（阿修羅騎馬とのセット）（BB戦士 No.324　部隊兵およびBB戦士 No.328　白銀流星馬の成型色・シール等変更品のセット）

#### 南方四天王
兀突骨・朶思大王・木鹿大王・帯来洞主の4人からなる四人衆。モチーフはデビルガンダム四天王。龐統によって闇の力に操られ孔明達を襲った。孔明に敗れるも、暗黒玉璽を使った龐統と合体し異形の怪物（グランドマスターガンダム）となる。
兀突骨ガンダム（マスターガンダム）
南方四天王の一人。武術に優れており、素早さを生かした体術が得意。
マスターガンダムをモチーフとしたキャラクターとしては珍しく、ディスタントクラッシャーをモチーフとした腕や脚が伸びる攻撃も見せている。
木鹿大王ガンダム（グランドガンダム）
南方四天王の一人で、四天王の中で一番の巨漢。巨体を生かしての押しつぶしや大砲から出ている拳を使った攻撃が得意。
朶思大王ガンダム（ガンダムヘブンズソード）
南方四天王の一人で、四天王の中で唯一飛行能力を有する。鸚鵡のような姿に変形することができ、羽を手裏剣のように飛ばす攻撃を得意とする。
帯来洞主ガンダム（ウォルターガンダム）
南方四天王の一人。女口調で喋り、鎧を纏っての体当たり攻撃を得意とする。

### 烏丸族
蹋頓メッメドーザ（メッメドーザ）
声 - 田中一成
烏丸単于。反董卓連合軍の虎牢城攻略中、反乱を起こし幽州軍に敗北してしまい一時休戦を結ぶ。しかし、幽州軍が幽州義勇軍と合流した頃に、軍を再編成。幽州軍に復讐しようとするが、幽州義勇軍の援護と公孫瓚の兵法による趙雲の白馬陣により追い詰められ、趙雲の手で倒された。部下と同じくガザCの意匠の鎧を身に纏っている。
『BBW』では、乱世で各地が弱体化したところを狙い、幽州に攻め込もうとし、大勢の兵で幽州義勇軍を追い詰めたが、援護に駆け付けた国境警備隊によって阻止された。趙雲に撤退するように言い渡されるが、受け入れようとせず不意討ちしようとするも返り討ちにされ敗死した（『キットコミック』では白馬陣をうけ混乱している隙を関羽に攻撃され戦死した）。本作ではデザインが一新され演者であるメッメドーザにより近い意匠となり、柄の悪い関西弁で喋る。
武器／斬馬曲刀＜ざんばきょくとう＞、弓
烏丸一般兵（ガザC）
声 - 樋口智透、島﨑信長
烏丸軍の一般兵。蹋頓の部下。
『BBW』では蹋頓死後も袁紹の後ろ盾によりたびたび幽州の国境を侵していたが、趙雲らの白馬陣により防がれていた。袁紹の幽州侵攻の際に沮授から半ば強制的に易京楼の城壁に土嚢を積むように命じられる。易京楼の守備隊や趙雲により犠牲者を出しながらも城壁にある程度土嚢を積むことに成功した。しかし、土嚢には火薬が詰められており、沮授により火を付けられて城壁諸共爆破された。

### 水賊
胡玉ハイドラ（ハイドラガンダム）
長江付近を荒らす水賊頭領。過去に孫堅の策に敗れ近年は董卓軍の猛威から身を潜めていた。孫家への復讐のため周瑜を人質に取り長沙に進攻するが、父孫堅と同じ策を用いた孫策と長沙軍により圧倒され、逃走を試みたところを孫尚香に討伐される。
ときた洸一による『特別編』でのオリジナルキャラクターだったが、後に『BBW創世記』にも登場した。
水賊レオール（レオール）
水賊の一味と思われるが、団内での立場などの詳細は不明。胡玉の傍にいる姿が僅かに確認できる。
水賊一般兵（ガンダムアスクレプオス）
声 - 勝沼紀義、宮坂俊蔵、杉野博臣
胡玉水賊団の一般兵。周瑜や陸遜の口車にあっさりと乗せられるなど、あまり知性は高くない模様。
他陣営の部隊兵に比べ、一人一人がかなり個性的で表情豊かに描かれており、やや個性の薄いジムやザク等の部隊兵に対し、異彩を放っている。
演者の「アスクレプオス」はガンダム系のMSだが、「接近戦モード」を基にしたデザインであるため、水陸両用モビルスーツをモチーフにした江東水軍兵や荊州水軍兵に近い容姿となっている。
『BBW』では、網引き漁をしていた陸遜に絡んでいたところを孫策たちに阻止され、「この借りは必ず返すからな」と捨て台詞を言いながら逃走する（この後、孫尚香に「借りた物返したこと無いくせに」と言われた）が、太史慈に襲われ、孫策たちに助けを求めつつ逃げ去った。

### 黒山族
張燕ザクR1（高機動型ザクII改 (シン・マツナガ機)）
『BBW創世記』に登場。黒山族首領。割符を狙い、冀州に向かっている張世平たちを襲う。実は曹操の部下で、曹操が反董卓連合軍を設立する為、部下たちと共に山賊の振りをしていた。
演者となった高機動型ザクIIR-1型のカラーリングは、雪国に合わせてシン・マツナガのパーソナルカラーをモチーフとしている。
武器／斧（ヒートホーク）
必殺技／白影狼牙＜はくえいろうが＞斧を地面に刺し、持ち上げた岩を切り刻み、相手に飛ばす。
黒山族一般兵（ザクI）
黒山族の一般兵。張燕の部下。その正体は、董卓の支配から逃れ決起した元官軍の精鋭部隊である曹操軍の特殊部隊である。

### 厳白虎軍
厳白虎ドワッジ（ドワッジ改）
『BBW創世記』に登場。江東の武将で虎錠刀を我が物にしようと弟・厳輿を嗾ける。しかし厳輿が敗死した事を知り、魯粛が自軍を裏切ったことに逆上し魯粛を倒そうと目論んだ。彼の下に赴いてきた魯粛に致命傷を負わせるが、孫策と周瑜の連携攻撃により戦死した。
武器／剣
厳輿ドム・トローペン（ドム・トローペン）
『BBW創世記』に登場。厳白虎の弟で、先遣部隊の部隊長を務める。震天榴を使って周瑜の部隊を圧倒するが、援護に駆け付けた孫策の激鋼重爆突を受け戦死した。
武器／月牙
厳白虎軍部隊兵（ドム）
厳白虎軍の一般兵。

### 楚軍
『翔』等の三国伝独自の架空の名称ではなく、モチーフとなった史実の国「楚」と同じ漢字が使用されている。
項羽ターンX（ターンX）
声 - 北沢力（真三璃紗大戦）
楚の覇王。『BB戦士 三国伝外伝 武勇激闘録』のキーキャラクター。後に『BBW真三璃紗大戦』の「項羽の乱モード」の主人公となる。
400年以上前に滅びた国、『楚』の伝説の英雄"項羽"と同じ名を持つ謎の豪傑。自ら「覇王」を名乗り、楚の国による三璃紗統一を目指したが、劉邦との戦いに敗れ、散った。G記『項羽本紀』には、「その力は山を抜き、気は世を覆い尽くした」と記されている。
一人で軍勢を退けるほどの武勇を持っているが、誰にも仕えようとする気はなく、口笛を吹きながら三璃沙を渡り歩いている。
右腕の覇鉄甲から月光蝶のような衝撃破を放つなど、自身も知らない秘められた力を持っている。
赤壁の戦いが行われた地、荊州が出身らしい。赤壁の戦い後に空白地となった荊州で独立勢力「楚」を旗揚げする。しかし、それを認めようとしない機駕・轟・翔の三国に攻撃される。「四面楚歌」のもと追い詰められ、于禁と張苞と激闘を繰り広げるが、旧知の友であった劉封に討ち取られた。彼の死後は、一輪のヒナゲシが咲いたという。
なお、設定画が後に描き直され、モチーフであるターンXの意匠がより前面にでたデザインへと変更されている。「獄騅刀」の先端の形状も、ターンXのビームライフルと同じ形状に変更された。
実は設定画が発表される遙か以前、BB戦士劉備ガンダム初回限定特典である「武将まるわかりポスター」でのときた洸一による描きおろし漫画のラストシーンにて、項羽ターンXのデザインの雛形となったと思われる謎の武将が描かれていた。
武器／獄騅刀＜ごくすいとう＞（ビームライフル：炎のように揺らめく刃を持つ大剣。その特殊な形状の刀身は敵の鎧を引き裂き、死よりも苦しい痛みを与えるといわれる）、虞美神刀＜ぐびじんとう＞（ビームバズーカ：項羽の背中に背負っている大青龍刀。ヒナゲシの花をあしらった刀身の装飾が、戦いの際には敵の返り血で真紅に輝くという）、覇鉄甲＜はてっこう＞（溶断破砕マニピュレーター：神話の時代から受け継がれてきた手甲。覇鉄甲が輝く時、歴史は黒に染まると伝えられる。その輝きの源は闇の力なのかは不明）
必殺技／拳覇爆碎＜けんはばくさい＞覇鉄甲の輝きと共に、項羽の全闘気を敵に叩きこむ必殺拳。その構えは、阿修羅神拳の使い手の一人である孟獲の必殺技「神拳爆砕」に酷似しているが、項羽が天の刃であったかどうかは定かではない。モチーフは、ターンXのシャイニングフィンガー。
馬謖ガンダム
鮮烈なる俊英。『三国伝外伝・武勇激闘録』に登場。荊州出身の若き天才軍師。その才能は孔明も認めるところであり、自らの後継者として指導している。翔の未来を背負って立つ人物と目されているが、その才能を鼻にかけ時に傲慢な態度が顔をのぞかせることを孔明から心配されている。
赤壁の戦いの際、許褚率いる曹操軍の追手と戦闘中だった項羽ターンXと出会い、自分と手を組もうと勧誘。以後、行動を共にし、翔を裏切り独立勢力「楚」を打ち立てた。楚を認めない三国の攻撃を受け、山頂に布陣するも孤立し、敗北した。その後、項羽に論され単身で脱出した。
武器／巨斬半月刀＜きょざんはんげつとう＞（見た目は巨大だが、軽量で扱いやすい剣）、一刀翔＜いっとうしょう＞（海を渡った別の国で作られた名刀）、白良＜はくりょう＞（一刀翔を手に入れたとき、もれなく付いてきた刀）、翼撃剣＜よくげきけん＞（飛刀と呼ばれる手裏剣の一種）
必殺技／半月爆投陣＜はんげつばくとうじん＞大地に描いた陣に敵を誘い込み、巨斬半月刀で一気に殲滅する攻防一体の戦陣。
BB戦士 No.348（BB戦士 武侍丸の流用）
楚軍部隊兵（ボルジャーノン）
『三国伝外伝・武勇激闘録』に登場する項羽率いる楚軍の一般兵。
ザクやジムなども存在する。

### 朝廷
霊帝ガンダム
声 - 平川大輔
三璃紗の都「雒陽（らくよう）」を治める皇帝。董卓の命令を受けた呂布により暗殺された。
三璃紗全土を巻き込む戦乱の時代は、彼の死から始まった。
ホビージャパン9月号の設定解説にて「どのガンダムにも似せないように」との記述が確認され、公式に演者設定がない唯一の人物となっている。
クロスオーバーの設定としては、『新SD戦国伝』の「頑駄無白龍大帝」の血筋となるため、『新SD戦国伝 地上最強編』の白龍頑駄無のデザインラインが取り入れられており、モチーフは白龍頑駄無であるともいえる。
プロモーションアニメにおいてカラー設定が初めて明かされ、『BBW』第4話の冒頭にも登場した。
『BBW創世記』では、元々龍帝剣は彼が所持していたのだが、扱うことができなかった。そのために十常侍を止めることができず、後年は董卓にも蔑ろにされてしまう。自身の力不足を痛感した彼は、盧植に龍帝剣を託し、それを扱うに相応しい侠を見つけ出すよう頼んだ。
王允ジオング（ジオング）
『BBW創世記』に登場。朝廷の元老で、貂蝉の父親。
霊帝を自分の意のままに操る董卓を危険視し、丁原や張温と共に董卓の暗殺を謀るが、董卓に見破られ牢獄に入れられた。最期は、董卓の策略により馬騰を誘き出すための人質として貂蝉の前に連れ出されるが、苦悩を捨てた貂蝉によって斬首された。
丁原リグ・コンティオ（リグ・コンティオ）
戦慄の雷将。『BBW創世記』に登場。霊帝に仕える智将。呂布の義父で、呂布とは「奉先」「親父殿」と呼び合う。老いたりとはいえ、董卓も警戒するほどの武力の持ち主。
王允らと共に董卓の暴虐を憂えている。独身だった為、跡継ぎにと呂布を養子にしたが、武勇一辺倒にすぎる事に手を焼いているようで貂蝉を預からせて欲しいと度々話していた。
王允から董卓暗殺を託され、呂布と共に董卓を討ち取ろうとする。その後、地下牢にて遭遇した馬騰と交戦する呂布を止めるため、身を呈して馬騰を庇い脱出させるが、この行動に激昂した呂布によって斬り裂かれ、「恐ろしい侠を生んでしまった」の言葉とともに死亡した。
武器／剣、大剣（ヴァリアブル・メガ・ビームランチャー）
必殺技／迅雷大裂斬＜じんらいだいれつざん＞／迅雷爆裂衝＜じんらいばくれつしょう＞／旋風迅雷爆裂衝＜せんぷうじんらいばくれつしょう＞呂布との合体技
張温シュツルム・ディアス（シュツルム・ディアス）
『BBW創世記』に登場。官軍を率いる武将。
馬騰率いる西涼軍を鎮圧するが、董卓の暴虐を目にしたことにより、西涼軍の鎮圧に向かった事を後悔していた。王允らと共に董卓暗殺を謀るが見破られ、特攻を仕掛けるが、董卓が投げ飛ばした胡蝶扇を受けて怯んだところを華雄と胡軫によって斬殺された。
カラーリングは不明であるものの、呂蒙、徐晃、孔明のキットを組み合わせる事で再現可能。
武器／双斧
張譲Gビット（Gビット）
『BBW創世記』に登場。霊帝を蔑ろにして朝廷を支配する「十常侍」の首領。自分たちに反抗する曹操や鮑信たちが所属する雒陽公安隊を警戒しており、彼らを陥れるべく策を練る。しかしその策略も曹操に看破され十常侍は全滅してしまう。最後は曹操に命乞いをするが、受け容れてもらえず首を刎ねられ絶命した。
なお、十常侍の演者は全てGビットである。

#### 朱儁軍
朱儁ザクキャノン（ザクキャノン（連邦軍仕様））
声 - 杉野博臣
『BBW』に登場。黄巾賊討伐隊の指揮官として都から派遣された将軍。プライドは高いが、戦いにおいては少々及び腰。曹操軍と孫堅軍と共に黄巾賊の本拠地を囲い奇襲をかけようとするが、攻撃命令を出すのが遅れた為に曹操と孫堅が先に襲撃してしまう。その後、脱出を図る張三兄弟に本陣を突破され、配下の兵達は逃走し自身も張角の攻撃を受ける。
演者となったザクキャノンのカラーリングは連邦軍仕様カラーをモチーフとしているため、配下の部隊兵（ジム）ともども紫色をイメージカラーとしている。
武器／剣（鞘はキャノン部分となっている）

#### 雒陽公安隊
張邈ガブスレイ（ガブスレイ）
『BBW創世記』に登場。雒陽南部公安隊所属の武将。血気盛んだが、慌て者なところが玉に瑕。曹操とはよき友人だが、彼に手柄を取られ、その都度悔しがることも多い。
曹操らと共に決起し、十常侍を討ち取る。後年の反董卓連合軍にも参加したが、その戦いの中で散ったとされている。
武器／鎌（フェダーインライフル）
鮑信ベルティゴ（ベルティゴ）
『BBW創世記』に登場。雒陽南部公安隊所属の武将で、曹操とは親友兼好敵手である。気性の激しい曹操とは対照的に冷静沈着な性格。実力は曹操には及ばないものの、弱者を思いやる信念は曹操にも引けを取らない。
公安隊などの反抗勢力を潰そうとする十常侍の策略によって、密造の塩を横流しした容疑で逮捕されてしまう。駆けつけた曹操に「己の為すべき事」を説いた後、雒陽宮殿へ連行され斬首刑に架せられた。
武器／斧

### 闇の勢力
蚩尤ノイエ・ジール （ノイエ・ジール）
闇の軍神。神話の時代に三侯が封印した暗黒の化身であり、すべての闇の元凶。魑魅魍魎を従え、三璃紗全土を血に染めたといわれている。
『コミックワールド』にて強襲形態となった孫策に一度粉々に粉砕されるが、バラバラになった状態から孫策を取り込み蚩尤魔装形態となる。
ケロケロエース版『戦神決闘編』では、関平が破壊した合肥要塞付近の闇の大灯台よりすでに合体した状態で出現。関羽との戦いにおいて正体が孫策だと判明し、駆けつけた劉備や関平とも戦いを繰り広げる。
キットでも孫策サイサリスに合体させることで蚩尤魔装形態を再現することができる。
細部のデザインは変更されているが、プロモーション映像第二弾の終盤や、最初期の董卓や郭嘉のシルエットと共にすでに登場していた。
蚩尤ガンダム  （サイコガンダムMk-II）
煉獄の闇。司馬懿によって暗黒玉璽から復活した三璃紗の伝説の最強戦神。
神話の封印から解き放たれた蚩尤は、司馬懿の息子達を生贄とし、最凶最悪の闇の魔神として甦った。
『コミックワールド』では玉璽の結界で動きを封じられ、馬超によって撃破された。
キットでは司馬炎・司馬昭・司馬師・暗黒玉璽・蚩尤の五人が「戦神合身」することで完成する。実際に劇中の描写も近いものではあるものの、「取り込まれた」ため合体とは言い難い表現であった。
武器／逢魔合身刀＜おうまがっしんとう＞（司馬師、司馬昭、司馬炎の武器が暗黒瘴気によって合体したもの。あらゆる光を切り裂く闇の刀）、天魔爆煉砲＜てんまばくれんほう＞（5連装ビーム砲：暗黒玉璽サイコの腕からなる巨大な大砲。蚩尤ガンダムの腹部に装着し、収束した暗黒瘴気を発射する）
必殺技／闇の雷＜やみのいかずち＞天魔爆煉砲にすべての闇を収束させ、暗黒瘴気弾として発射する。たった一撃で山々を粉砕し、大陸の形を変えるとすら言われる。
BB戦士 No.352
デストロイ蚩尤ガンダム(デストロイガンダム)
『BB戦士三国伝 LEGEND BB』にて闇の欠片から誕生した四凶が「四凶合身」することで復活した蚩尤の神話の時代の姿。体の各所に四凶達の意匠がある。

#### 四凶
檮杌バクゥ（ケルベロスバクゥハウンド）
『BB戦士三国伝 LEGEND BB』にて闇の欠片から誕生した四凶の一体。背中の二つの顔から新たに体を生やして分離し、三体に分裂することが出来る。
光のかけらを狙って劉備達を襲撃し、一度は劉備に重傷を負わせるも、覚醒した蒼龍ストライク劉備に倒される。
渾沌ザムザザー（ザムザザー）
『BB戦士三国伝 LEGEND BB』にて闇の欠片から誕生した四凶の一体。猫のような顔つきで曹操に「化け猫」と呼ばれていた。
光のかけらを狙って曹操を襲撃するが返り討ちに遭い、体が半分のまま逃走。劉備達の元に逃げ込んだところで曹操に完全に倒された。
饕餮ゲルズゲー（ゲルズゲー）
『BB戦士三国伝 LEGEND BB』にて闇の欠片から誕生した四凶の一体。窮奇と同様、言葉を話せる。二本の刀を武器にするほか、下半身の蜘蛛の口から糸を吐き、相手を捕らえる事が出来る。
光のカケラを狙って孫権と周瑜を襲撃、白虎アストレイに覚醒した孫権と対峙したのち、周瑜を連れ去り、劉備達の元に現れる。
窮奇シグーディープアームズ(シグーディープアームズ)
『BB戦士三国伝 LEGEND BB』にて闇の欠片から誕生した四凶の一体。四凶唯一の人型であり、会話が可能。四凶のまとめ役のような存在と思われる。刀のようなものを持っている。
呂布の影に入り込み、彼を操って劉備と曹操を襲撃し、劉備の必殺技を影に受けた事で姿を現す。その後、饕餮が孫権を連れてきたことで四神が揃い、饕餮及び、檮杌、渾沌の残骸と四凶合身を果たし、蚩尤デストロイへと変貌した。

### その他
盧植ジムキャノン（ジム・キャノン）
声 - 小村哲生
劉備の師匠で、優秀な儒学者。かつては宮廷軍師まで務めた高名な兵法家でもある。軍を引退後、劉備と公孫瓚に兵法を教えていた。龍帝剣のありかを話すことを拒み処刑されてしまうが、その際、劉備に「正義とは何か」を自身の命を懸けて伝えた。キャノンの代わりに大きな巻物を背負っている。
『BBW』では、劉備と公孫瓚の援護を拒みながらも劉備の可能性を信じ、龍帝剣を授けた後黄巾賊討伐に向かうが、馬元義によって返り討ちにされる。公孫瓚に看取られながら劉備の成長を見届けた後息を引き取った。また、討伐隊を率いる将軍として前線に立つことからデザインに肩鎧と下半身の具足が新たに描き加えられ、キャノンの部分には巨大な竹簡を背負っている。
『BBW創世記』では、朝廷内で「清流派」という一派を率いる将軍として登場。英雄の資質を持つ曹操に興味を示しつつ、今の世に必要なのは「覇王」の器を持つ侠だとも語っていた。
『三国伝武将ファイル』や『BBW創世記』によれば、軍を引退した背景には、当時の宮中で権力を誇る悪臣達「十常侍」による悪政を憂い、霊帝と「王室に伝わる龍帝剣を継ぐ者を探す」という密命を交わしたとされている。
演者となったジムキャノンのカラーリングは『機動戦士Ζガンダム』登場時のジャブロー配備機カラーをモチーフとしている。また、『漫画版』での宮廷軍師（将軍）時代の回想シーンでは、ティターンズカラーで描かれた。
武器／剣
陶謙ジム（陸戦型ジム）
声 - 土屋トシヒデ
『BBW』に登場。徐州を治める領主。温厚な性格で、老いて病に臥せっていても善政を行う為に民からの信頼は厚い。空腹で行き倒れになった劉備達を暖かく迎え入れる。侵攻してきた曹操軍を退けた劉備達に徐州や民の事を託して、病によって息を引き取る。
鴻夫人（ジム・スナイパーII）
佛土（ブッド）の村の住人。戦災孤児の世話を張飛と共にしており、張飛の過去を知る理解者。張梁により監禁されるが、黄巾隊が倒された後、旅立つ張飛を優しく見送った。
楼蘭（Vガンダム）
長生（後の関羽）の愛人。長生が呂布との戦いに臨む際、佩玉を託した。最期は呂布に従う兵士たちにより殺害された。
張世平ジム（ジム寒冷地仕様）
幽州の豪商。『BBW創世記』に登場。黒山族に襲われていた劉備たちを助けた商人。本性を表した蘇双に裏切られてしまうが、劉備たちによって助けられた。そして自分の過ちを償う為、反董卓連合軍に出資した。
『BBW創世記』第1巻の付録プラモデルとして、劉備ガンダム雪山装備との選択式のものが付属している。
彩艶ビギナ・ギナ（ビギナ・ギナ）
『BBW創世記』に登場。張世平の娘で才色兼備の乙女。父の片腕にと学を身に付けたが、理想が高く少々頭が固い。また、気が強い性格のため人とぶつかることも多い。
董卓に背いてまで袁紹に塩の密売を謀る張世平に幻滅し、黒山族と内通していたが、彼女もまた群雄の勢力争いに利用されていたに過ぎなかった。蘇双によって矢傷を負うが、急所を外した為一命を取り留める。
原典である三国志には登場しない人物だが、キャラクター設定は蔡琰を基にしている。
蘇双ヘビーガン（ヘビーガン）
『BBW創世記』に登場。張世平の部下。少々気弱でおっとりした性格。下積みの生活に嫌気が差し、私利私欲のために黒山族と彩艶を手玉に取り、その隙に張世平の全財産を強奪しようと企んでいたが、劉備によって倒された。
水鏡ガンタンク（ガンタンク）
声 - 坂東尚樹
張飛の恩師。盧植同様、かつては宮廷軍師を務めていた兵法家であり儒学者。本名は「司馬徽」。伏竜（孔明）を探して荊州を訪れた劉備たちに「伏竜は死亡した」と告げた（これは戦場に戻る事を拒む孔明の案である）。また、孔明と龐統、徐庶は彼の教え子である。「よきかな、よきかな」が口癖。人相見や占いも得意とすることを公式サイトで語っている。
『三国伝武将ファイル』によれば、彼が野に下った理由も盧植と同様のものであり、新たな王を支える軍師を見出すという誓いを交わしていたという。
『BBW』では伏龍を探す劉備の訪問を受け、伏龍の居場所を聞かれるがすでに故人であると伝えた。その後、幽州の危機を劉備達に告げている。
『BBW創世記』では、盧植と同じく「清流派」として登場。曹操のことを「乱世の奸雄」と称していたが、「次代の龍」ではなかったとも語っている。
ガンタンクの二本のキャノン砲は、盧植ジムキャノンと同じく巻物となっている。
玉麗ガンダム（ガンダムエアマスター）
『BBW』に登場。酒場で働く踊り子で、曹操とは深い付き合い。容姿端麗な上頭も切れ、曹操も一目置いている。
曹操らと共に決起し、十常侍を討ち取る。後に曹操の正室となり、曹丕の母となるとされているが、BB戦士版の設定通りならば、曹丕が幼い頃に亡くなってしまうことになる。
なお本名の「卞玉麗」は、物語の最後に読者に対して明かされた。
黄承彦（Gキャノン）
荊州の発明家にして黄月英の父親。「火薬の天才」と謳われている。しかし、それに目を付けた曹操軍に捕らえられ、神火飛鳳と液体火薬を発明させられる。
Gキャノンの背中の四連マシンキャノンは、盧植ジムキャノンらと同じく、大量の巻物としてデザインされている。
徐庶ジェガン（ジェガン）
司馬徽（水鏡）門下で、同門の孔明と龐統の友人。撃剣の使い手。孔明が「伏竜」、龐統が「鳳雛」と称されたことに合わせて、自分は「虎になる」と宣言し、三人で未来の三侯（龍・鳳凰・虎）を目指そうと誓い合う。孔明や龐統と共に義勇軍を率いていたが、董卓軍の魔の手から二人や民を逃がすために追手の董卓軍一般兵もろとも谷底へ消え、犠牲となる。
彼の死は、孔明が力を隠し、龐統が闇へと堕ちる一因となるなど、二人の心に深い傷を残した。
武器／撃剣（グレネードランチャー）
張魯ネモ（ネモ）
漢中の領主。漢中の村人たちからは「師君さま」と呼ばれている。若い頃は「漢中の鷹」と謳われていた侠だった。しかし、韓兄弟の襲撃に遭い、一人で抵抗するも、力及ばず韓浩に殺害されてしまう。
部隊兵（ジム）
名も無き戦華。翔軍、機駕軍、轟軍等の一般兵。勢力によって鎧の色が異なり、翔の国は青、機駕の国は赤、轟の国は黄色となっている。
翔軍兵は機駕軍と轟軍に比べて物量が少ない。機駕軍兵は曹操に忠実だが、曹丕が君主となってからは村を焼き討ちにしたり村人を殺害するなど卑劣な行動をとるようになる。しかし、曹操への忠誠心は失っておらず曹操の一睨みで戦意を喪失した。轟軍兵は蚩尤によって洗脳され、同士討ちを始めるが、蚩尤と孫策が分離した後は正気を取り戻し翔軍と曹操、呂布と共に蚩尤に乗っ取られた機駕軍と戦う。
キット購入者にプレゼントされる大陸限定（中国・台湾・韓国）キャンペーン品として、簡易キットとして立体化された。日本国内では、翔・機駕・轟の各軍の部隊兵3体がセットになり、攻防盾を新たに追加した状態で商品化された。キット化はされていないが、漫画版やコミックワールドでは袁紹配下である冀州軍の黒い一般兵、項羽配下である楚軍の緑色の一般兵も登場している。『BBW』では公孫瓚配下である幽州軍の縁が銀色の一般兵、朱儁配下である朱儁軍の紫の一般兵も登場している。また、部隊長は兜と前立ての形状が異なる。
武器／戦戟＜せんげき＞（合戦での使用を想定して大量生産されたごく普通の武器。とても軽量で扱いやすい）、連結盾＜れんけつじん＞
必殺技／明日への一直線＜あすへのいっちょくせん＞ 仲間との団結力と恐れを知らぬ勇気による突撃。
BB戦士 No.324、BBW007
不死部隊兵 （ビルゴII）
賈詡が操る部隊兵。暗黒玉璽によって生ける屍にされてしまっているため攻撃を受けても怯むことなく動き続ける。趙雲たちを追い詰めるが、馬超の攻撃は有効であった。龍輝宝と曹操の参戦もあって、全滅させられる。
陳寿ザクII（ ザクII）
真の部隊兵で姜維の部下。
BB戦士三国伝『コミックワールド』最終話に登場し、姜維に三璃紗統一までの歴史を「三国伝」として纏めるよう勧められた。
劉邦ガンダム（∀ガンダム）
約400年前に覇王・項羽との戦いを制し、三璃紗を統一した偉大なる英雄。赤龍の化身ともいわれ、伝説では、劉邦の闘気は天を衝く真紅の龍のようだったと伝えられる。その魂は龍帝剣の中に存在するらしく項羽の出現に応じて現れるようである。
デザインは龍装 劉備ガンダムにターンAガンダム風の金色の仮面を取り付けた物で、四百年前は金色の胸当てと形状が一部異なる仮面を付けている。武装は劉備ガンダムと同じと思われる。
武器／真龍帝剣、赤龍瞳
必殺技／昇龍斬
村人（ストライクダガー）
『BB戦士三国伝 LEGEND BB』に登場する少年。光の欠片を見つけた事から檮杌に命を狙われたところを劉備に助けられる。その後も四凶に狙われているため劉備と行動を共にする。

### 戦馬
白銀流星馬
戦場の流れ星。三璃沙に生息する一般的な馬。目に留まらぬほどの速さで駆ける姿は流星のようだと言われる。主に幽州で産出されている。
『BBW』では、赤目や単眼のドレスアップシールも付属している。なお、そのおまけシールの中には"袁"の文字も存在していたが、この時点では袁紹や袁術の発売は発表されていなかった。
BB戦士 No.328、BBW008
汗血馬
白銀流星馬と並ぶ三璃沙を代表する駿馬である。主に西涼の武将が乗っている。特にパワーに優れている。
阿修羅騎馬
南方の兵が駆る馬。密林の悪路に対応するために鍛え上げられた特殊な騎馬。

### 兵器
攻城兵器（ザメル）
『BBW』に登場。堅牢な城を攻める時に使用される兵器群。様々な局面に対応する事ができる。赤壁の戦いでは孫権軍が使用。船上から焙烙玉を投擲するが蔡瑁率いる鉄甲艦隊には無力だった。
『BBW創世記』では、厳白虎軍が使用し、震天榴＜しんてんりゅう＞という炸裂弾を用いて孫堅軍を圧倒した。
変形形態／投石車形態（遠距離から城壁に石を撃ち込む兵器。城に近づけないときはこの兵器で遠くから攻撃する）、衝車形態（強固な城門を突き崩すための兵器。篭城されたときにも使用される）、井蘭形態（ビグ・ザム：背の高い車型の兵器。上から矢を射掛けたり、城壁を乗り越えたりするときに使う）、闘艦形態（水上で使用する兵器。大軍で乗り込み、攻め込む事が可能）
BBW031（典韋アッシマー、賈詡アシュタロンとのセット）
戦闘艇
江東水軍が駆る水上艇。「強襲船」や「強襲母艦」等とも呼ばれる。呂蒙や甘寧専用の強襲艇以外に攻撃艇や前線基地など4種類もの変形機構を備えており、水上戦においてはあらゆる場面で活躍する。
『BBW』では呂蒙・甘寧専用強襲形態のほか、甘寧専用から蒼鮫盾を外したタイプが登場し、呂蒙達の配下や、2人が孫権軍に加入してからは孫尚香も使用する。
変形形態／楼船形態（攻撃力に優れた戦闘艇形態。防御面も堅牢な他、周瑜が乗り指揮をとるなど、水上の本陣ともいうべき司令船でもあり、水上戦での旗艦としても使用される）、戦船形態（機動力に優れた巡航形態。水上を縦横無尽に動き、敵を攪乱する）、強襲形態（アーガマ：強襲上陸用の揚陸艦形態。艦艇ごと突撃し、収容した多数の兵たちにより白兵戦を仕掛けることが可能）、前線基地形態（強襲形態で兵員を揚陸させた後は、この形態に展開する。容易に設置・撤収できる簡易陣地として重宝される）、呂蒙専用強襲形態（アウドムラ：呂蒙専用に改装された機動戦闘艇。水陸両用で、他の艦艇が行動不能となる地形でも、速度を落とさず移動できる）、甘寧専用強襲形態（ペールギュント：甘寧専用に改装された突撃戦闘艇。機首に「蒼鮫盾」を装着し、水上では電光石火の敏捷性を誇る）
BB戦士 No.312（呂蒙ディジェ、甘寧ケンプファーとのセット）、BBW035（呂蒙ディジェ、甘寧ケンプファーとのセット）
鉄甲戦艦 神火鳳凰  (レウルーラ)
『BBW』に登場。曹操軍の水上要塞の天守閣でもある。巨大な鉄甲戦艦で天雷火砲を受けても無傷だった。孫権軍の水軍を圧倒するが、周瑜の天雷白爪弓を動力部に受け停止した。

### 神器
玉璽
王の証であり、支配する力が宿ると言われる聖印。その資格がない者が手にすれば闇の力を呼び起こす。天玉鎧を発動させる鍵でもある。手にする事が出来るのは、劉備、曹操、孫権、呂布といった四神の魂を受け継ぐ4人である。
その力の根源は、光も闇も含めた人々の意思の結晶である。
キットでは呂布トールギス、董卓ザクのキットに付属しているアイテム。董卓ザクに付属する玉璽は呂布トールギスに付属する玉璽との差別化の為ガンメタルの成形色となっており、暗黒玉璽として流用が可能となっている。
天玉鎧（蒼龍形態：Gアーマー/炎鳳形態：Gファルコン/弩虎形態：オーキス/真武形態：不明）
虎牢城に眠るといわれる謎の神器。玉璽を鍵に天より出現して、劉備や曹操にたびたび力を貸す。『BB戦士版』では孫権が、『BBW』では呂布が最初に発動させた。
その正体は、玉璽を触媒とした、四神の真の力を開放した姿。唯一無二の天の力と思われていたが、天玉鎧もまた人々の意志の力の発現によるものであった。
蒼龍・炎鳳・弩虎・真武の四形態を持ち、それぞれ蒼龍形態が青龍、炎鳳形態が朱雀、弩虎形態が白虎、真武形態が玄武と、四神に準じている。
キットでは呂布トールギスのキットに付属しているアイテムで、蒼龍は劉備、炎鳳は曹操、弩虎は孫権、真武は呂布と合体が可能。
『英雄激突編』の漫画では、分離することで劉備と曹操が同時に装着する場面がある。
各形態は演者MSに関係する強化パーツがモチーフとなっているが、真武形態のモチーフは不明となっている(ガンダムエピオンのMA形態という説がある)。
暗黒玉璽
黒い色の玉璽。聖印・玉璽と対になる、煉獄の王の証でもある邪印。
古の破壊神・蚩尤の依代。本体は洛陽宮殿の地下にあり、司馬炎らが復活の祈りをささげていた巨大な暗黒玉璽には、暗黒玉璽サイコガンダムが眠っている。
機駕三公らが用いたものは模造品だが、死者に闇による仮初の命を与えたり、他者を取り込み巨大な姿になるなど、その力は侮れない。
暗黒玉璽サイコガンダム（サイコガンダム）
破壊の巨神。巨大暗黒玉璽の中から現れた闇の巨神兵器。闇のオーラを取り込み、破壊と殺戮の限りを尽くす。
司馬炎を取り込んで起動し、更に司馬昭、司馬師を生贄として蚩尤が憑依することで蚩尤ガンダムとなった。
武器／盾（シールド）
龍輝宝
龍帝剣に封じられていた伝説の神器。龍帝の魂が宿っており、その力は天玉鎧をも上回る。真の正義を持つ者に力を貸すと言われている。
これを劉備ガンダムが纏うことで翔烈帝 劉備ガンダムとなる。漫画では炎鳳の攻撃を受けながらも無傷というほどの圧倒的な能力を見せた。
キットでは翔烈帝 劉備ガンダム及び翔烈帝 龍装 劉備ガンダムのキットに付属しているアイテムで、パーツを分離して分け与えることで劉備陣営の五誇将(張飛・関羽・趙雲・馬超・黄忠)をパワーアップさせることが可能。
『BBW』では、的盧と合体することで、的盧合体龍輝宝となり、劉備を乗せることも可能。
鳳熾魂
雀瞬の魂が具現化した神獣。真の理想を持つ者に力を貸すと言われている。
これを曹操ガンダムが纏うことで機武帝曹操ガンダムとなる。
キットでは徐晃サーペントと曹丕ガンダム、紅蓮装 曹操ガンダムのキットに付属しているアイテム。
虎燐魄
虎錠刀に宿る、虎暁の魂が具現化した神獣。真の勇気を持つものに力を貸すと言われている。
これを孫権ガンダムが纏うことで轟大帝孫権ガンダムとなる。
キットでは轟大帝孫権ガンダムのキットに付属しているアイテム。
武煌壁
武義の魂が具現化した神獣。無垢なる魂を持つものに力を貸すと言われている。
これを呂布トールギスが纏うことで、玄武装呂布トールギスとなる。
キットでは玄武装呂布トールギスのキットに付属しているアイテム。

## コミックワールド版と漫画版との相違点
風雲豪傑編
劉備が龍帝剣を得るタイミングは漫画版では慮植が馬元義に処刑された後、公孫瓚に渡されるが、CW版では『英雄激突編』で幽州軍が曹操軍によって壊滅した後に逃げ延びた趙雲から渡された巻物から出現した。
夏侯惇の左目はCW版では呂布の攻撃から曹操を庇った時に、漫画版では陳宮と高順との戦闘で失明する。
董卓はCW版では天玉鎧を発動させた孫権によって、漫画版では天玉鎧を発動させた劉備によって（書下ろしでは呂布）倒される。
英雄激突編
曹操軍と袁紹軍との戦いの時系列がCW版と漫画版とで異なる。
公孫瓚はCW版では曹操軍に、漫画版では袁紹軍に敗れ戦死する。
孫尚香が翔へ渡るタイミングは漫画版では赤壁の戦いの後、CW版では『戦神決闘編』で機駕軍の轟侵攻を孔明に伝えるために渡り、終結後はそのまま翔に居着き劉備の正室となる。
戦神決闘編
姜維が機駕軍から翔軍に寝返るタイミングはCW版では闇に支配された機駕軍の現状を不満を覚え、機駕軍に襲われる孫尚香を助けたのを機に機駕を見限り、漫画版では闇に飲まれた曹丕に遭遇し、致命傷を負わされた程昱の言伝に従い翔軍に合流する。
漫画版では関羽と孔明が物語終盤で戦死する。
龐統の最期はCW版では物語終盤で司馬懿の攻撃から孔明を庇い、漫画版では南方での孔明との戦いに敗北するが、いずれも孔明に看取られる形で息を引き取る。

## ケロケロエース版漫画との関係
漫画発の武将
蔡瑁アッグガイ、黄祖ゾゴック共に、コミック版英雄激突編の作画を手掛ける矢野健太郎がデザインを手掛けている。
これは、矢野に届けられた原案に蔡瑁、黄祖の名があったにもかかわらず、演者（MS）の設定がなく、「他のキャラと被らず、水上用MSならなんでも」との指定を受け、苦肉の策としてアッグガイ、ゾゴックを演者として作画・登場させた。
なお、現在では正式なキャラクターとして採用され、矢野は新たにデザイン画を書き起こしている。

## ガンダムエース版短編
2008年3月号に掲載された『英雄激突編』の短編。英雄激突編の本編と同じく、矢野健太郎が作画している。ストーリーの明確な時期は不明だが『風雲豪傑編』ラストから『英雄激突編』の本編直前と思われる。単行本未収録。

## 三国伝武将ファイル
電撃ホビーマガジン2008年3月号から三国伝キットの作例と共に掲載されている（作例自体は三国伝武将ファイルが行われる前から行われていた）。内容は本編で語られなかった武将達のサイドストーリー等である。文章を執筆している人物は不明になっている。イラストは日向きょうすけ、凄鉄、佐々木心。

## 用語

### 勢力
幽州義勇軍
後の翔。劉備、関羽、張飛の3人を中心に構成されている。曹操陣営からは「龍帝剣一派」等と称される。位は無く、軍団すら持っていないが、その武勇と気概はどの勢力にも引けを取らない。リーダーである劉備の人徳と正義の心に惹かれ、やがて多くの猛者が集結してくる。
赤壁の戦いで劉備が行方不明になった後は、孔明が中心となって翔を建国。本拠地は成都。周倉を除けば、ほとんどは歴代作品の主役級MSがモチーフとなっている。紋章は青い龍。
『BBW』では、「軍の形を為していない」と袁紹などから見下される事もあったが、後に劉備が徐州の太守となったため、一時的に徐州を拠点としていた。
五誇将
関羽、張飛、趙雲、馬超、黄忠の5人で構成される、龍輝宝を装着することのできる翔の五将軍。漫画では「五誇大将軍」とも表記された。
『漫画版』では合肥の戦いで関羽が戦死したため、翔烈帝 劉備の下で5人が勢揃いすることはなかった。
関羽隊
幽州義勇軍の一人、関羽と関平、周倉の3人を中心に構成されている別働隊。関平と周倉の肩には関羽隊の証となる鬼を模した肩アーマー「鬼鋭盾」が装着されている。ΖΖガンダムと縁のあるMSをモチーフにしている。

官軍（曹操軍）
後の機駕。もともと霊帝に仕えていた軍を曹操が再編成した軍。姜維は、かつてはこの軍に所属していた。
赤壁の戦いの後、曹操の実子である曹丕が受け継ぎ、司馬懿が中心となって機駕を建国した。本拠地は許昌→洛陽（雒陽から改名）。曹親子と郭嘉、賈詡を除いては、ガンダム以外の多種多様なMSがモチーフとなっている。紋章は赤い鳳凰。三国伝のロゴでは中心に描かれている。
機駕三公
郭嘉、賈詡、龐統の3人からなる機駕の三大臣。それぞれ行政や人事、軍事などを担当する。
全員が太傅である司馬懿の派閥であるため、実質的に彼が政治の実権を完全に掌握している。
機駕五将
夏侯惇、夏侯淵、張遼、徐晃、張郃の5人からなる機駕の五大将。
司馬懿の専横には思うところがあるが、曹丕に忠誠を誓っているため、政治面では三公側に抱き込まれてしまっている。
また、夏侯兄弟以外は、ゲルググ系の派生機で統一するという案もあった。
曹軍衛将騎団
機駕五将である張遼、徐晃、張郃の他、楽進と于禁が所属する親衛隊。
本編では全て降将出身の武将で構成されていたが、『武勇激闘録』では于禁や楽進といった古参の宿将も所属しているとされた。
不死軍（不死隊）
燃えるような真紅の眼をした者達で構成される、機駕の謎の部隊。たとえその身を引き裂かれようと、死する事なく立ち上がり襲い来る不死身の兵団。
その正体は、賈詡の暗黒玉璽によって闇に支配され、なんの痛みも感じない「人形」にされた兵達である。モチーフはモビルドール。

長沙軍（孫堅軍/孫権軍）
後の轟。
孫堅を中心に作られた軍。伝説の兵法家、孫武の子孫である孫の一族がまるで家族のように平和な国を作り上げている。気を使う技を使いこなす武将も多い。水軍が充実しているのも特徴。
赤壁の戦いの後に孫権を皇帝として轟を建国する。本拠地は建業。孫家はGPシリーズのMSをモチーフとしている。主にテレビアニメ作品以外からの出典MSをモチーフとしているものが多い。紋章は黄色い虎。
長沙四騎衆
孫堅の頃より孫一族に仕える四家老。孫堅の子供達からは「じい」と呼ばれている。合戦時には孫堅と共に、真紅の襟巻きを巻いて出陣する。
常に孫親子および兄弟の傍らで戦っていたが、虎牢城での戦いで祖茂、赤壁の戦いで黄蓋が戦死し、最終的に二人だけになっている。黄蓋以外は全てジム系のMSが演者である。
江東水軍
長沙軍が誇る水軍。風雲豪傑編の時点では完成していなかった。
長沙軍の参謀である周瑜は、江東水軍の指揮官（提督）も兼任している。また、陸遜も校尉として名を連ねていた。
強襲水軍
呂蒙と甘寧を頭領とする、江東水軍の独立遊撃船団。傭兵達を集めた部隊であるため気質は荒っぽいが実力は高い。呂蒙を除けば、全てサイクロプス隊のMSがモチーフとなっている。所属兵の中には、荊州軍などから追放された者達もいる。

幽州軍
将軍（太守）であった父の跡を継いで公孫瓚が率いていた軍。本拠地は易京楼。兵の総数は約一万。趙雲を除けば、全て『第08小隊』のMSがモチーフとなっている。
北方の異民族から、三璃紗の国境線を防衛するという非常に重要な役職を代々担ってきた一族でもある。
国境警備隊
趙雲が隊長を務めていた騎馬部隊。

荊州軍
劉表が率いていた軍。黄忠と魏延、呂蒙と甘寧は、かつてはこの軍に所属していた。主に水陸両用MSがモチーフになっているのが特徴。
荊州水軍
蔡瑁が提督を務める水軍。艦隊の総数は三十万。江陵の地を支配している。
荊州陸戦隊
黄祖が隊長を務める部隊。総数は二十万。
荊州殺戮部隊
韓兄弟が所属していた部隊。

冀州軍（袁紹軍）
袁紹が率いる軍で、豊富な財力によって揃えた装備と物量に物を言わせた軍隊を持ち、総兵力数は百万を優に超える。本拠地は鄴。主に『ガンダムΖΖ』に登場したネオ・ジオン軍MSがモチーフになっている。張郃と『BBW』での趙雲は、かつてはこの軍に所属していた。
冀州防衛軍
沮授が司令を務める軍。官渡の地に陣を構える。

袁術軍
袁術が率いる軍。本拠地は寿春。兄の袁紹軍同様、ネオ・ジオン軍のMSがモチーフとなっている。『BBW』では董卓の死後、呂布隊や張繡軍が合流している。

張繡軍
張繡が率いる軍。本拠地は宛。主に『ガンダムX』に登場した新連邦軍のMSがモチーフとなっている。『BBW』での賈詡は、かつてはこの軍に所属していた。

涼州軍（西涼軍）
馬騰が率いていた軍。息子である馬超と彼の従弟にあたる馬岱は、涼州が機駕に滅ぼされるまではこの軍に所属していた。馬家は3機のブルーディスティニーをモチーフとしている。
馬一族や龐一族など、闇の血をひく者も多く、曹操は「天の刃たる獅子の一族」と称している。

南方軍
孟獲が率いる軍団。密林に適応した独自の文化をもち、特殊な武具、武術などを有する。主にGガンダムに登場するモビルファイターがモチーフとなっている。
南方四天王
兀突骨・朶思大王・木鹿大王・帯来洞主の4人からなる南方の四大王。モチーフはデビルガンダム四天王。

朱儁軍
朱儁が率いる官軍。

烏丸族
蹋頓が率いる遊牧民族軍。

水賊
胡玉を頭領とする水賊団。長江一帯を根城にしている。
『風雲豪傑編』の漫画版を担当したときた洸一によるオリジナルの悪役で（「胡玉」は三国志で孫堅に討伐された水賊）、ときたは「G-UNIT水賊軍団」と命名している。
江東や長沙地方にはこの他にも多数の水賊団が存在しており、呂蒙や甘寧が属していたのも、その中の一つである。

黒山族
張燕を首領とする盗賊集団。実は曹操軍の特殊部隊である。

厳白虎軍
厳白虎が率いる軍。主にドム系統のMSがモチーフとなっている。
先遣部隊
厳輿が率いる部隊。

董卓軍
董卓が率いる軍。本拠地は雒陽。張遼と徐晃は、かつてはこの軍に所属していた。
呂布隊（呂布軍）
呂布が率いる部隊。貂蝉と張遼を除けば、OZのMSがモチーフとなっている。
『BBW』では、董卓軍の崩壊後も存在しており、後に袁術軍や袁紹軍に加わった。
黄巾隊（黄巾賊）
張三兄弟が率いる部隊。
先遣部隊
馬元義が率いる部隊。

### その他
三璃紗
天から降り立った、光り輝く三人のガンダム「三侯」が世界を平定したという神話の伝わる地。物語開始当初は霊帝が治めるひとつの国家であったが、董卓が霊帝を殺して政権を簒奪。その董卓を曹操、孫堅、袁紹らが率いる反董卓連合軍が討伐した事でその後の統治者の座が空席となり、その覇権を巡って数多の武将が争いあう群雄割拠の状態に陥ってしまい、最終的には翔、機駕、轟の三国による戦いが繰り広げられる事になる。G記によれば未来の影舞乱夢の姿であるとされる。戦神決闘編にて劉備達と蚩尤の戦いの末、司馬炎によって真に統一されたとあるが、その蚩尤の戦いの後の三国の歴史とその顛末についてはいまだ描かれていない。
G記
三璃紗の神話が描かれた古文書。
未来さえ描かれているとされるが、そのすべてを解読出来た者は未だいない。「三侯本紀」など幾つもの章があり、その最終章には、「黙示録」 が記されているとされている。
四神
声 - 大川透（龍帝）
龍帝、雀瞬、虎暁、武義からなる四人の神話の英雄。
三侯
神話に登場する三人の神、龍帝・雀瞬・虎暁の事を指す。三位一体となって世界を平定した後、雀瞬は太陽となって世界を照らし、虎暁は月となって世界を癒し、龍帝は海となって世界を育んだという。
劉備ガンダムが龍帝の魂を、曹操ガンダムが雀瞬の魂を、孫権ガンダムが虎暁の魂を受け継いでいると言われている。それぞれ三候の宝剣とされる龍帝剣、鳳凰七星槍、虎碇刀にその力が封じられている。
龍帝ユニコーン（ユニコーンガンダム）
『SDガンダム ザ・ラストワールド』に登場。
武義
三侯と共に蚩尤を封印した古の英雄の一人。蚩尤との戦いの後、大地に還り大地となって世界を支えたというが、その存在はいかなる歴史書にも描かれることはなかった。
霊峰・泰山にその魂を封印し、三璃紗が再び闇に覆われる時には、無垢なる魂を持つ者に力を貸すと言われている。 呂布トールギスが武義の魂を受け継いでいると言われている。方天武戟にその力が封じられている。
泰山
武義が眠る、現世と常世が交わる地で、霊峰といわれる聖なる山。『戦神決闘編』では蚩尤の天魔爆煉砲によって山頂が吹き飛んだが、眠りを醒まされた武義が呂布に力を与えた。
封禅の儀
『BBW創世記』で行われた儀式。霊峰・泰山に宿る天地の神に感謝を捧げる儀式で、時の皇帝自らが執り行い、三璃紗全土の諸侯たちが集う。その歴史は古く、G記によれば最初に「封禅の儀」を行ったのは三侯であるとされる。
玻璃の紗
神話の三侯が纏ったとされる光り輝く鎧。
劉備ガンダム、張飛ガンダム、関羽ガンダム、曹操ガンダム、司馬懿サザビー、孔明リガズィ、趙雲ガンダム、孫権ガンダムの8名が纏っている。ただし司馬懿の玻璃は三侯の物と対を為す物だとされている。
劇中では玻璃の紗を纏っていると思われる表現もある。玻璃の紗を纏ったとされる武将はクリアーバージョンのキットとして販売された。セット商品となってディスプレイボードが追加されている。
ただし周瑜ヒャクシキの金メッキ版と呂布トールギスのクリアーバージョンは玻璃の紗とは言われていない。
玉璽を媒介とした結界により蚩尤の動きを封じたものも、玻璃の光と呼称されていた。
闇の力
人々の意志の負の側面が力として具現化したもの。
人がある限り、決して消えることはない。
天の刃
闇の血をその身に宿しながらも、正しき意志でその力を操る者達の事。闇との戦いにおいて切り札となるとされ、通常なら石化か洗脳されてしまう闇の瘴気が通じない他、闇の力で作られた不死兵に致命傷を与えることができる。東西南北の四方にいるとされ、馬超（西方）・孟獲（南方）・的盧（東方）・呂布（北方）がこれにあたる。『コミックワールド』では、司馬炎もこれになるであろうことが示唆されている。また、曹操や孫策もそれに近いものを持っていることが描写されていた。
蚩尤
かつて三璃紗の大地を血に染めた破壊神。四神により一度は封印されたが、再び三璃紗に蘇ったその正体は、決して消えることのない人々の闇の意志の集合体である。
四凶
檮杌、渾沌、饕餮、窮奇からなる四体の闇の化身。『BB戦士三国伝 LEGEND BB』にて蚩尤の体を砕いた際に生じた闇の欠片から誕生した。

## アニメシリーズ

### プロモーションアニメ
バンダイ商品が発売されている店舗でのみ他のバンダイ商品のCMと共に公開されたプロモーション作品。制作はサンライズが担当している。
当初は動きの少ない絵が中心だったが、英雄激突編からアクションシーンが増加し、字幕付きの会話シーンも作られた。また、戦神決闘編では登場キャラが3Dで制作されるようになっている。
内容としては基本的にコミックワールドや漫画版を元にしたシーンを映像化しているが「戦神決闘編　集結、五誇将編」においては完全にオリジナルのシーンを作り上げている。
また後述の「戦神決闘編 GUNDAM BIG EXPO公開版」はタイトルが「戦神決闘編」であるにもかかわらず冒頭以外は「風雲豪傑編」の内容であった。
主題歌は後述の『三璃紗伝說 THE BRAVE LEGEND』で、戦神決闘編からは歌詞が変わっている。
「戦神決闘編 三璃紗国取りリレー 第一回戦 翔チームVS轟チーム」からはアニメ化を記念したリレーと言う形を取っている。
なお三璃紗国取りリレーの二回戦以降は店頭では公開されておらず、後述のBlu-rayBOXの特典映像となっている。
プロモーションアニメ店頭公開順
- 風雲豪傑編
- 英雄激突編 機駕の章
- 英雄激突編 翔の章
- 英雄激突編 轟の章
- 英雄激突編 翔の章改（前述の会話シーンの差し替え版）
- 戦神決闘編 集結、五誇将編
- 戦神決闘編 GUNDAM BIG EXPO公開版（仮称）
- 戦神決闘編 三璃紗国取りリレー 第一回戦 翔チームVS轟チーム

#### 主題歌
「三璃紗伝說 THE BRAVE LEGEND」
日本語 - Ko-Saku
韓国語 - キム・ウジュ
北京語 / 広東語 - イーキン・チェン

### テレビアニメ
『SDガンダム三国伝 Brave Battle Warriors』（エスディーガンダムさんごくでん ブレイブバトルウォーリアーズ）。2010年4月3日から2011年3月26日までテレビ東京系列（TXN）にて放送された。平均視聴率は2.1%。
1話15分形式の放送で、放送時間は本作開始まで30分放送であった『ケロロ軍曹』の後半15分を使用。BSジャパンも含めて事実上『ケロロ軍曹』とセットの時間割り振りとなり『ケロロ軍曹』と本作の間には本作へのジャンクションがあるのみでCMが存在しない。
ナレーションは孔明リ・ガズィ役でもある石井一貴が担当。寺島拓篤が演じる甘寧ケンプファーが登場する回（第27話・第28話・第46話・第47話・第49話）の方言監修は関平ガンダムやモブキャラクターも演じている小松里歌が担当している。
「ガンダムシリーズ」のテレビアニメ作品としては珍しくサブタイトルが縦テロップとなっている。タイトルバックは劉備・曹操・孫権・呂布（後に第39話で退場）の4人の主人公の中からその回の主要キャラクターの面か兜がサブタイトルの背景になっているという、宣伝プロモーションビデオの冒頭と同じ演出になっている。また、次回予告のサブタイトルが表示される時は次回に活躍するキャラクターの武器が映るようになっている。
2010年11月に角川つばさ文庫にて著・伊豆平成、絵・津島直人によって挿絵付き小説が出版されている。
2011年6月には1年放送分（全51話）と後述の劇場版を収録したBlu-rayBOXが発売（バンダイとバンダイビジュアル直営のネットショップ限定発売 完全受注限定生産）。DVDソフトに関しては当面は単巻をレンタル限定で順次開始。

#### スタッフ
- 企画 - サンライズ
- 原作 - 矢立肇、富野由悠季
- 監督 - 森邦宏、鈴木健一
- シリーズ構成 - 浦畑達彦
- SDデザイン - 寺島慎也
- デザインワークス - 下田竜彦（PLEX）、今石進、宮本崇、沙倉拓実、佐藤舞雨
- 色彩設計 - 熊谷妙子
- 美術監督 - 池田繁美
- 美術設定 - 池田繁美、大久保修一
- 撮影監督 - 大神洋一
- 音響監督 - 藤野貞義
- 音楽 - 吉川慶
- 音楽プロデューサー - 眞野昇（第1話 - 第51話）、伊藤善之（第27話 - 第51話）
- 編集 - 吉武将人
- プロデューサー - 佐藤弘幸
- 製作 - サンライズ、創通

#### 主題歌（テレビアニメ）
「三璃紗伝説 〜The Brave Legend〜」（初代エンディングテーマ）（第1話 - 第26話）
作詞 - 小川マキ / 作曲・編曲 - 吉川慶 / 歌 - Ko-saku
エンディングアニメーションと一部のスタッフクレジットの表示タイミングは第1クール（第1話 - 第13話）と第2クール（第14話 - 第26話）で異なる。
使用されるのは2番。第50話では歌詞の異なるバージョン（プロモーションアニメで使用された歌詞）が挿入歌として使用され、エンディングのクレジットでもその旨が表示された。
「Justice・伝説を刻め!」（2代目エンディングテーマ）（第27話 - 第51話）
作詞 - 畑亜貴 / 作曲・編曲 - 増田武史 / 歌 - ブレイブバトルウォーリアーズ（劉備ガンダム（CV：梶裕貴）、関羽ガンダム（CV：安元洋貴）、張飛ガンダム（CV：加藤将之）、曹操ガンダム（CV：乃村健次）、孫権ガンダム（CV：島﨑信長））
エンディングアニメーションと一部のスタッフクレジットの表示タイミングは第3クール（第27話 - 第39話）と第4クール（第40話 - 第50話）で異なる。
使用されるのは1番。最終話である第51話では終盤で1番が挿入歌として使用され、それに続く2番がエンディングとして流された。また、この回のみ劇中の映像を振り返るアニメーションが使用された。
オープニングテーマは存在しないが、アバンタイトル終了後に15秒ほどのオープニングアニメーションがある。また、この映像は13話ごとに変更されている（初代：第1話 - 第13話、2代目：第14話 - 第26話、3代目：第27話 - 第39話、4代目：第40話 - 第51話）。また、第39話・第40話のスペシャル放送では地上波放送版のみ放送時期に合わせてクリスマスを意識した映像になっていた（ただし、一部地域やDVD、配信では通常通りになっている）。
| 話数            | 変更された映像 |
| --------------- | --- |
| 第1話 - 第13話  | 劉備ガンダムと張飛ガンダムと関羽ガンダムのアップ、董卓ザクと呂布トールギスのアップ、桃園をバックに幽州義勇軍（劉備ガンダムと張飛ガンダムと関羽ガンダム）が中央に並ぶシーン                                                                     |
| 第14話 - 第26話 | 龍装 劉備ガンダムと雷装 張飛ガンダムと鬼牙装 関羽ガンダムのアップ、袁術ズサと紀霊ハンマ・ハンマ（第24話で退場）のアップ、桃園をバックに幽州義勇軍（龍装 劉備ガンダムと雷装 張飛ガンダムと鬼牙装 関羽ガンダム）が中央に並ぶシーン（第39話まで） |
| 第27話 - 第39話 | 龍装 劉備ガンダムと趙雲ガンダムと孔明リ・ガズィのアップ（第51話まで）、田豊ガルスJと沮授Rジャジャと袁紹バウ（第38話で退場）のアップ |
| 第40話 - 第51話 | 張遼ゲルググと司馬懿サザビーと紅蓮装 曹操ガンダムのアップ、翔烈帝 龍装 劉備ガンダム（先行登場）を中心に幽州義勇軍（雷装 張飛ガンダムと鬼牙装 関羽ガンダムも含む）が中央に並ぶシーン                                                            |

エンディングのスタッフクレジットは画面上に位置が固定されて表示される形式だが、第36話・第40話・第41話では下から上に流れていくスクロール形式であった（いずれの回もエンディングの最後に視聴者プレゼントの告知を流したため。いずれの回も、この告知がないAT-Xではスクロールではなく通常の形式であった）。

#### 各話リスト
「作監補」の役職は第1クールでは存在しない。
| 話数      | サブタイトル              | 脚本             | 絵コンテ     | 演出         | 作画監督              | 作監補        | 放送日        | サブタイトルに映っていた兜 | 次回予告に映っていた武器                                                             |
| 第1クール | 第1クール                 | 第1クール        | 第1クール    | 第1クール    | 第1クール             | 第1クール     | 第1クール     | 第1クール                  | 第1クール                                                                            |
| --------- | ------------------------- | ---------------- | ------------ | ------------ | --------------------- | ------------- | ------------- | -------------------------- | ------------------------------------------------------------------------------------ |
| 1         | 英雄登場                  | 浦畑達彦         | 森邦宏       | 左藤洋二     | 佐久間信一            | -             | 2010年 4月3日 | 劉備                       | 大雷蛇（張飛の武器）・鬼牙龍月刀（関羽の武器）                                       |
| 2         | 出会い                    | 浦畑達彦         | 鈴木健一     | 左藤洋二     | 佐久間信一            | -             | 4月10日       | 劉備                       | 黄天戟（黄天の武器）                                                                 |
| 3         | 民のために                | 浦畑達彦         | 鈴木健一     | 鈴木健一     | 牟田口裕基            | -             | 4月17日       | 劉備                       | 七星剣（曹操の武器）                                                                 |
| 4         | 暗殺者                    | 浦畑達彦         | 鈴木健一     | 左藤洋二     | 佐久間信一            | -             | 4月24日       | 曹操                       | 斬馬戟（華雄の武器）                                                                 |
| 5         | 群雄集結                  | 浦畑達彦         | 西村博之     | 山田弘和     | 佐久間信一            | -             | 5月1日        | 劉備                       | 霊虎刀（孫尚香の武器）                                                               |
| 6         | 目標は虎牢関              | 大久保智康       | 西村博之     | 山田弘和     | 佐久間信一            | -             | 5月8日        | 孫権                       | 炎骨刃（曹操の武器）                                                                 |
| 7         | 激突! 曹操対呂布          | ふでやすかずゆき | 渡邊哲哉     | 井上ジェット | 佐久間信一            | -             | 5月15日       | 曹操                       | 破塵戟（呂布の武器）                                                                 |
| 8         | たぎれ! 戦慄の暴将        | 岸本みゆき       | 渡邊哲哉     | 左藤洋二     | 佐久間信一            | -             | 5月22日       | 呂布                       | 爆凰扇（孔明の武器）                                                                 |
| 9         | 炎上! 光の都              | 浦畑達彦         | 西村博之     | 京極尚彦     | 佐久間信一            | -             | 5月29日       | 劉備                       | 虎錠刀（孫堅の武器）                                                                 |
| 10        | 孫堅死す                  | 浦畑達彦         | 西村博之     | 山田弘和     | 牟田口裕基            | -             | 6月5日        | 孫権                       | 無双戟 嵐（趙雲の武器）                                                              |
| 11        | 趙雲推参!                 | 大久保智康       | 鈴木健一     | 井上ジェット | 佐久間信一            | -             | 6月12日       | 劉備                       | 13本の矢                                                                             |
| 12        | 決戦前夜                  | ふでやすかずゆき | 西村博之     | 町谷俊輔     | 佐久間信一            | -             | 6月19日       | 劉備                       | 六門煉獄鎧（董卓の武器）                                                             |
| 13        | 発現! 天玉鎧              | 岸本みゆき       | 西村博之     | 鈴木健一     | 牟田口裕基 佐久間信一 | -             | 6月26日       | 呂布                       | 斬馬曲刀（蹋頓の武器）                                                               |
| 第2クール |                           |                  |              |              |                       |               |               |                            |                                                                                      |
| 14        | 劉備出立                  | 浦畑達彦         | 山田弘和     | 山田弘和     | 佐久間信一            | -             | 7月3日        | 劉備                       | 真龍帝剣（劉備の武器）                                                               |
| 15        | 強き者と弱き者            | 浦畑達彦         | 加瀬充子     | 左藤洋二     | 佐久間信一            | -             | 7月10日       | 劉備                       | 破塵戟（呂布の武器だが、刃が布で隠れている）                                         |
| 16        | 戦慄の幻影                | 大久保智康       | 渡邊哲哉     | 井上ジェット | 佐久間信一            | -             | 7月17日       | 呂布                       | 鋼疾藜骨朶（太史慈の武器）                                                           |
| 17        | 新天地                    | 岸本みゆき       | 小島正士     | 小坂春女     | 佐久間信一            | -             | 7月24日       | 孫権                       | 竹の棒                                                                               |
| 18        | 江東の小覇王              | 岸本みゆき       | 加瀬充子     | 左藤洋二     | 佐久間信一            | -             | 7月31日       | 孫権                       | 真大雷蛇（張飛の武器）                                                               |
| 19        | 皇帝宣言                  | ふでやすかずゆき | 亀井治       | 亀井治       | 牟田口裕基            | -             | 8月7日        | 劉備                       | 11本の火矢                                                                           |
| 20        | 徐州陥落                  | ふでやすかずゆき | 亀井治       | 山田弘和     | 佐久間信一            | -             | 8月14日       | 劉備                       | 真爪龍刀・龍帝剣（劉備の武器）                                                       |
| 21        | 劉備の選択                | 大久保智康       | 稲井仁       | 小坂春女     | 榎本勝紀              | -             | 8月21日       | 劉備                       | 豪大斧（典偉の武器）                                                                 |
| 22        | 裏切りの城                | 大久保智康       | 加瀬充子     | 左藤洋二     | 佐久間信一            | -             | 8月28日       | 曹操                       | 牛頭剛槍（顔良の武器）・馬頭鋭刀（文醜の武器）                                       |
| 23        | 天と地                    | 浦畑達彦         | 青木康直     | 井上ジェット | 佐久間信一            | -             | 9月4日        | 劉備                       | 三尖麗牙（紀霊の武器）                                                               |
| 24        | 小覇王の挑戦              | 岸本みゆき       | 西村博之     | 山田弘和     | 佐久間信一            | -             | 9月11日       | 孫権                       | 双虎旋棍（孫策の武器）                                                               |
| 25        | さらば! 孫策              | 岸本みゆき       | 小島正士     | 小坂春女     | 牟田口裕基            | -             | 9月18日       | 孫権                       | 飛双旋鎌（袁術の武器）                                                               |
| 26        | 真（まこと）の勇気        | ふでやすかずゆき | 青木康直     | 山田弘和     | 牟田口裕基            | 重田智        | 9月25日       | 孫権                       | 烈鮫牙（甘寧の武器）                                                                 |
| 第3クール |                           |                  |              |              |                       |               |               |                            |                                                                                      |
| 27        | 暴れん坊見参!             | 大久保智康       | 亀井治       | 左藤洋二     | 佐久間信一            | -             | 10月2日       | 孫権                       | 碧斬双戟（呂蒙の武器）                                                               |
| 28        | 江東の碧眼児              | 大久保智康       | 亀井治       | 亀井治       | 亀井治                | -             | 10月9日       | 孫権                       | 龍帝剣（劉備の武器）・真大雷蛇（張飛の武器）・真鬼牙龍月刀（関羽の武器）             |
| 29        | 劉備の帰還（総集編1）     | 浦畑達彦         | 加瀬充子     | 左藤洋二     | 佐久間信一            | -             | 10月16日      | 劉備                       | 白鱗剣（公孫瓚の武器）                                                               |
| 30        | 再会、幽州（総集編2）     | 浦畑達彦         | 加瀬充子     | 山田弘和     | 佐久間信一            | -             | 10月23日      | 劉備                       | 狼牙・双重戟（張郃の武器）                                                           |
| 31        | 激闘白馬陣                | 岸本みゆき       | 稲井仁       | 小坂春女     | 榎本勝紀              | 重田智        | 10月30日      | 劉備                       | 真鬼牙龍月刀（関羽の武器）                                                           |
| 32        | 関羽咆哮!                 | ふでやすかずゆき | 小島正士     | 小坂春女     | 榎本勝紀              | 重田智        | 11月6日       | 劉備                       | 扇（沮授の武器）                                                                     |
| 33        | 冀州百万軍                | 岸本みゆき       | 笹木信作     | 町谷俊輔     | 佐久間信一            | 重田智        | 11月13日      | 劉備                       | 無双戟 嵐（趙雲の武器）                                                              |
| 34        | 黄昏、易京楼              | 岸本みゆき       | 笹木信作     | 左藤洋二     | 佐久間信一            | 大竹守        | 11月20日      | 劉備                       | 鳳龍双刃刀（張遼の武器）                                                             |
| 35        | 全軍官渡へ                | 浦畑達彦         | 加瀬充子     | 山田弘和     | 牟田口裕基            | -             | 11月27日      | 曹操                       | 真鬼牙龍月刀（関羽の武器）・鳳龍双刃刀（張遼の武器）                                 |
| 36        | 官渡の戦い                | ふでやすかずゆき | 渡邊哲哉     | 山田弘和     | 佐久間信一            | 重田智        | 12月4日       | 曹操                       |                                                                                      |
| 37        | 決別                      | ふでやすかずゆき | 青木康直     | 小坂春女     | 榎本勝紀              | 重田智        | 12月11日      | 呂布                       | 飛紅剣（袁紹の武器）・飛双刀×2・飛旋棍（袁術の武器）                                 |
| 38        | 天に選ばれし覇者          | 大久保智康       | 稲井仁       | 小坂春女     | 牟田口裕基            | -             | 12月18日      | 曹操                       | 破塵戟（呂布の武器）・胡蝶6体（貂蝉の道具）                                          |
| 39        | 天に挑んだ修羅            | 大久保智康       | 亀井治       | 亀井治       | 亀井治                | -             | 12月25日      | 呂布（最後の登場）         | 龍帝剣（劉備の武器）・真鬼牙龍月刀（関羽の武器）                                     |
| 第4クール |                           |                  |              |              |                       |               |               |                            |                                                                                      |
| 40        | 千里を越えた絆            | 岸本みゆき       | 加瀬充子     | 左藤洋二     | 佐久間信一            | 大竹守        | 12月25日      | 劉備                       | 震星杖（賈詡の武器）                                                                 |
| 41        | 伏竜、天を翔ける          | ふでやすかずゆき | 笹木信作     | 町谷俊輔     | 佐久間信一            | 重田智        | 2011年 1月8日 | 劉備                       | 虎錠刀（孫権の武器）                                                                 |
| 42        | 受け継いだ勇気（総集編3） | 浦畑達彦         | 青木康直     | 山田弘和     | 牟田口裕基            | -             | 1月15日       | 孫権                       | 星凰剣（曹操の武器）                                                                 |
| 43        | 天下三分の計              | 大久保智康       | 笹木信作     | 小坂春女     | 榎本勝紀              | 重田智        | 1月22日       | 曹操（最後の登場）         | 真龍帝剣（劉備の武器）                                                               |
| 44        | 龍帝剣、墜つ              | 岸本みゆき       | 京極尚彦     | 京極尚彦     | 佐久間信一            | 重田智        | 1月29日       | 劉備                       | 真大雷蛇（張飛の武器）                                                               |
| 45        | 激震! 長坂橋              | 岸本みゆき       | 井上ジェット | 井上ジェット | 佐久間信一            | -             | 2月5日        | 劉備                       | 真龍帝剣（劉備の武器）・虎錠刀（孫権の武器）                                         |
| 46        | 孫権立つ                  | 浦畑達彦         | 加瀬充子     | 町谷俊輔     | 亀井治                | -             | 2月12日       | 孫権                       | 天雷火砲（周瑜の武器）                                                               |
| 47        | 天雷火砲                  | 大久保智康       | 青木康直     | 左藤洋二     | 佐久間信一            | -             | 2月19日       | 孫権                       | 多節鞭（黄蓋の武器）                                                                 |
| 48        | 赤壁大決戦                | 大久保智康       | 加瀬充子     | 山田弘和     | 榎本勝紀              | 重田智        | 2月26日       | 孫権                       | 白虎刀（周瑜の武器）                                                                 |
| 49        | 長江燃ゆ                  | ふでやすかずゆき | 西村博之     | 小坂春女     | 佐久間信一            | 重田智 有澤寛 | 3月5日        | 孫権                       | 天翔龍帝剣（劉備の武器）                                                             |
| 50        | 龍の輝き                  | 岸本みゆき       | 鈴木健一     | 鈴木健一     | 亀井治                | -             | 3月19日       | 劉備（第51話は翔烈帝）     | 天翔龍帝剣（劉備の武器）・星凰剣（曹操の武器）・真牙王剣（孫権の武器）（金色に輝く） |
| 51        | 三国の志                  | 岸本みゆき       | 森邦宏       | 森邦宏       | 牟田口裕基            | -             | 3月26日       | 劉備（第51話は翔烈帝）     | -                                                                                    |

補足
- クレジットの表示形式が異なる第36話・第40話・第41話では「作監補」が「作監協力」という役職名になっている（表示形式に変更のないAT-Xでは通常通り「作監補」であった）。
- 2010年12月25日には『SDガンダム三国伝 豪華30分スペシャル!』と題して10:00から30分拡大放送となり、第39話と第40話が2話連続して放送された。
  - OPやED・次回予告は各話ごとに表示された（前述のとおりOPは地上波放送のみクリスマス版に変更された）。なお拡大放送のタイトルは第39話冒頭の表示とナレーションによるものだが、第38話における拡大スペシャル放送の旨の予告表示において「!」の数が2つになっていた。
  - また第39話は本来放送されている『ケロロ軍曹』と同様に開始が1分遅れているほか、両話ともオープニングと本編サブタイトル表示の間のCMが60秒になっており（本来は30秒）、エンディングと次回予告の間のCMが第39話では存在せず第40話では30秒になっている（本来は60秒）という放送フォーマットの変更があった。

- 第50話は2011年3月12日に放送予定であったが、前日の3月11日に発生した東北地方太平洋沖地震による報道特番のため休止となり、翌週の3月19日に繰り下げて放送された。これにより最終回である第51話も1週間繰り下げられた。
- 一部の地域は終了後にエンドカードが存在し、前述のBlu-rayBOXでは全51枚が収録されている。

#### 放送局
サンライズ版公式サイトにて
| 放送対象地域   | 放送局         | 放送期間                      | 放送曜日・時間                                                              | 系列           | 備考       |
| -------------- | -------------- | ----------------------------- | --------------------------------------------------------------------------- | -------------- | ---------- |
| 関東広域圏     | テレビ東京     | 2010年4月3日 - 2011年3月26日  | 土曜 10:15 - 10:30                                                          | テレビ東京系列 |            |
| 北海道         | テレビ北海道   | 2010年4月3日 - 2011年3月26日  | 土曜 10:15 - 10:30                                                          | テレビ東京系列 |            |
| 愛知県         | テレビ愛知     | 2010年4月3日 - 2011年3月26日  | 土曜 10:15 - 10:30                                                          | テレビ東京系列 |            |
| 大阪府         | テレビ大阪     | 2010年4月3日 - 2011年3月26日  | 土曜 10:15 - 10:30                                                          | テレビ東京系列 |            |
| 岡山県・香川県 | テレビせとうち | 2010年4月3日 - 2011年3月26日  | 土曜 10:15 - 10:30                                                          | テレビ東京系列 |            |
| 福岡県         | TVQ九州放送    | 2010年4月3日 - 2011年3月26日  | 土曜 10:15 - 10:30                                                          | テレビ東京系列 |            |
| 日本全域       | BSジャパン     | 2010年4月6日 - 2011年4月2日   | 土曜 18:45 - 19:00                                                          | BSデジタル     | [ 備考 1 ] |
| 日本全域       | AT-X           | 2010年4月28日 - 2011年4月13日 | 水曜 10:00 - 10:30 水曜 22:00 - 22:30 土曜 28:00 - 28:30 日曜 16:00 - 16:30 | CS放送         | [ 備考 2 ] |

1. ↑  放送開始から2010年9月28日（第26話）までは火曜 18:45 - 19:00に放送しており、遅れ日数は3日。2010年10月9日（第27話）からは表中の放送時間に移動し、遅れ日数は7日。
2. ↑  1度に2話ずつ放送され、2週ごとに放送内容が更新される。したがって同内容が2週連続計8回放送される。奇数話は本放送から25日遅れ、偶数話は本放送から18日遅れ。第40話の放送は、本放送の30分拡大スペシャルの影響で18日ではなく25日遅れ。

| テレビ東京系列 土曜10:15 - 10:30枠                     | テレビ東京系列 土曜10:15 - 10:30枠     | テレビ東京系列 土曜10:15 - 10:30枠                                          |
| 前番組                                                 | 番組名                                 | 次番組                                                                      |
| ------------------------------------------------------ | -------------------------------------- | --------------------------------------------------------------------------- |
| ケロロ軍曹 6thシーズン ※10:00 - 10:30 （15分枠に縮小） | SDガンダム三国伝 Brave Battle Warriors | プリティーリズム・オーロラドリーム ※10:00 - 10:30 （10:00 - 10:15枠と統合） |

※厳密には、本番組終了（2011年3月26日）と次番組開始（同年4月9日）の間に『ケロロ軍曹』の最終回拡大放送（10:00 - 10:30）を挟んでいる。

#### テレビアニメ版での独自要素および相違点
- 劉備ガンダムの龍帝剣が召喚タイプの武器ではなく新たに標準装備（双剣の片側）に変更され、同時に牙龍刀が設定から削除された（プラモデルではBB戦士版の仕様変更品であるため付属）。
- 董卓軍の部隊である黄巾隊が、黄巾賊という盗賊集団となっている。
- 『BB戦士版』では生存している曹操と呂布が生死不明となり、曹操と共に行方不明になる劉備が益州に渡る。
- 一部キャラクターのデザインが変更されている。
- 『BB戦士版』の『英雄激突編』で重要な役割を果たす黄忠と龐統が登場しない。
- モードチェンジや変形要素の大半がプラモデルオリジナルギミックという扱いになっている。
- テレビアニメへの登場に合わせて、名前のみで設定の存在しなかったいくつかの必殺技に新たに設定が追加されている。その他にも多くの技が追加された反面、『BB戦士版』で設定されていた技を使用しなかった武将も少なくない。

### 劇場公開アニメ
『超電影版 SDガンダム三国伝 Brave Battle Warriors』（ちょうでんえいばんエスディーガンダムさんごくでん ブレイブバトルウォーリアーズ）は2010年2月27日に公開された『超劇場版ケロロ軍曹 誕生!究極ケロロ 奇跡の時空島であります!!』と同時上映の短編映画。配給は角川映画が担当したため、ガンダム映画としては初めて松竹ではない映画会社から配給された。
ストーリーの時系列は、第4話の冒頭ではまだ董卓が霊帝を暗殺して雒陽を支配する前であることから、第4話のアバンパートと本編の間であるとされる。後にTVシリーズでも本作の後日談として馬超ブルーディスティニーとの再会が描かれた。

#### あらすじ
伝説の大陸「三璃紗」は暴虐の太師 董卓ザクによって支配されていた。董卓の悪政によって、三璃紗全土は闇に包まれ、民は絶望にうちひしがれていた。
民を救うため立ち上がったのは幽州の義勇軍、劉備ガンダム、関羽ガンダム、張飛ガンダムの3人。彼らを迎え撃つのは董卓軍「鎮江将軍 胡軫ギャン」。
激しい戦いの末、窮地を逃れた劉備、関羽、張飛は、山奥の隠れ里に住む、ある少年に助けられる。

#### スタッフ（劇場版）
- 監督 - 森邦宏、鈴木健一
- 脚本 - 岸本みゆき
- SDデザイン - 寺島慎也

#### 登場人物（劇場版）
- 劉備ガンダム
- 張飛ガンダム
- 関羽ガンダム
- 馬超ブルーディスティニー（少年時代）
- 董卓ザク
- 呂布トールギス
- 胡軫ギャン

## ゲーム

### 携帯型ゲーム
SDガンダム三国伝 Brave Battle Warriors 真三璃紗大戦（ニンテンドーDS）
バンダイナムコゲームスのアクションゲーム。2010年12月2日発売。通常版と「真 項羽ターンX VS 劉邦劉備ガンダム コンパチブルキット」付属の超限定版ガンプラBOXの2種類が発売される。
1期から4期（放送より先に先行公開）までを元にしたステージを攻略する「シナリオモード」やクリアしたステージを独自の編成で攻略する「フリーミッションモード」、『武勇激闘録』に登場した項羽ターンXを操作する「項羽の乱モード」をプレイする事ができる。
「シナリオモード」をクリアする事で馬超ブルーディスティニーが、EXステージ2「生きて明日を見よ」をクリアする事で『武勇激闘録』に登場した項羽ターンXが、EXステージ3「阿修羅神拳の使い手」をある条件を満たした後でクリアする事で『戦神決闘編』に登場した孟獲ガンダムと祝融ガンダムが、「項羽の乱モード」をクリアする事で本作オリジナルキャラクターである劉邦劉備ガンダムが隠しキャラクターとして使用可能になる。

### 据え置き型ゲーム
SDガンダム GGENERATION WORLD
バンダイナムコゲームスのウォーシミュレーションゲーム。2011年2月24日発売。劉備ガンダムと曹操ガンダム、孫権ガンダム、呂布トールギスの4機が参戦。それぞれ出典元のMSに搭乗させると専用機として使用可能になる。

### クロスオーバー作品
スーパーロボット大戦UX
2013年3月14日発売。『スーパーロボット大戦シリーズ』初のニンテンドー3DSソフト。
アニメ版準拠で参戦するが、赤壁の戦いの最中に出現した巨大な力によって、三璃紗からUXの世界へ飛ばされたという設定になっており、劉備、張飛、関羽、孔明、曹操、司馬懿、孫権、孫尚香、周瑜、陸遜、さらに赤壁の戦い以前の宦渡の戦いで死んだはずの呂布、貂蝉が登場する。
劇中において、UXの世界観は様々な分岐が存在しており、三璃紗もその未来の地球となっており、劉備達は「機械が命を宿した存在」ということになっている。
隠し要素で呂布と貂蝉が自軍に加わり、アニメ化されなかった『戦神決闘編』の台詞が用いられるなど、旧シリーズの要素も組み込まれている。
また、この作品では関羽の必殺技に「鬼牙千烈斬＜オーガせんれつざん＞」（本作で追加された技）や孫尚香の必殺技に「虎影弓＜こえいきゅう＞」（アニメ劇中では未使用）や呂布の必殺技に「天武真烈陣＜てんぶしんれつじん＞」（アニメ第13話で董卓を討った技）が追加されている。
クロスオーバー面では『HEROMAN』、『鉄のラインバレル（原作漫画版）』、『蒼穹のファフナー』、『リーンの翼』、『機神咆吼デモンベイン（アニメ版）』、『機動戦士ガンダムSEED DESTINY』、『劇場版 機動戦士ガンダム00 -A wakening of the Trailblazer-』、『『電脳戦機バーチャロン』シリーズ フェイ・イェンHD』と関わる。

### モバイルゲーム
バンダイネットワークスと台湾JoyMaster社合作の携帯電話ゲーム。
- BB戦士三国伝 無雙爭霸
- BB戦士三国伝 武鬥會
- BB戦士三国伝 一統方城
- BB戦士三国伝 無雙連鎖
- BB戦士三国伝 達人學堂
- BB戦士三国伝 激鬥旋風
- BB戦士三国伝 BIG2風雲會
- BB戦士三国伝 激鬥旋風

### オンラインゲーム
SDガンダム カプセルファイターオンライン
三国伝の機体参戦。日本では2010年よりサービス開始。
2012年8月3日現在 日本版に実装済の機体
- 劉備ガンダム
- 張飛ガンダム
- 関羽ガンダム
- 孫権ガンダム
- 曹操ガンダム
- 司馬懿サザビー
- 夏侯惇ギロス
- 孫尚香ガーベラ

劉備ガンダムはゲーム内のクエストをクリアすることによって常時入手可能。他7機はゲーム内イベントでの景品アイテムや、ゲーム内ガシャポン等によって、抽選方式で入手可能。
どの機体も、攻撃の当たり判定が通常機体よりも広く設定されている。